# Lista dei viaggiatori nello spazio ordinati per primo volo

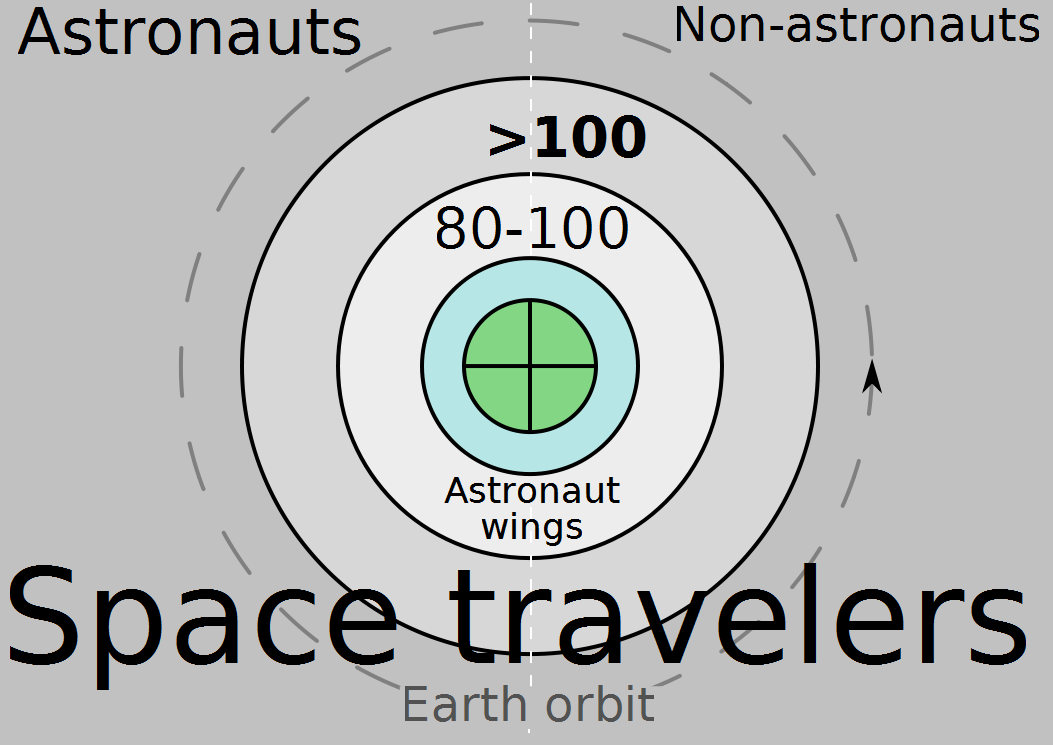
La Fédération Aéronautique Internationale (FAI) definisce il volo spaziale come qualsiasi volo oltre i 100 chilometri di altitudine.

Questa è una lista dei viaggiatori nello spazio ordinati per primo volo. La tabella riporta i viaggiatori in ordine cronologico a partire dalla data del primo volo umano nello spazio. I viaggiatori spaziali sono tutte quelle persone che hanno superato la Linea di Kármán e cioè hanno raggiunto un'altitudine di 100 km (definizione della Fédération Aéronautique Internationale).

## Viaggiatori spaziali

### Parametri della tabella
| Corsivo            | Voli sub-orbitali che hanno superato i 100 km. |
| ◉                  | Dopo il nome, indica viaggiatori spaziali sub-orbitali che hanno successivamente volato in orbita.                                                    |
| △                  | Dopo il nome, indica viaggiatori spaziali che hanno volato verso la Luna senza atterrare.                                                             |
| ▲                  | Dopo il nome, indica viaggiatori spaziali che hanno camminato sulla Luna.                                                                             |
| ‡                  | Dopo il nome, indica coloro che sono morti durante il loro primo volo spaziale.                                                                       |
| †                  | Dopo il nome, indica coloro che sono morti durante un volo spaziale successivo.                                                                       |
| ⊗                  | Dopo il nome, indica coloro il cui primo volo spaziale era iniziato ed era chiaramente destinato a superare i 100 km, ma non ha raggiunto tale quota. |
| Paese collegato    | Nella colonna 'Nazionalità', indica il primo di quel paese ad aver superato i 100 km.                                                                 |
| Nome non collegato | Inserimento successivo in tabella per un viaggiatore spaziale che ha effettuato o tentato un volo precedente.                                         |

Tutte le voci sono datate a partire dall'orario di lancio in UTC, che talvolta può essere un giorno prima della data locale per i lanci da siti nell'emisfero orientale, come Bajkonur, e un giorno dopo per i lanci da siti nell'emisfero occidentale, come Cape Canaveral.
Come regola generale, i cittadini con doppia nazionalità volano sotto una sola bandiera quando volano come equipaggio professionale e/o su veicoli spaziali governativi, ed è questa la bandiera indicata nella tabella. Per i voli spaziali di cittadini con doppia nazionalità che viaggiano come privati su veicoli commerciali in qualità di passeggeri ordinari, vengono mostrate le bandiere dei loro paesi di nascita, a meno che il viaggiatore non avesse la cittadinanza di quel paese e/o non avesse esplicitamente indicato di voler rappresentare un'altra nazionalità.

### Tabella

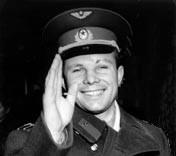
Jurij Gagarin, prima persona nello spazio

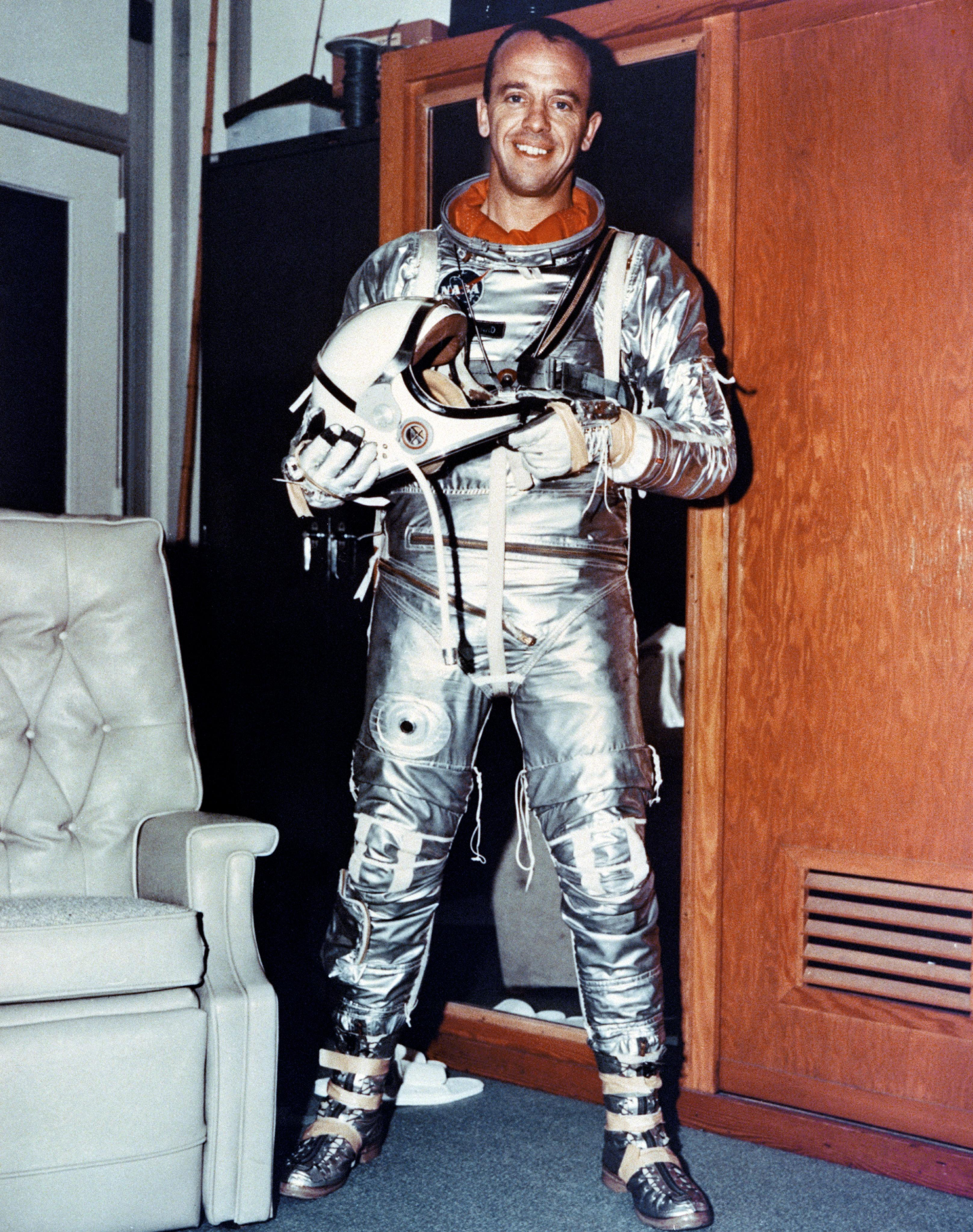
Alan Shepard, primo statunitense e seconda persona nello spazio.

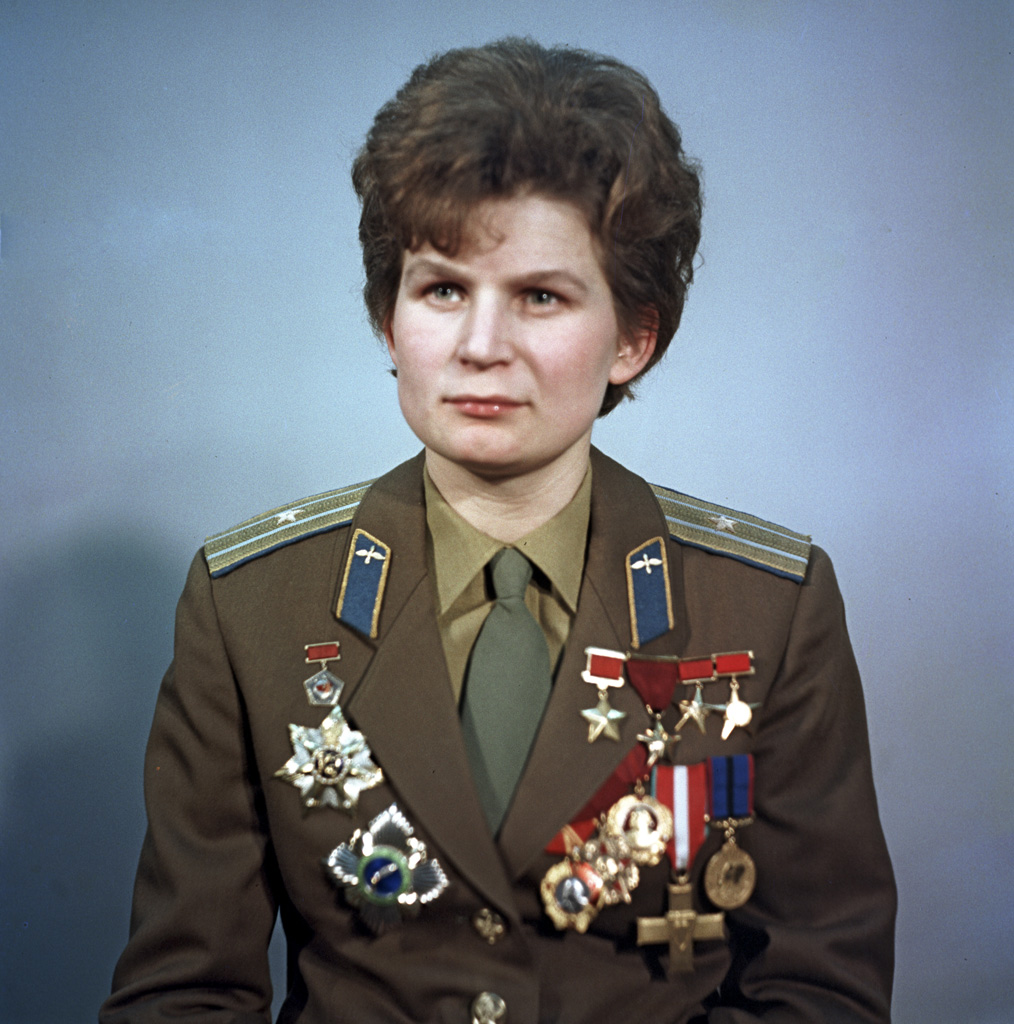
Valentina Tereškova, prima donna e 12ª persona nello spazio.

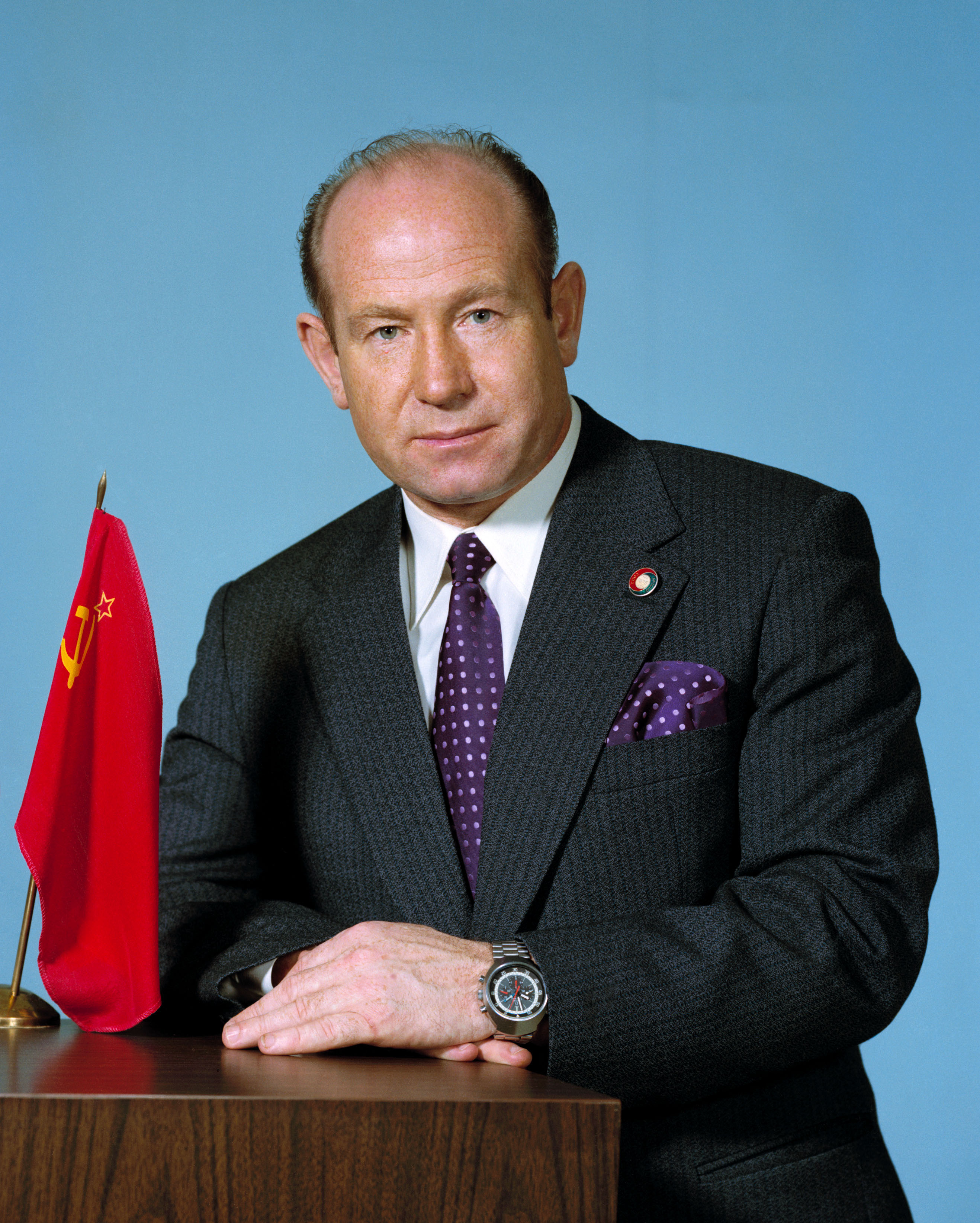
Aleksej Leonov, 17ª persona nello spazio e primo ad aver effettuato un'attività extraveicolare (EVA).

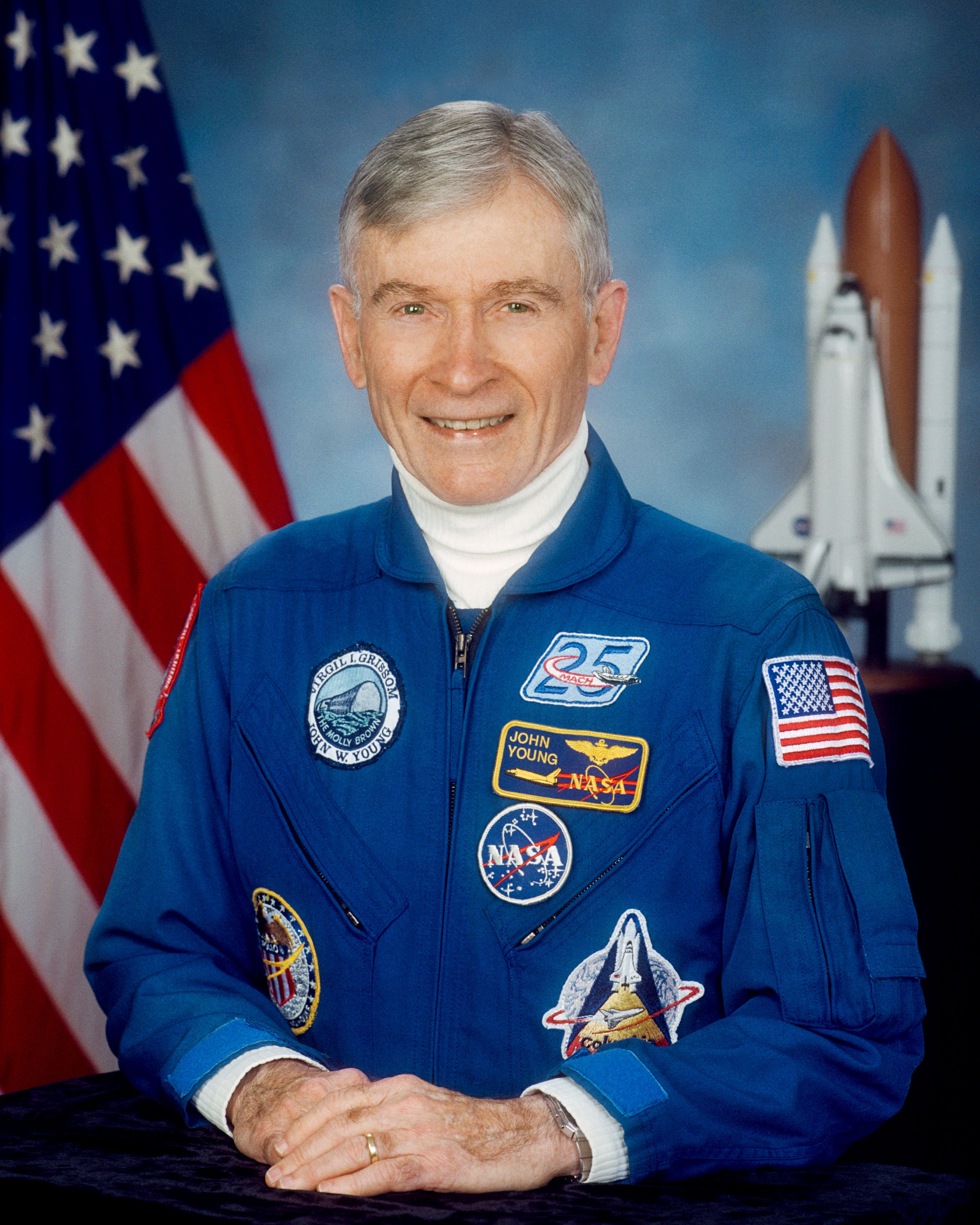
John Young, 19ª persona nello spazio, primo a volare in solitaria attorno alla Luna e primo comandante di uno Space Shuttle.

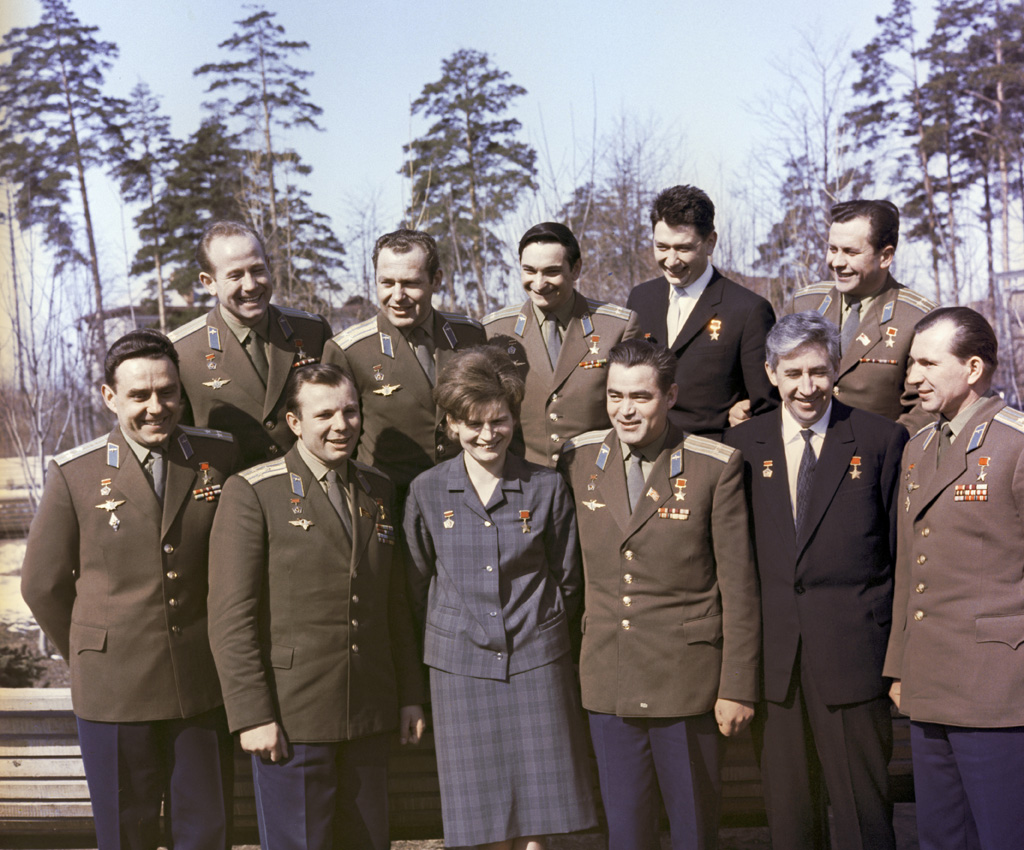
Vladimir Komarov, 14ª persona nello spazio, primo a morire durante un volo spaziale (durante Sojuz 1)

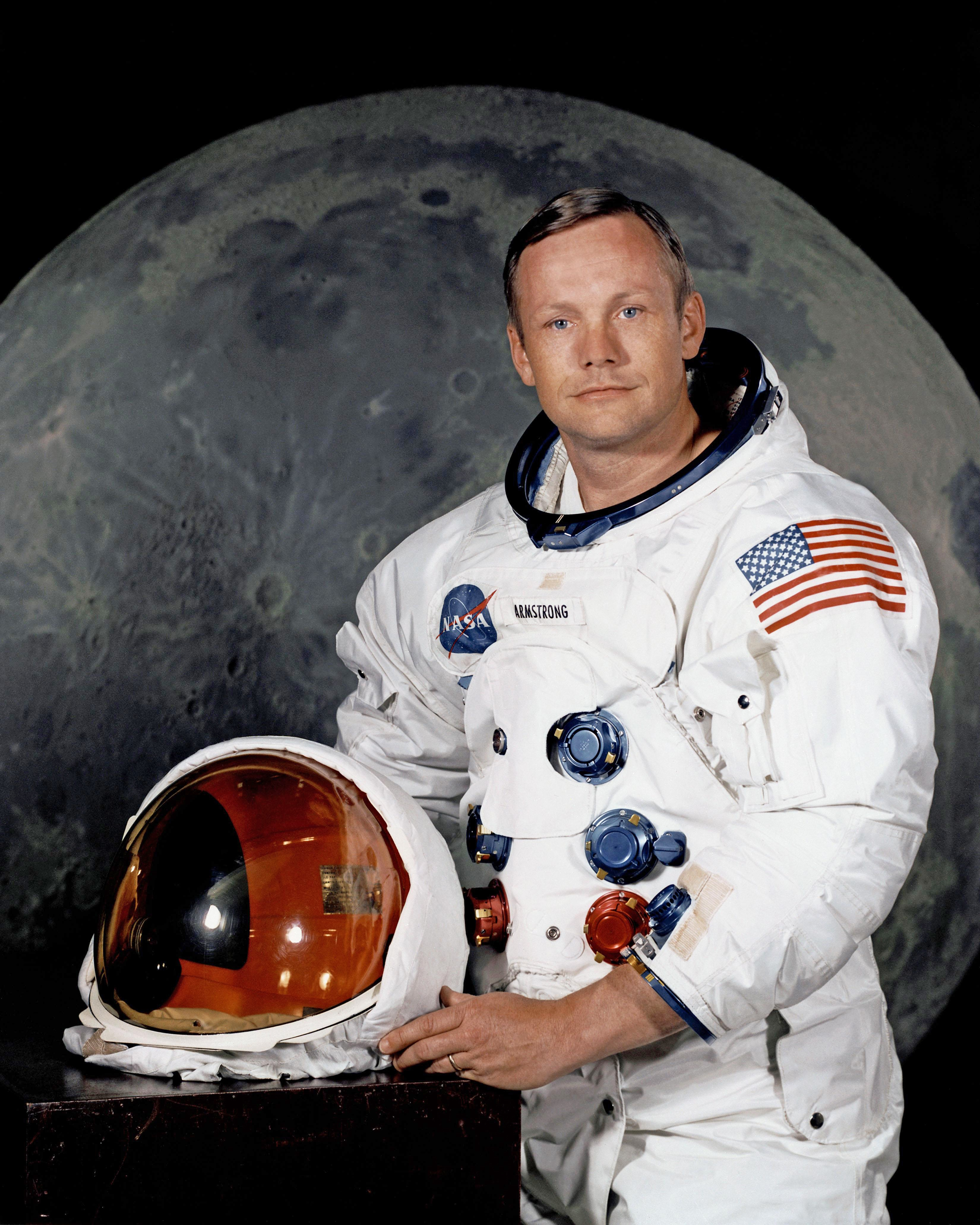
Neil Armstrong, 26ª persona nello spazio e primo a mettere piede sulla Luna

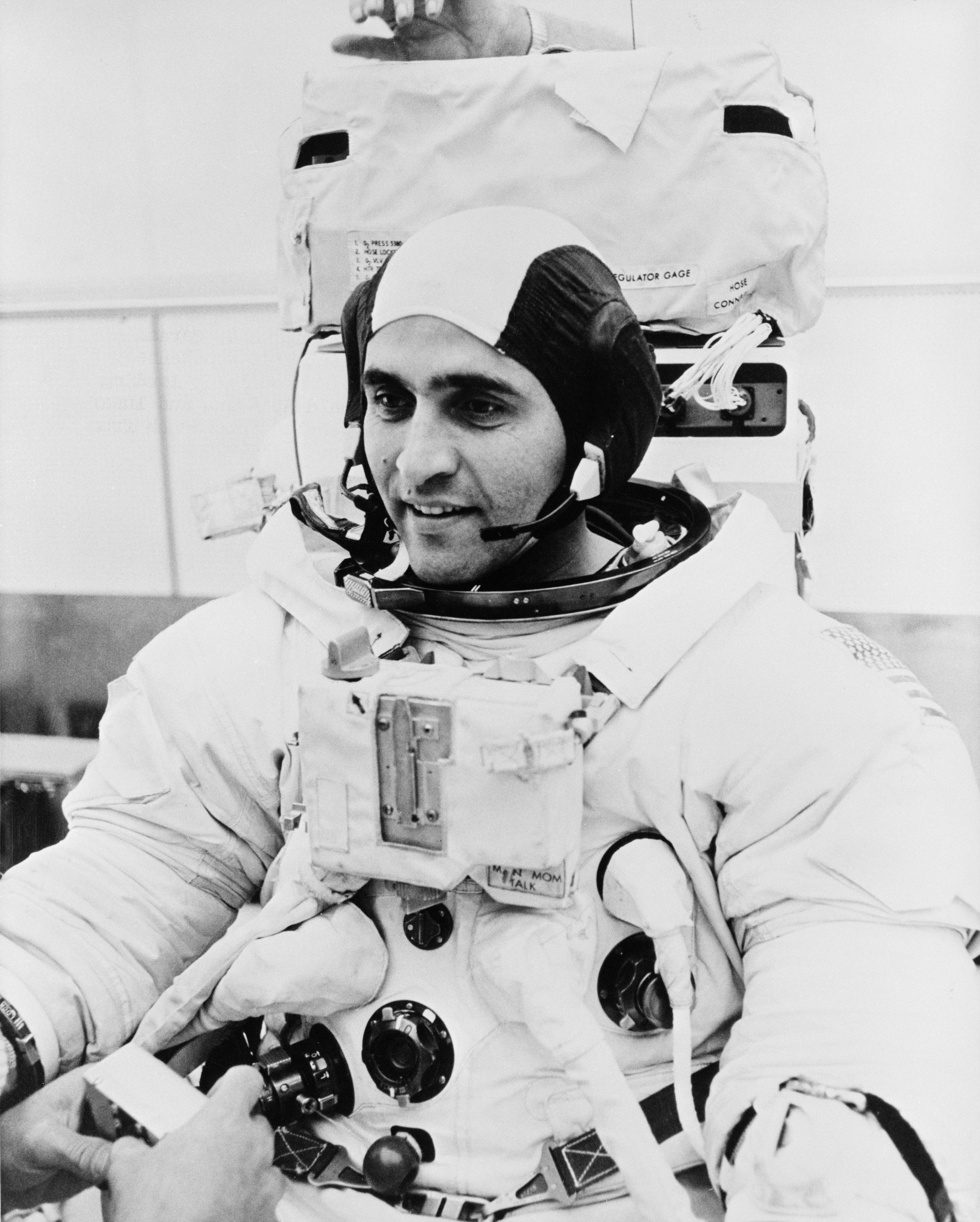
Harrison Schmitt, 59ª persona nello spazio. L'ultimo arrivato sulla Luna e primo geologo

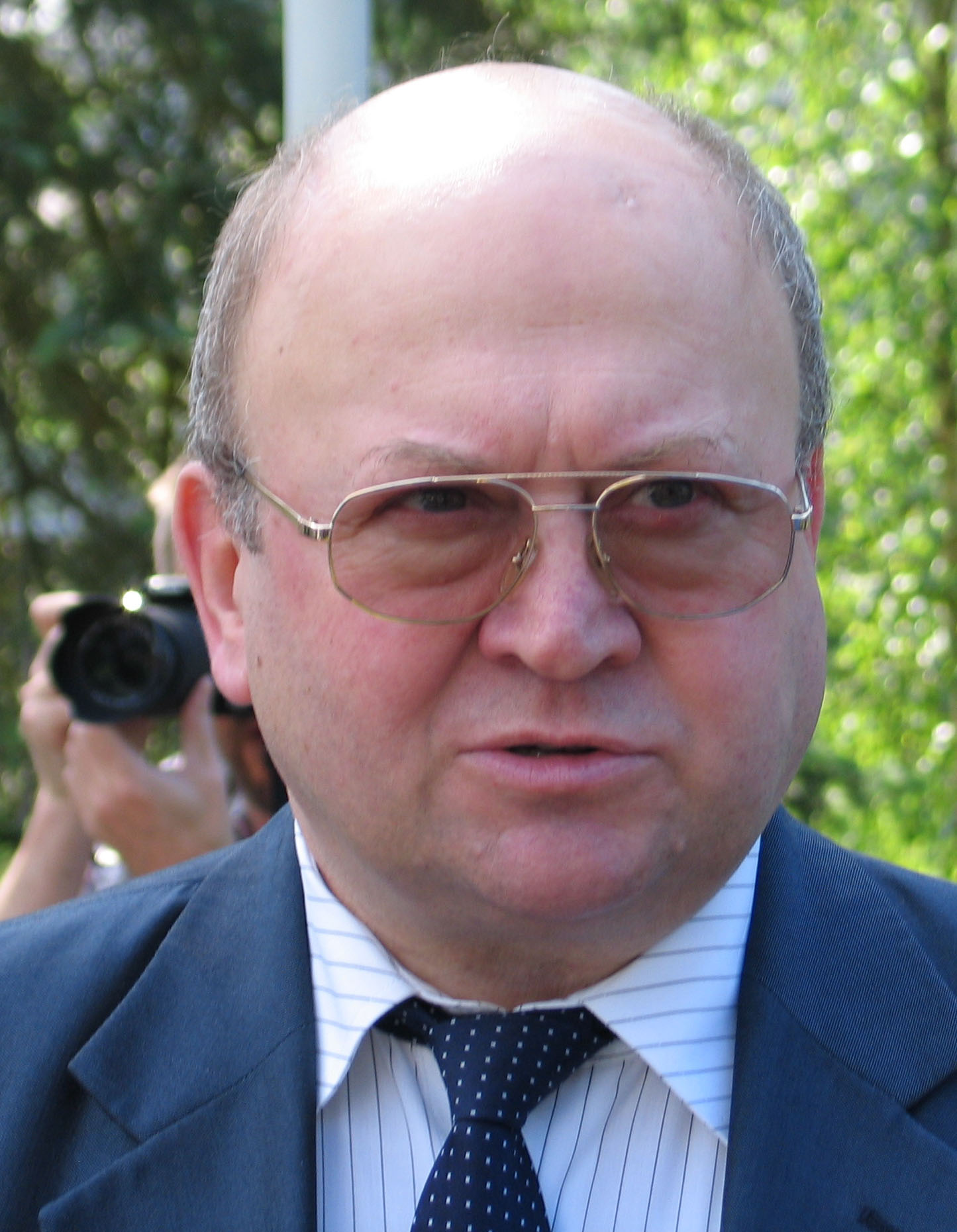
Vladimír Remek, 88ª persona nello spazio e primo proveniente da un Paese diverso da USA o URSS

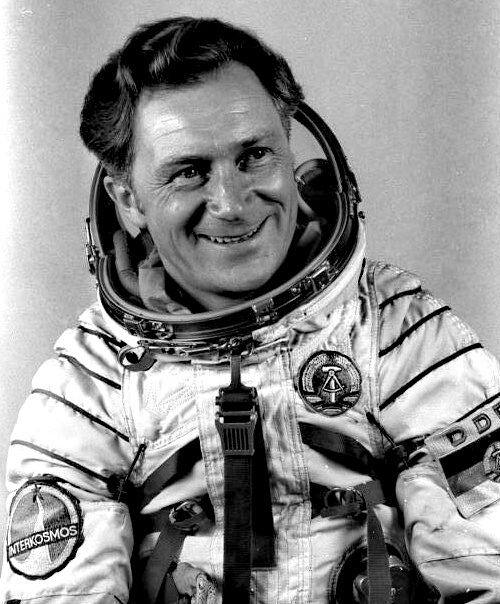
Sigmund Jähn, 91ª persona nello spazio e primo tedesco

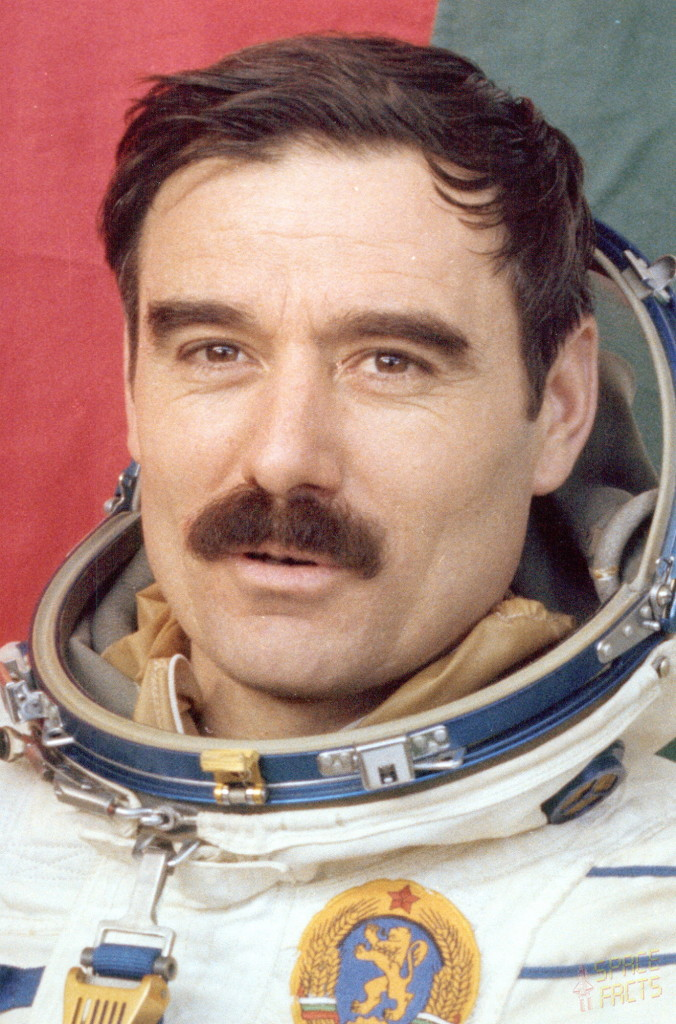
Georgi Ivanov, 93ª persona nello spazio e primo bulgaro

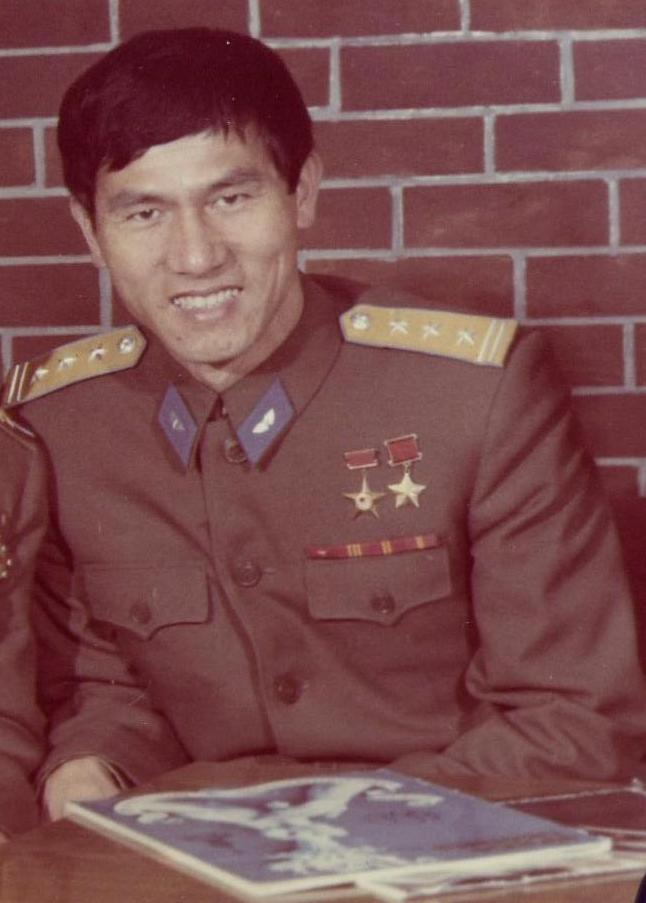
Phạm Tuân, 97ª persona nello spazio e primo asiatico (Vietnam)

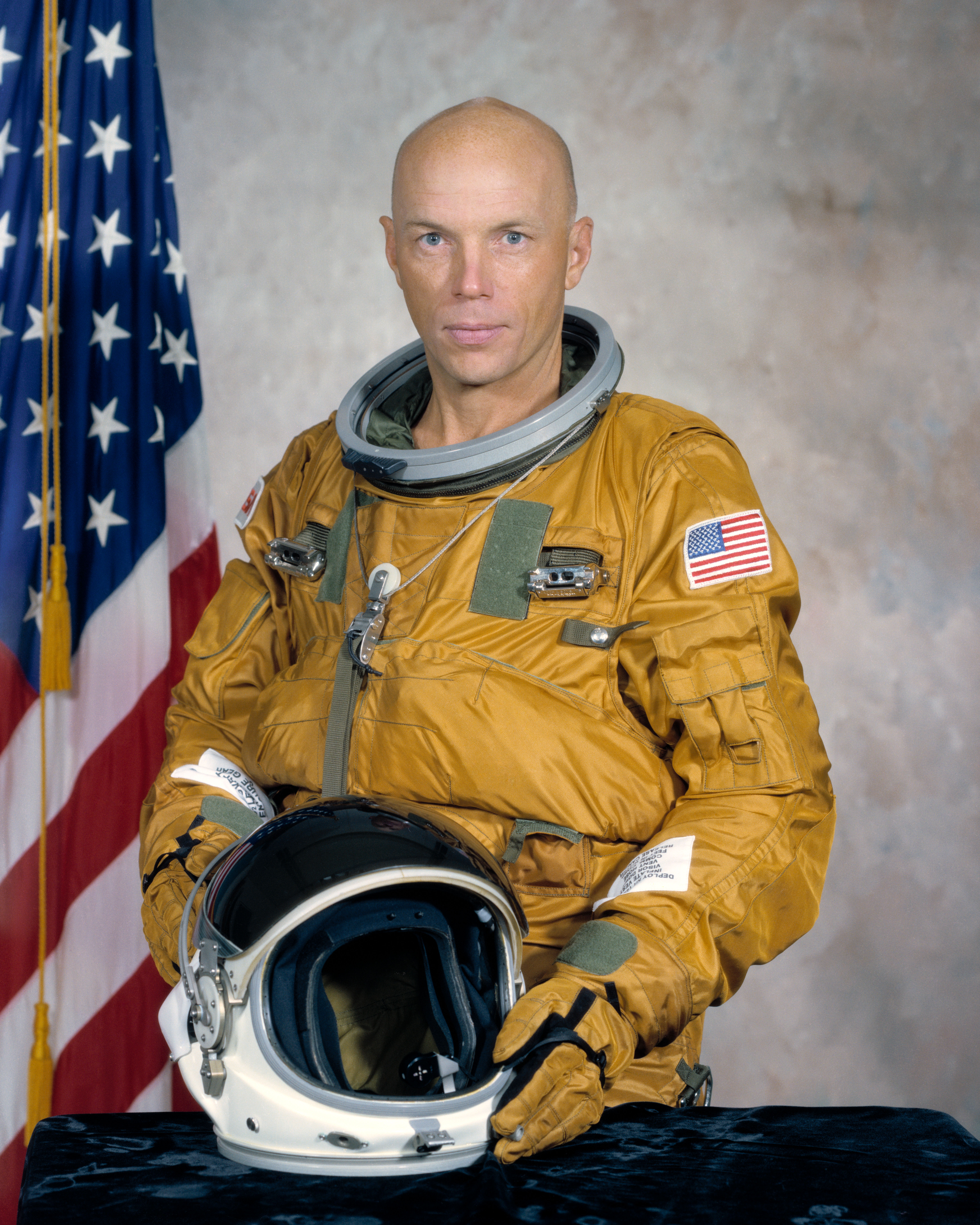
Story Musgrave, 116ª persona nello spazio e unico ad aver volato su tutti e cinque gli Shuttle della NASA

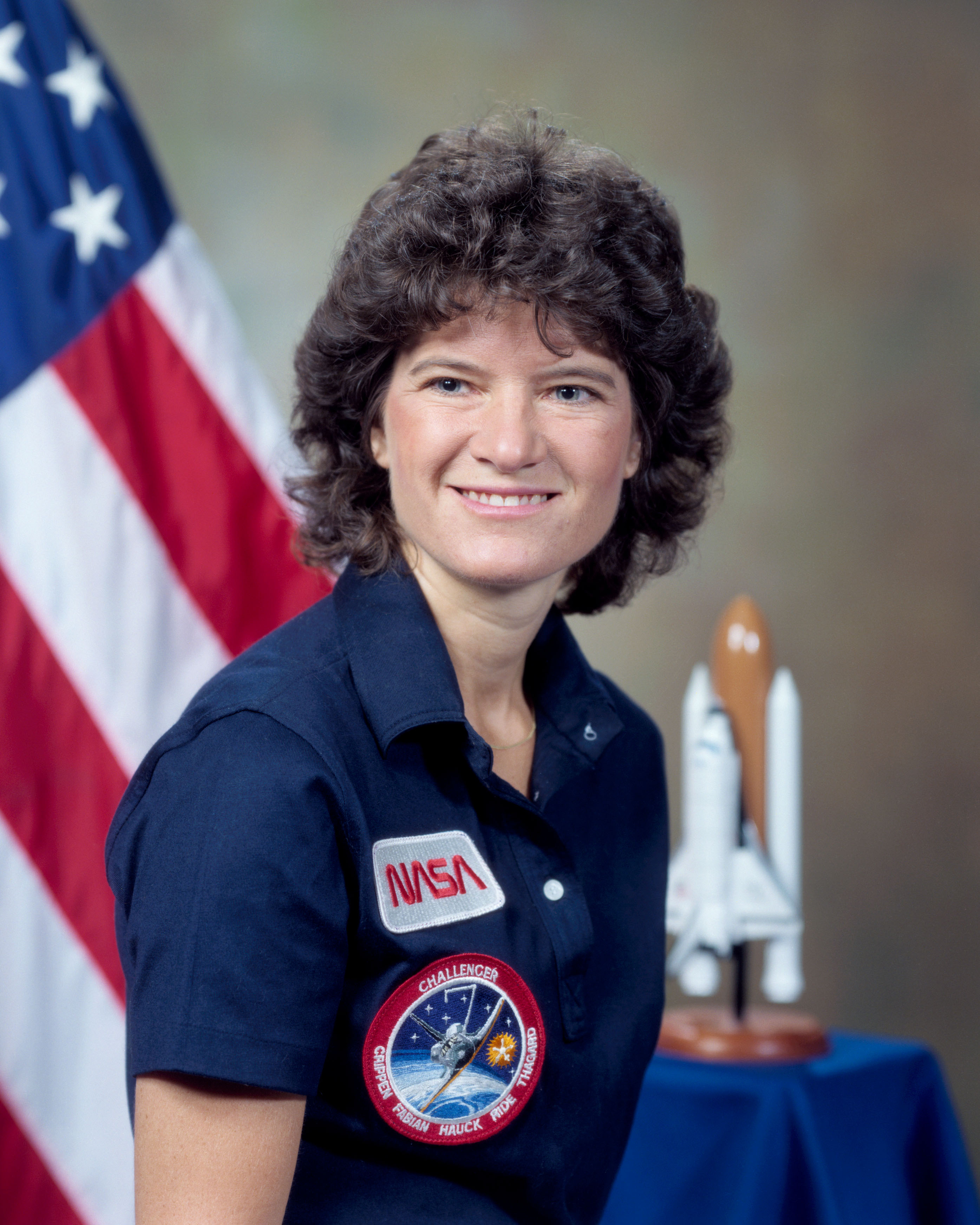
Sally Ride, 120ª persona e prima donna americana nello spazio

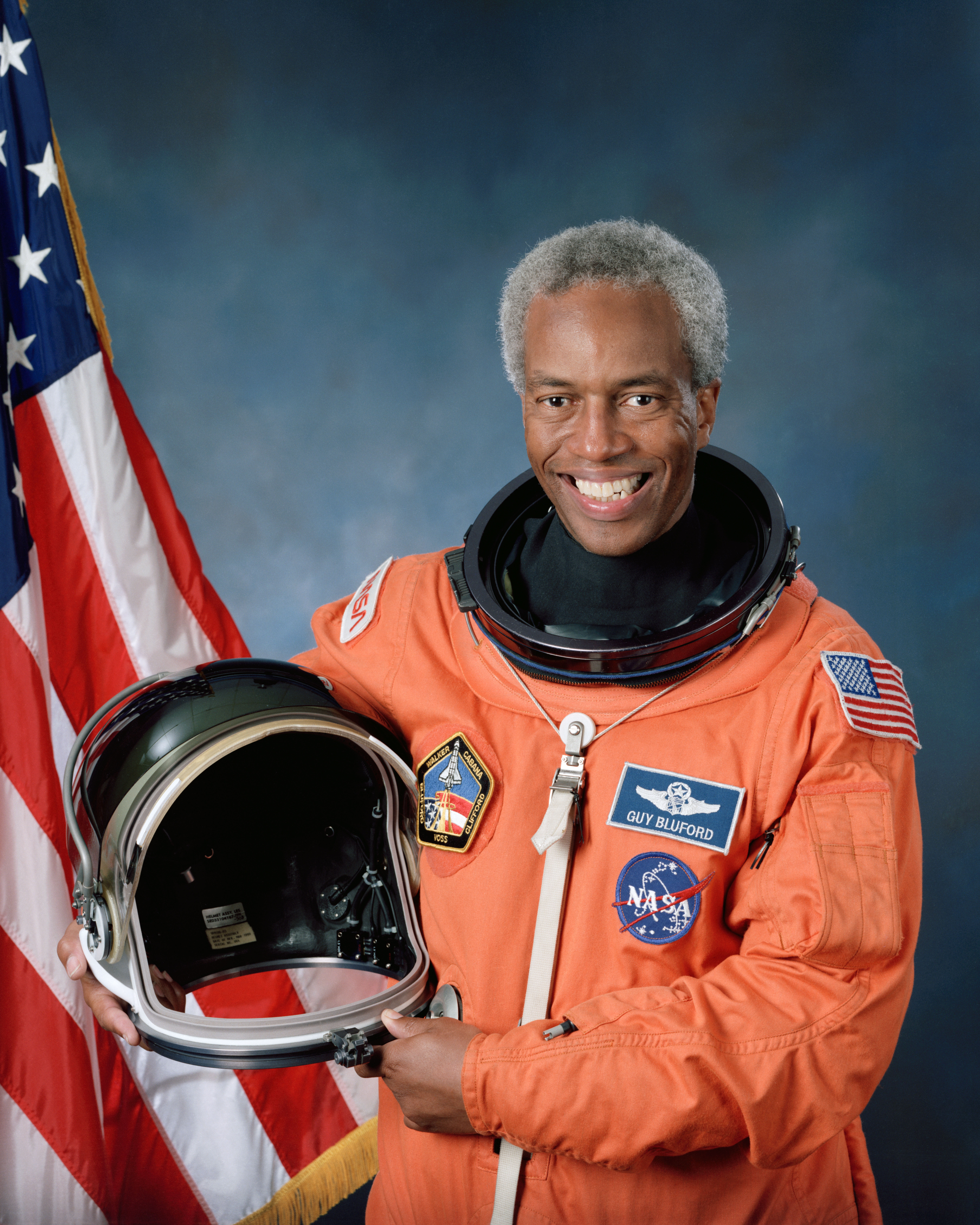
Guion Bluford, 125ª persona e primo afroamericano nello spazio

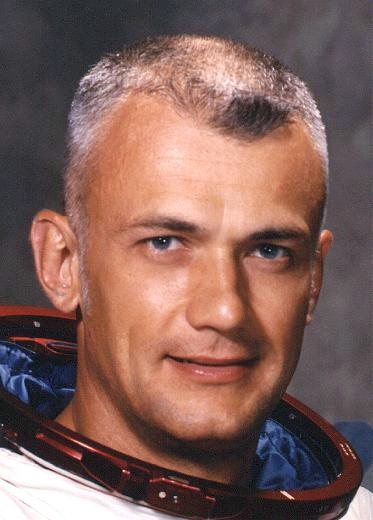
Bruce McCandless, 133ª persona nello spazio e primo a effettuare un’attività extraveicolare senza cavo

Rakesh Sharma, 139ª persona e primo indiano nello spazio

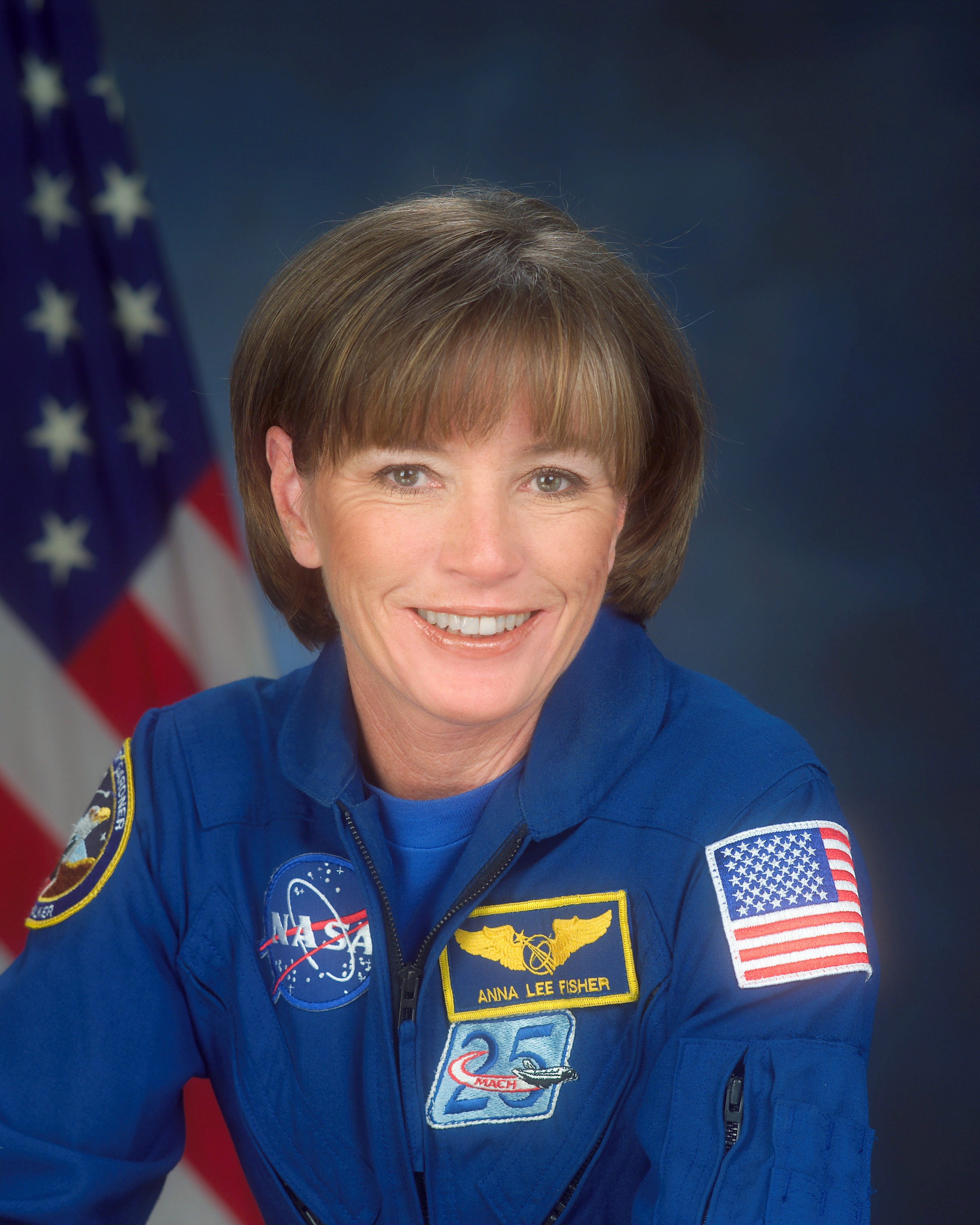
Anna Fisher, 155ª persona e prima madre nello spazio

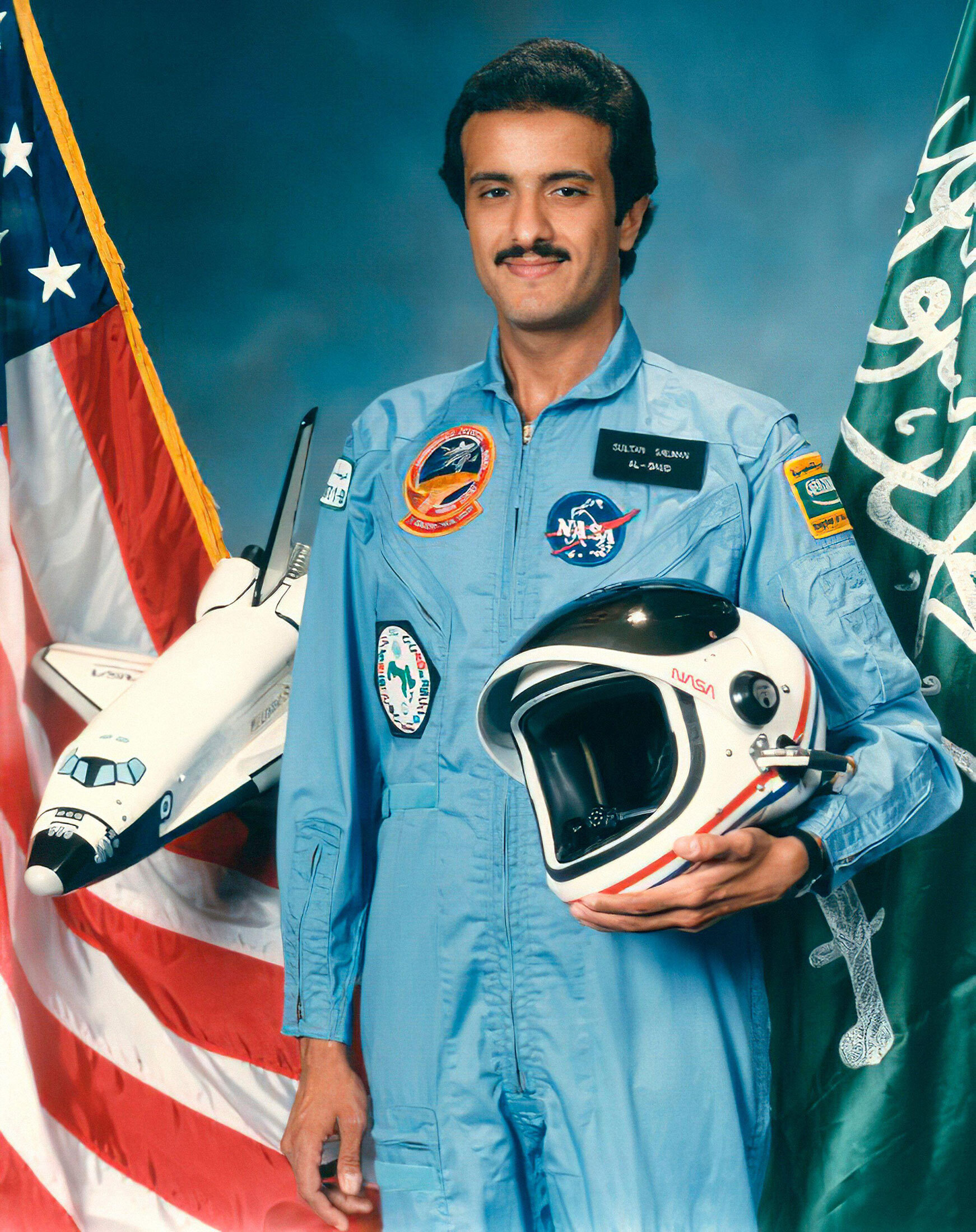
Sultan bin Salman Al Sa'ud, 170ª persona, primo reale e primo saudita nello spazio

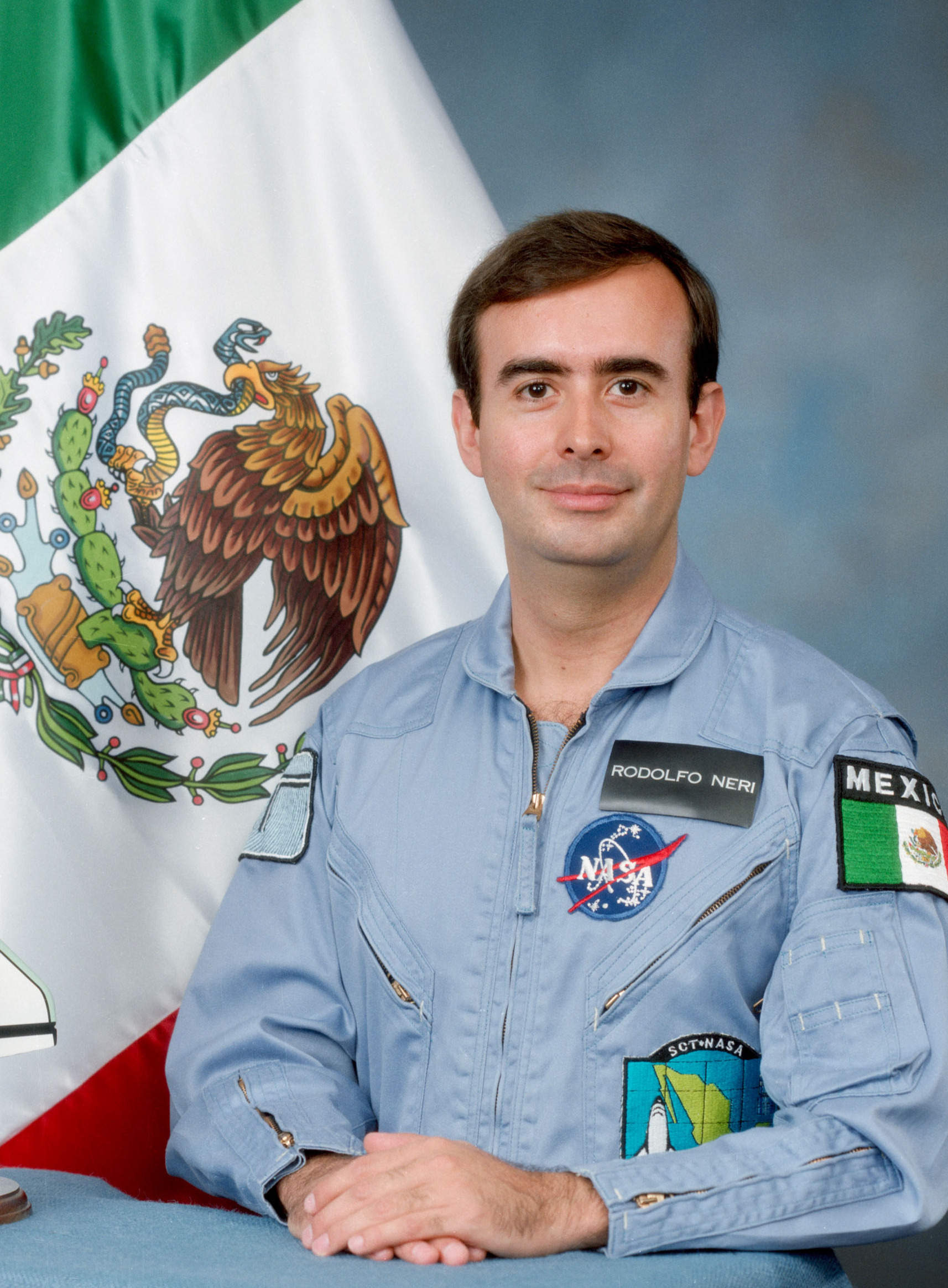
Rodolfo Neri Vela, 192ª persona e primo messicano nello spazio

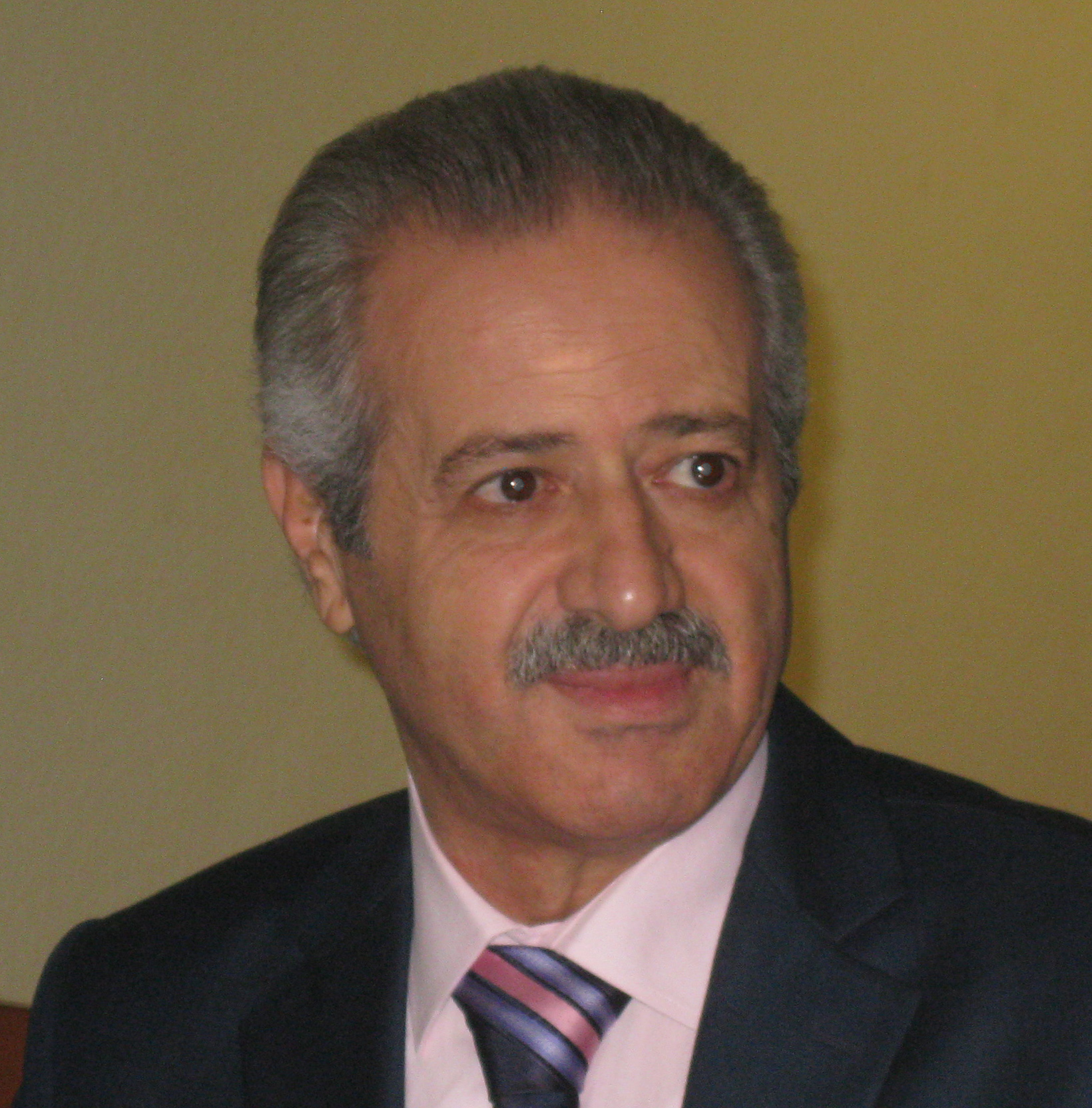
Muhammed Faris, 202ª persona e primo siriano nello spazio

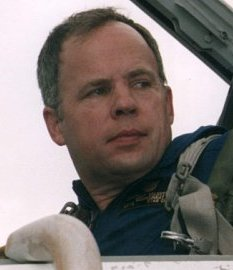
Anatolij Solov'ëv, 206ª persona nello spazio e detentore del record di tempo totale in EVA (fino al 2014)

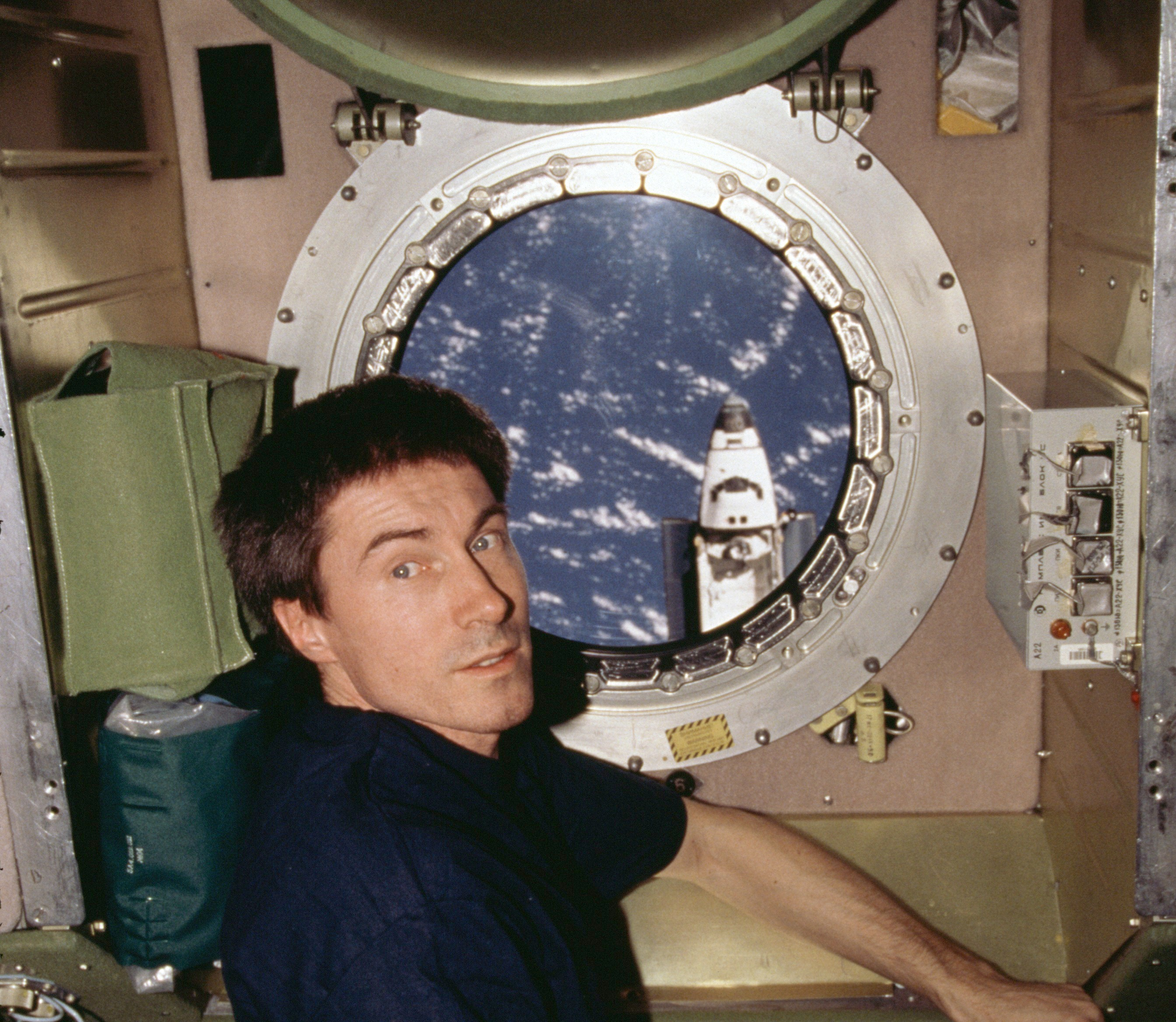
Sergej Krikalëv, 210ª persona nello spazio

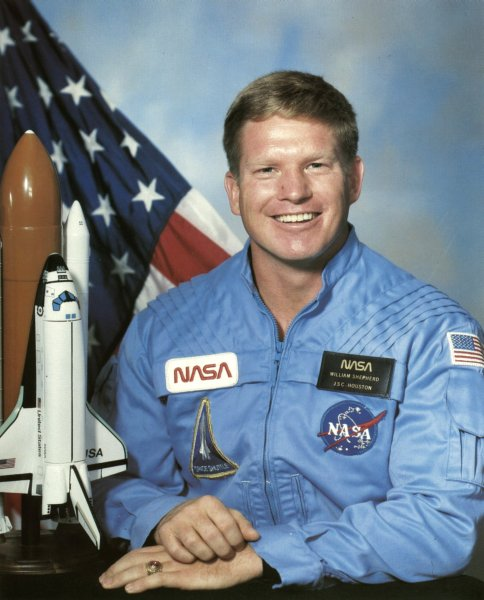
William Shepherd, 211ª persona nello spazio e primo comandante della Stazione Spaziale Internazionale

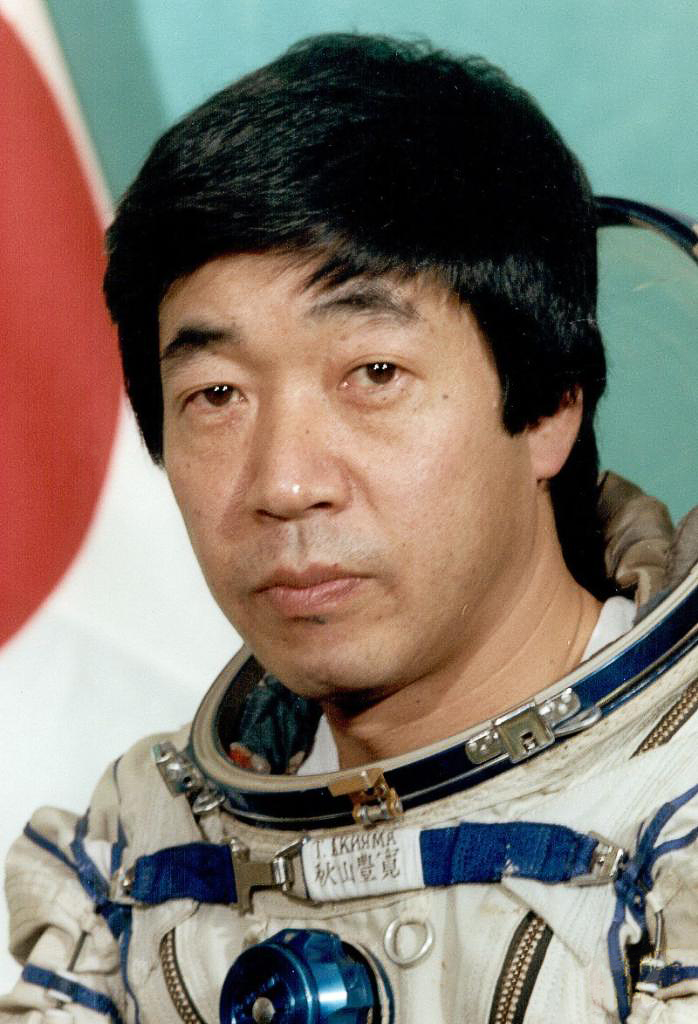
Toyohiro Akiyama, 239ª persona e primo giornalista e primo giapponese nello spazio in un volo commerciale

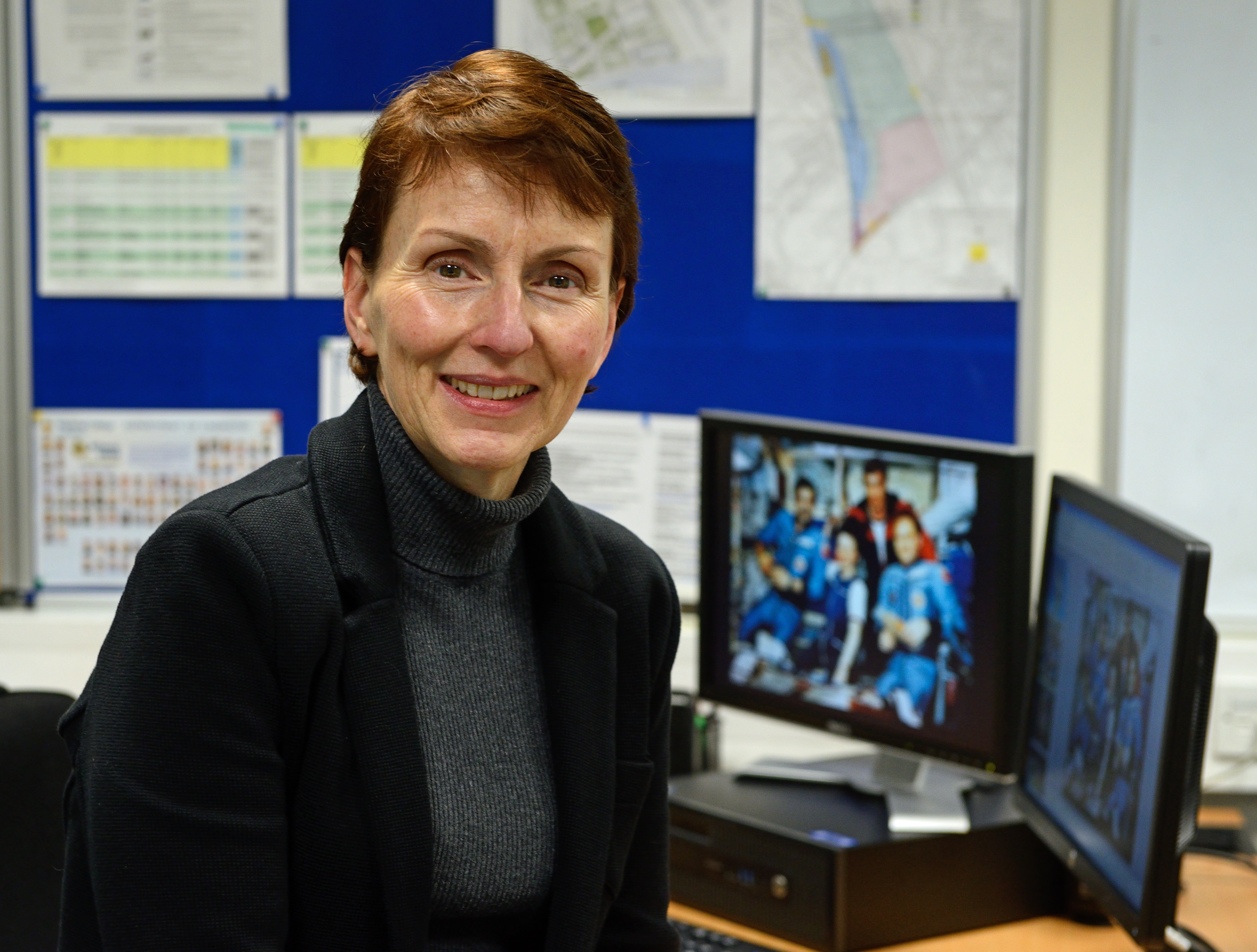
Helen Sharman, 249ª persona e prima astronauta britannica

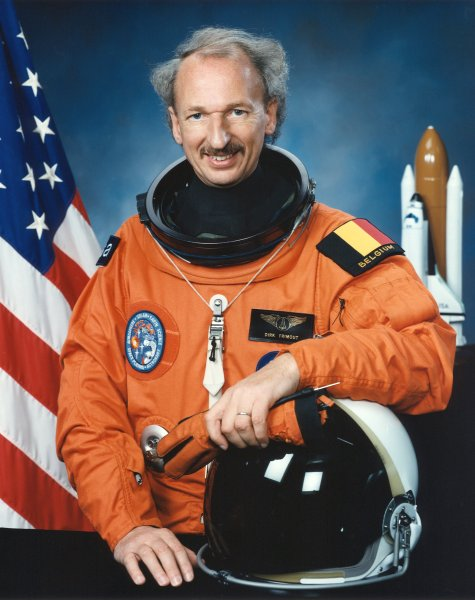
Dirk Frimout, 268ª persona e primo belga nello spazio

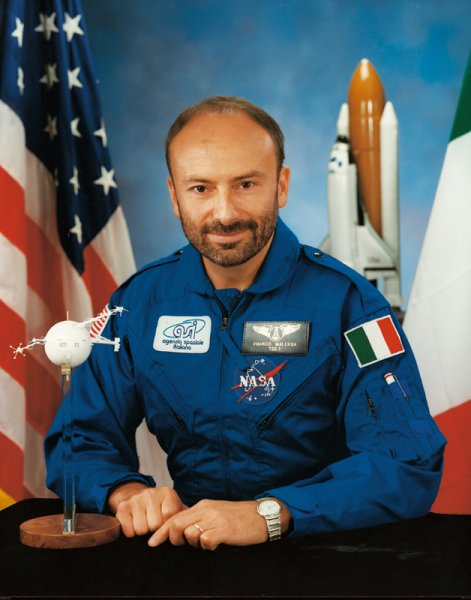
Franco Malerba, 277ª persona e primo italiano nello spazio

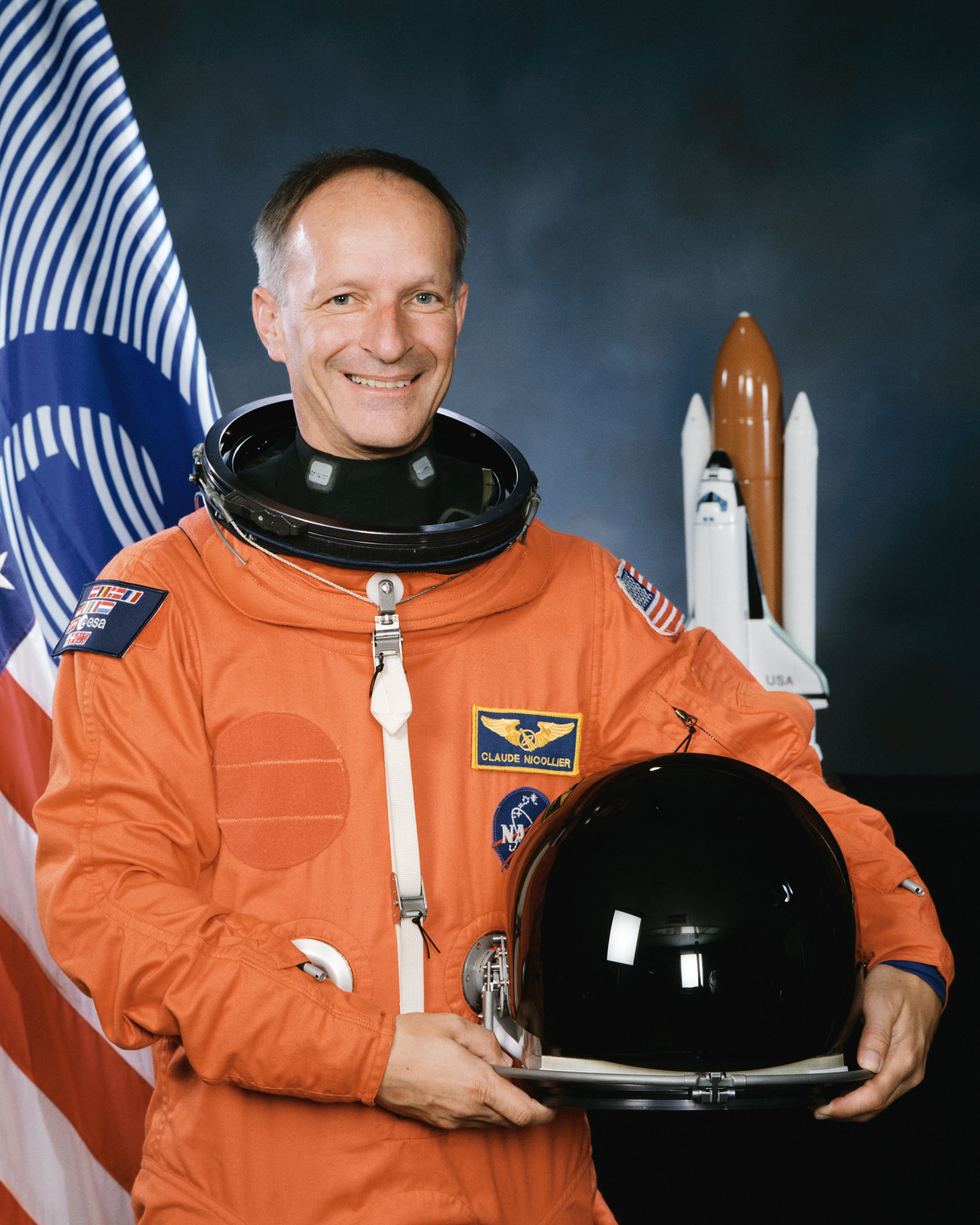
Claude Nicollier, 277ª persona e primo svizzero nello spazio

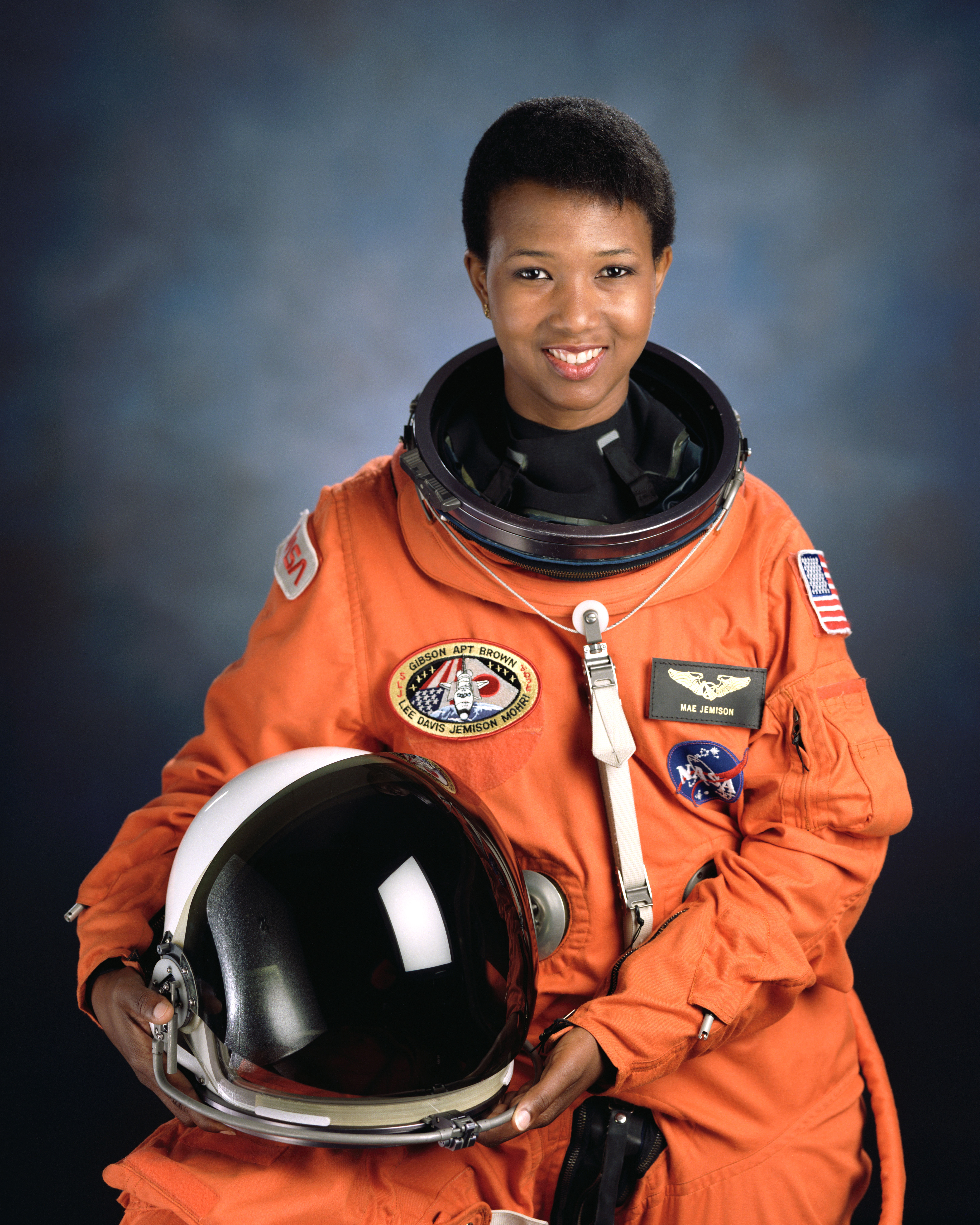
Mae Jemison, 280ª persona e prima donna afroamericana nello spazio

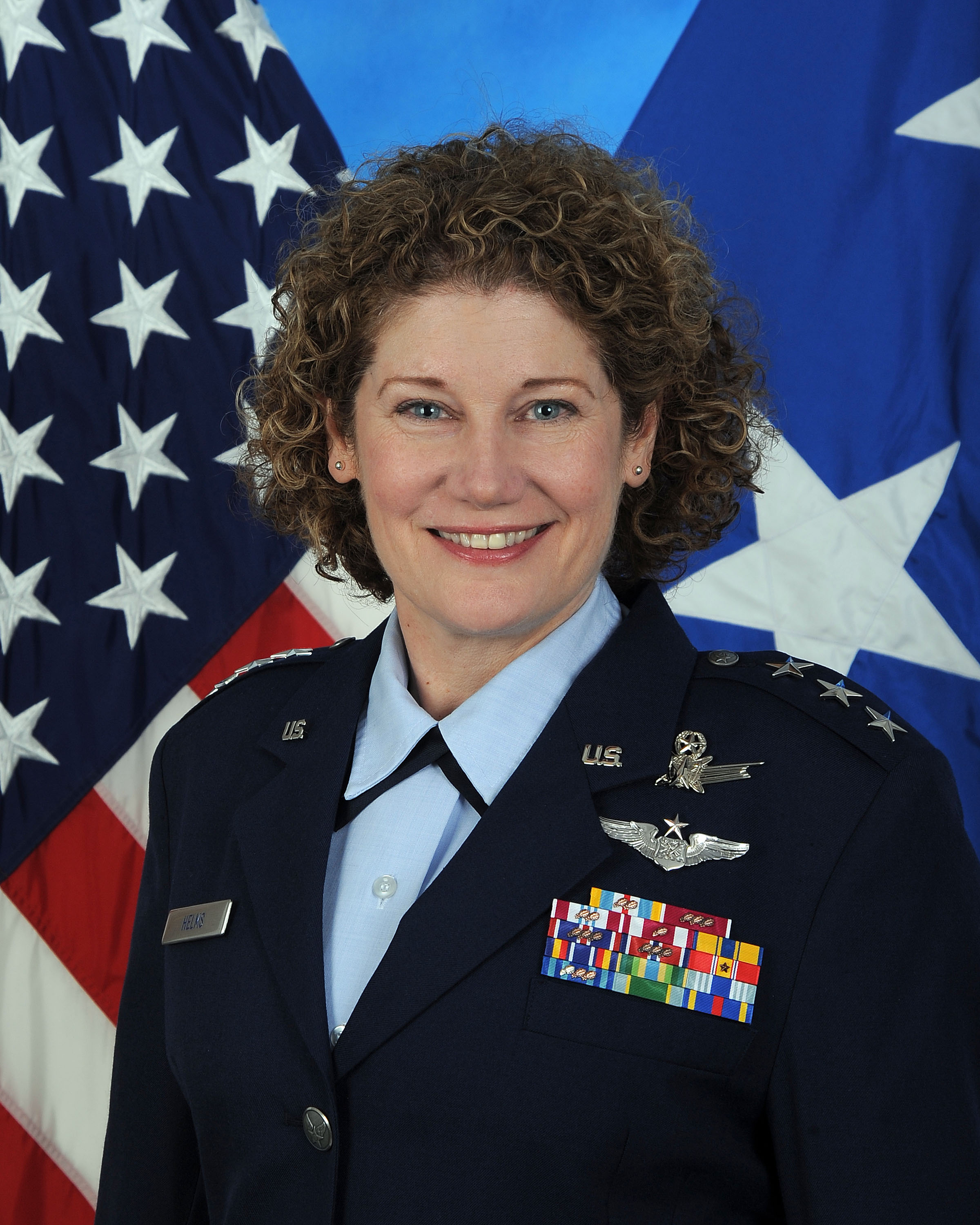
Susan Helms, 286ª persona e prima donna a servire a bordo della ISS

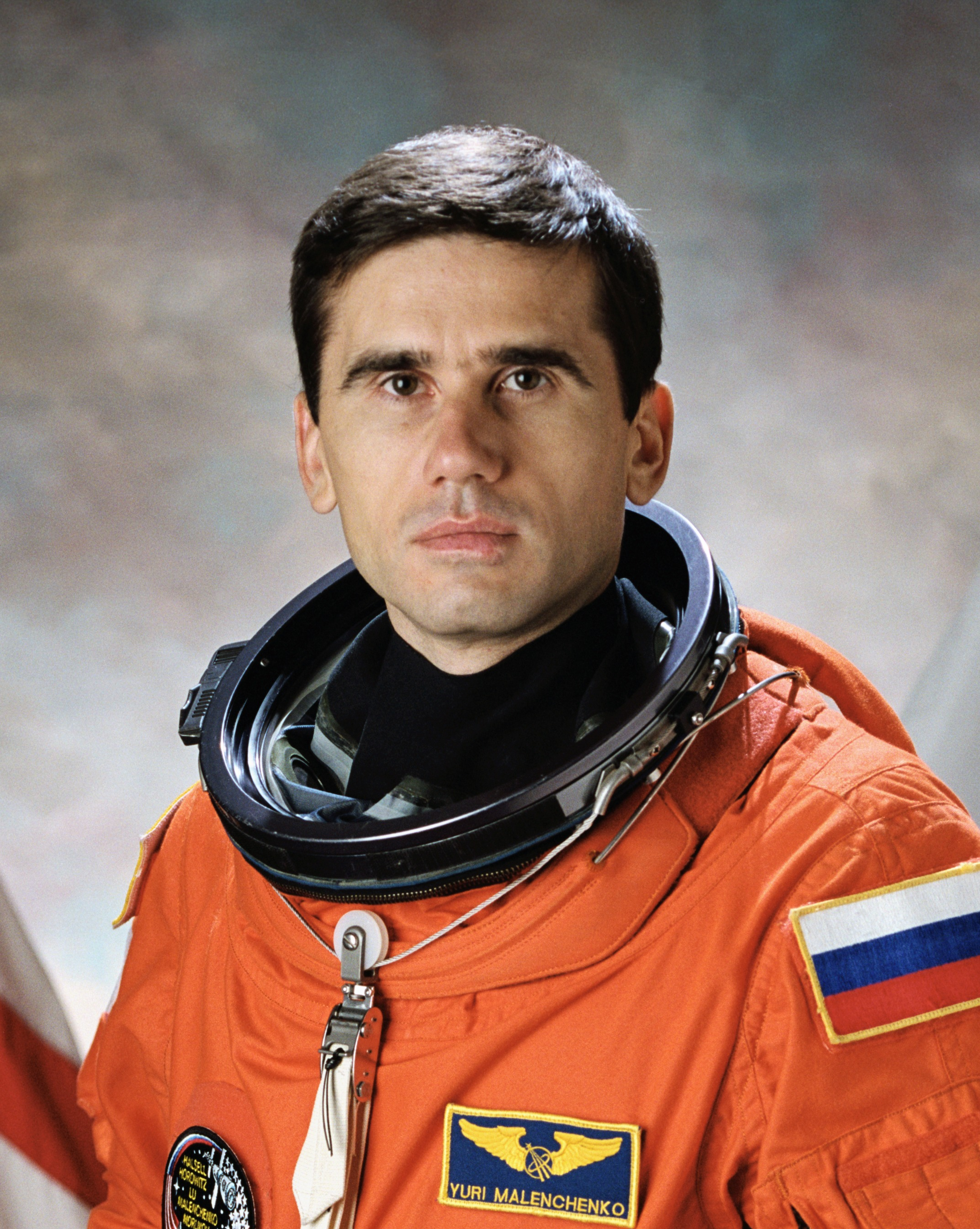
Jurij Malenčenko, 309ª persona e primo a sposarsi nello spazio

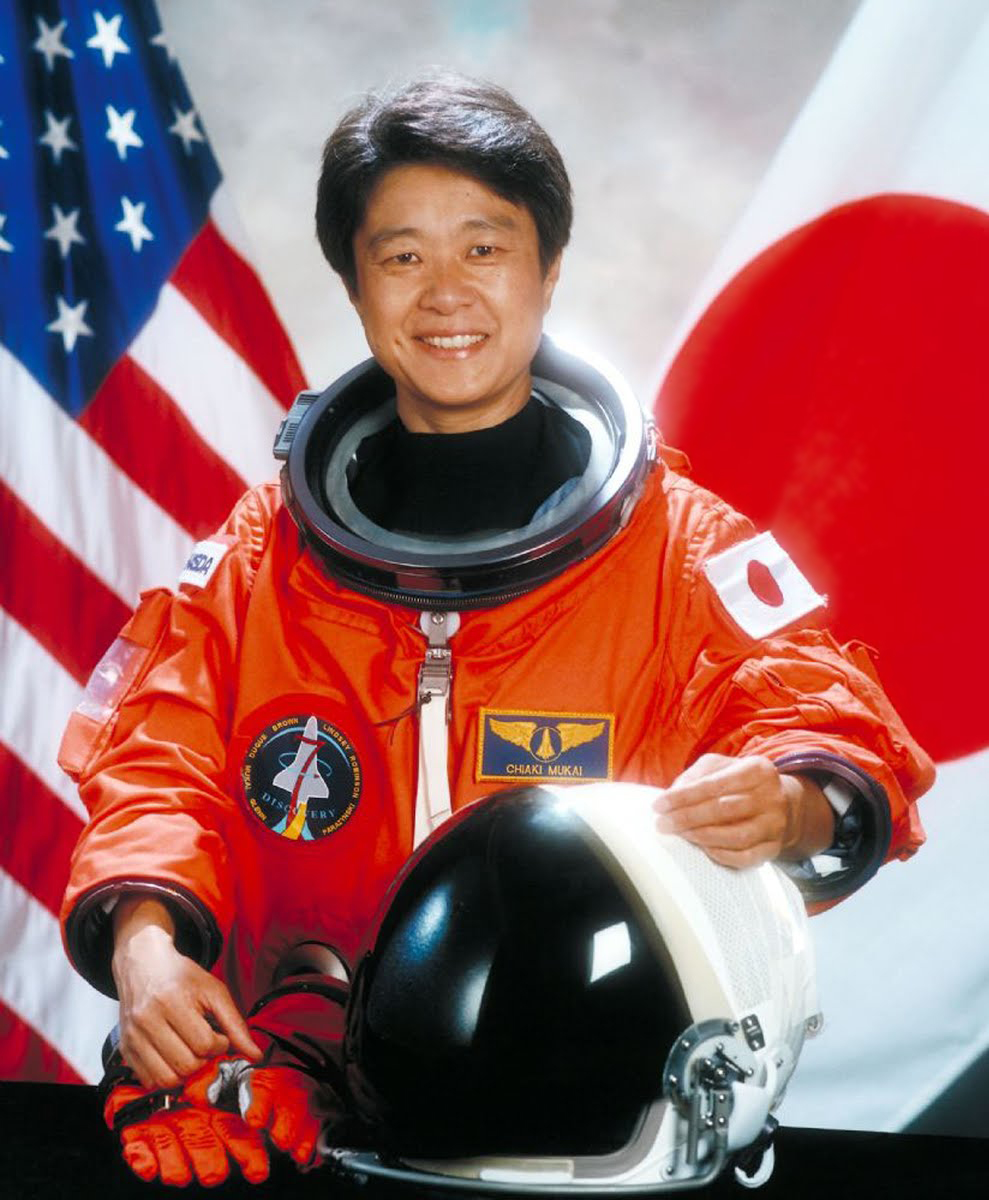
Chiaki Mukai, 311ª persona e prima donna giapponese nello spazio

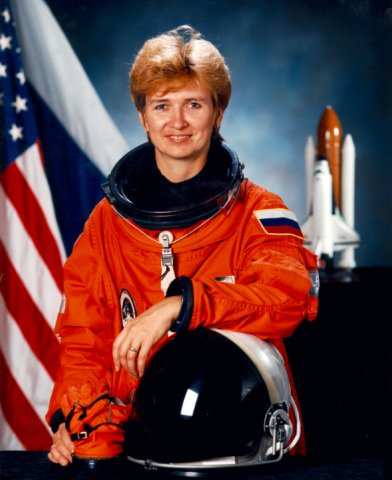
Elena Kondakova, 318ª persona e prima donna a compiere un volo spaziale di lunga durata

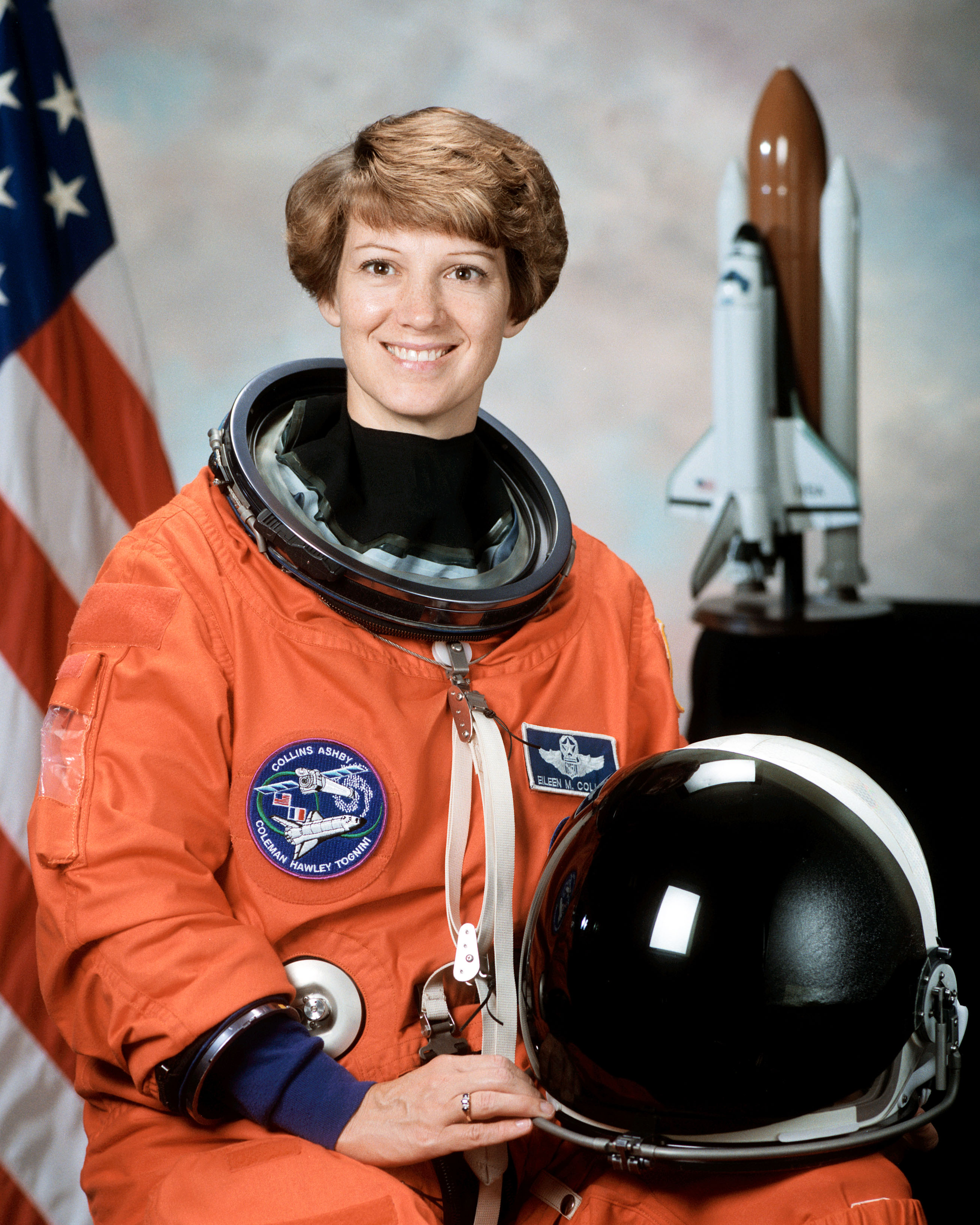
Eileen Collins, 322ª persona nello spazio, prima comandante e prima pilota donna di uno Space Shuttle

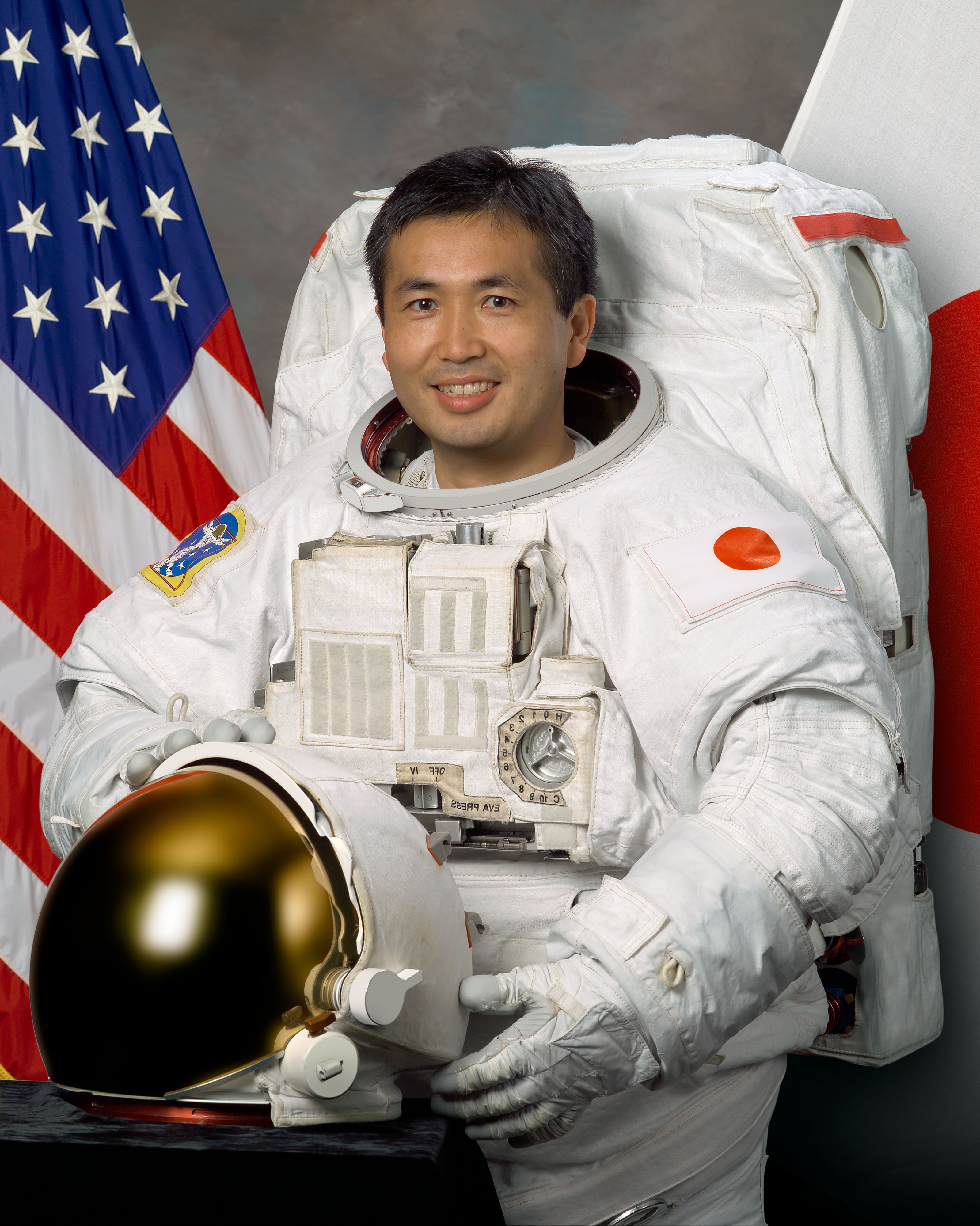
Koichi Wakata, 339ª persona nello spazio e primo comandante giapponese della ISS

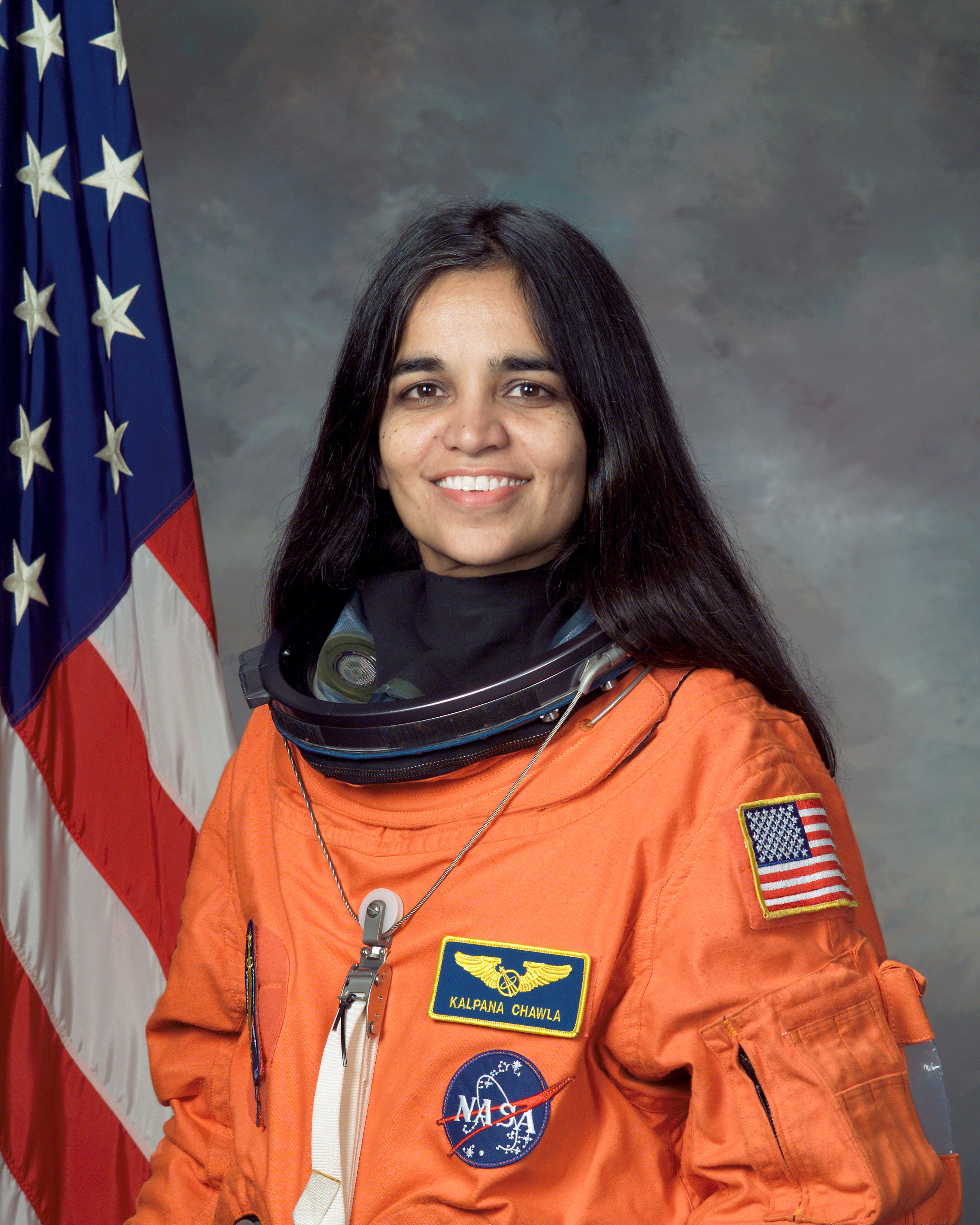
Kalpana Chawla, 366ª persona, prima astronauta indiana naturalizzata americana e prima donna indiana nello spazio

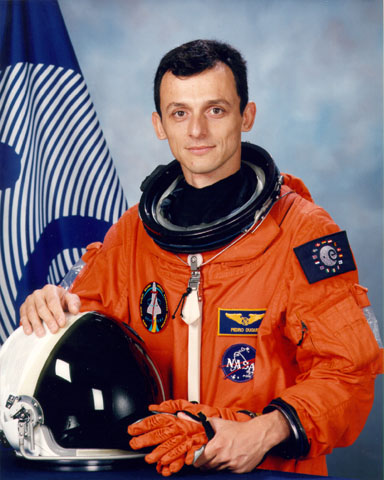
Pedro Duque, 384ª persona nello spazio e primo spagnolo

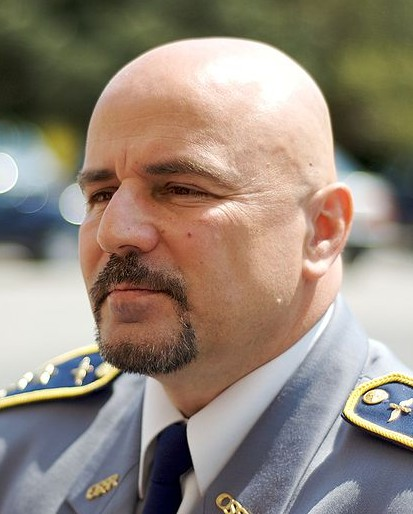
Ivan Bella, 386ª persona e primo slovacco nello spazio

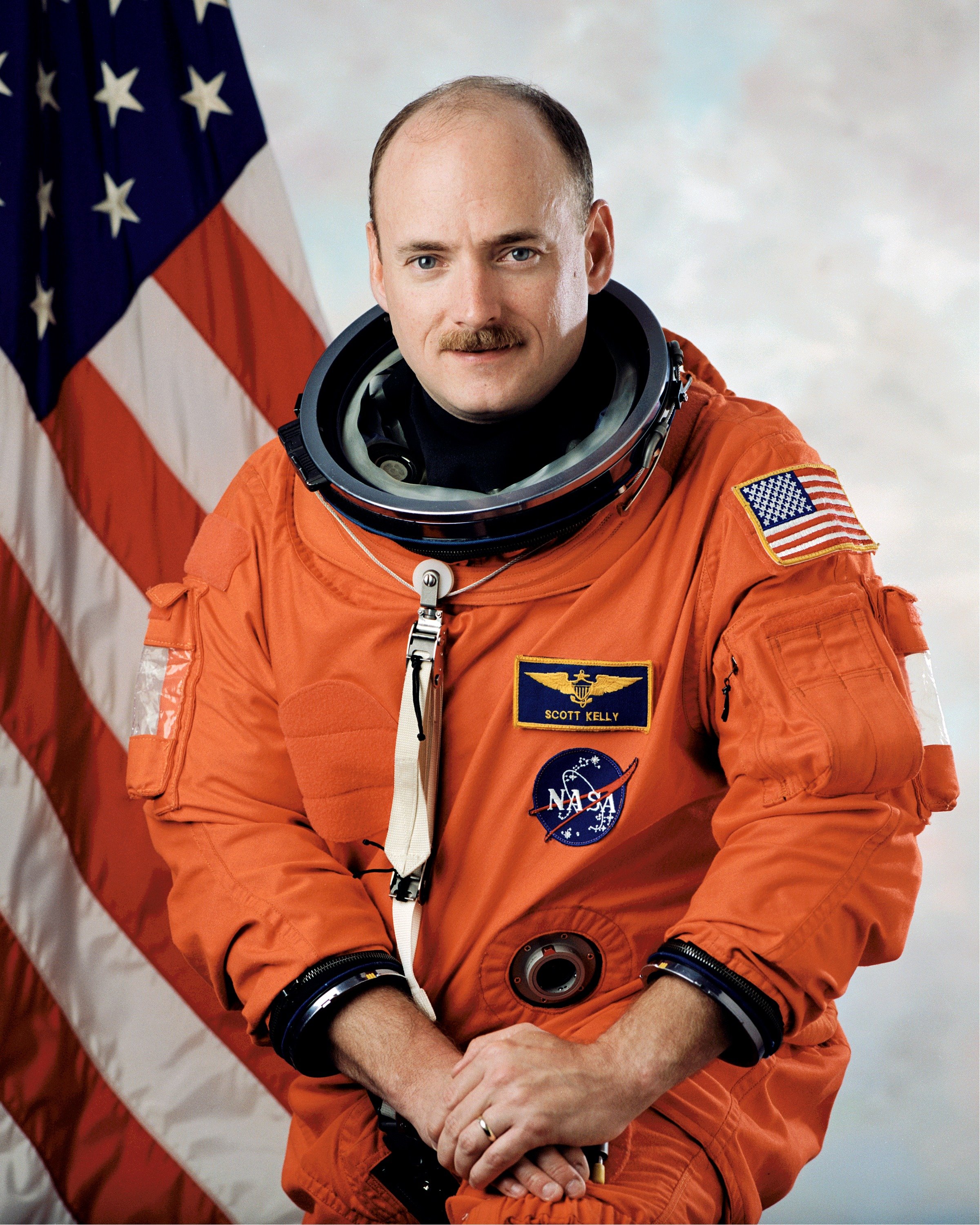
Scott Kelly, 391ª persona e primo di due gemelli identici ad andare nello spazio

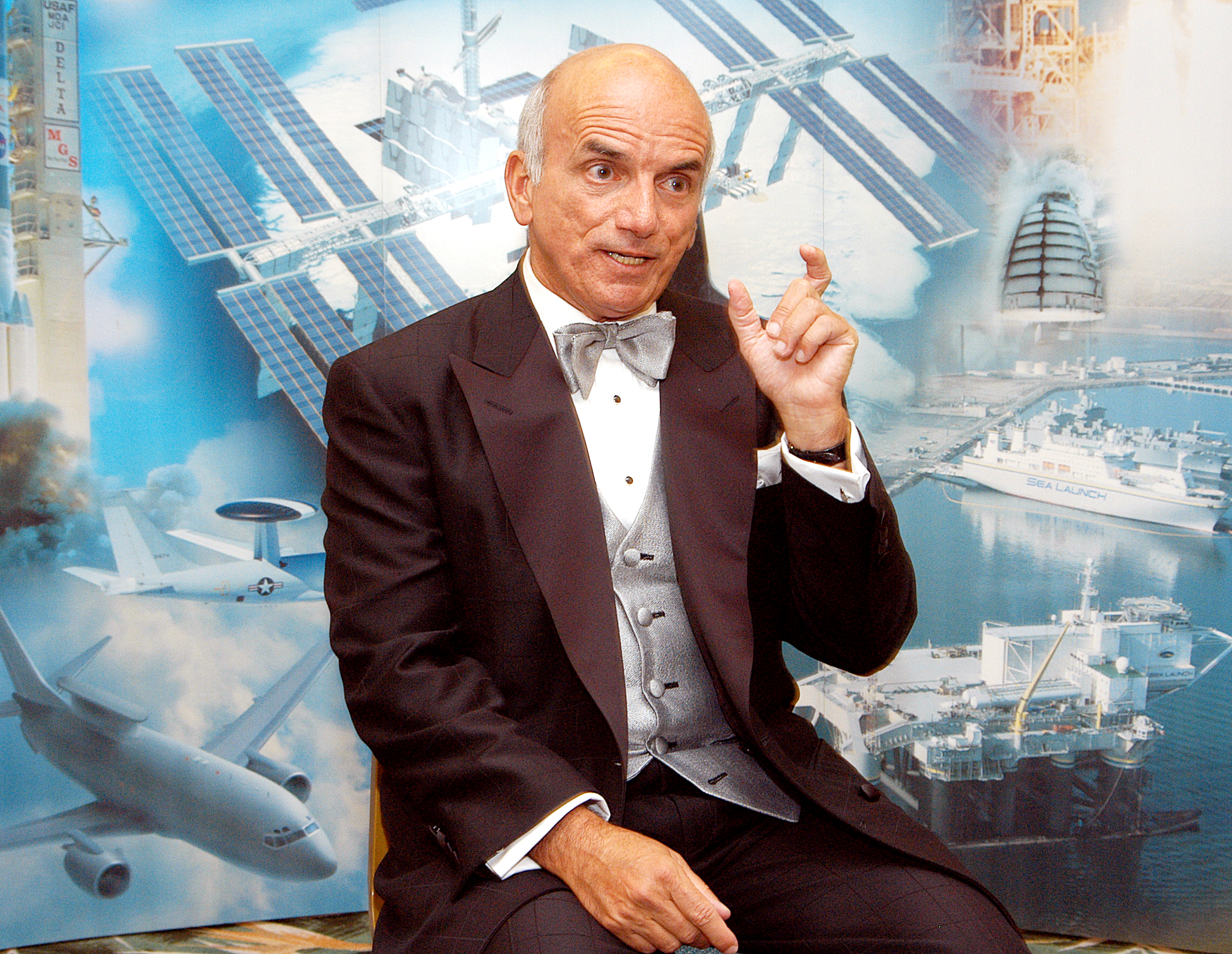
Dennis Tito, 404ª persona nello spazio e primo turista spaziale

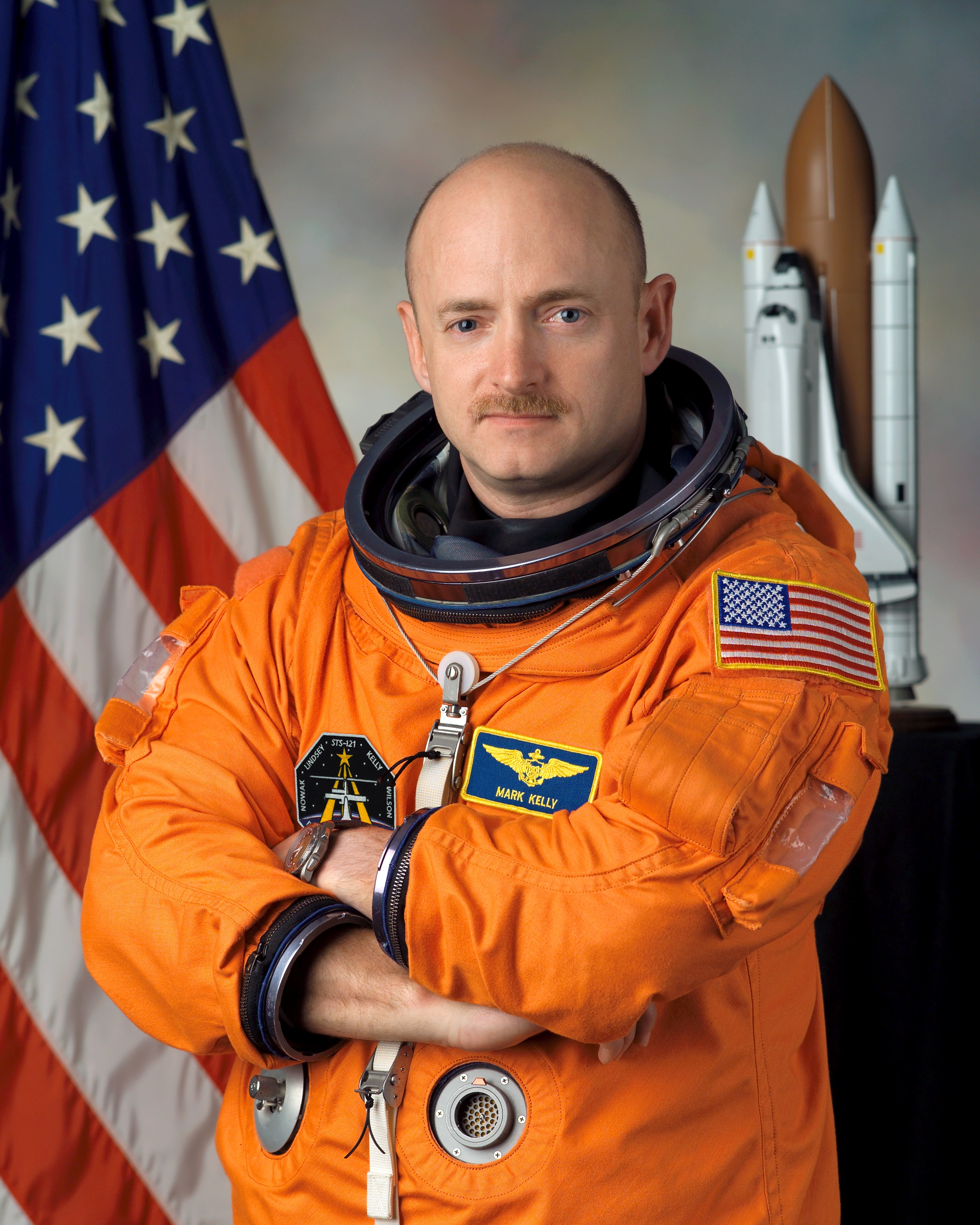
Mark Kelly, 409ª persona nello spazio e secondo gemello identico a volare nello spazio

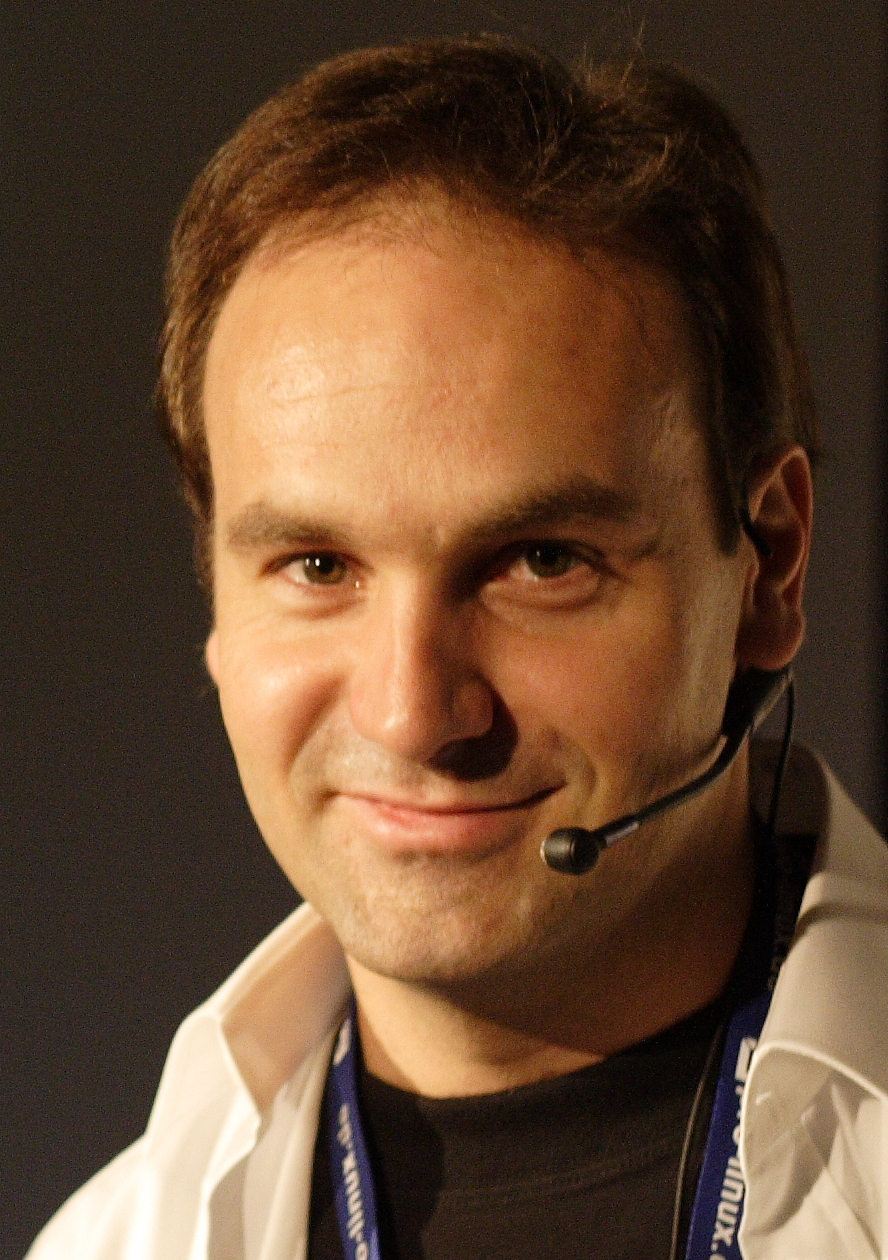
Mark Shuttleworth, 416ª persona nello spazio e primo dell'Africa indipendente (Sudafrica)

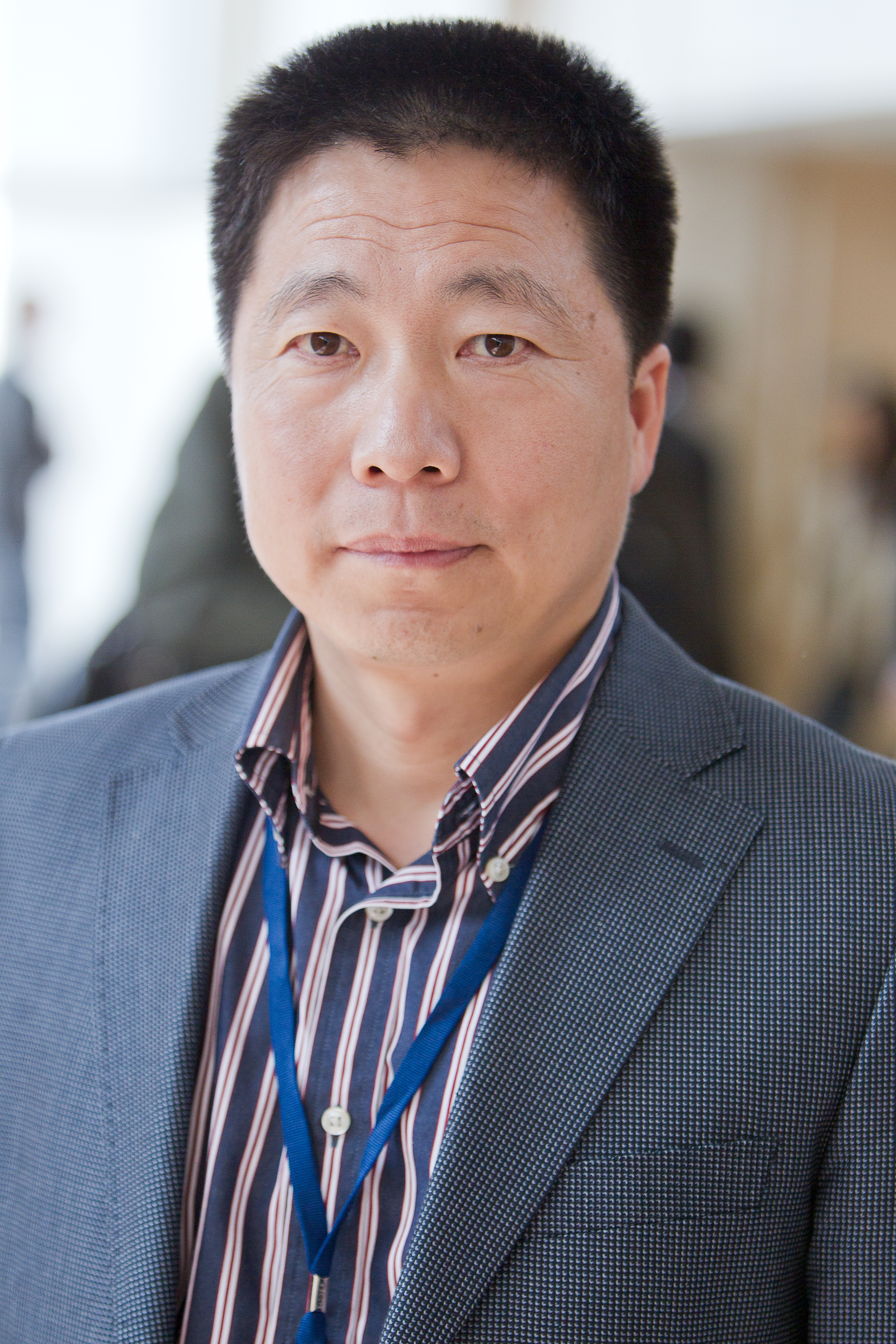
Yang Liwei, 432ª persona nello spazio e primo del programma spaziale cinese

Mike Melvill, 435ª persona nello spazio e primo astronauta commerciale di un volo privato

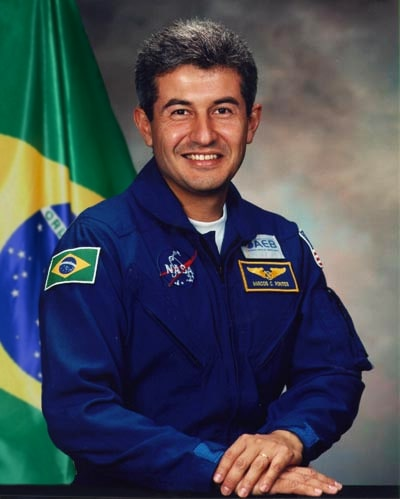
Marcos Pontes, 443ª persona e primo brasiliano nello spazio

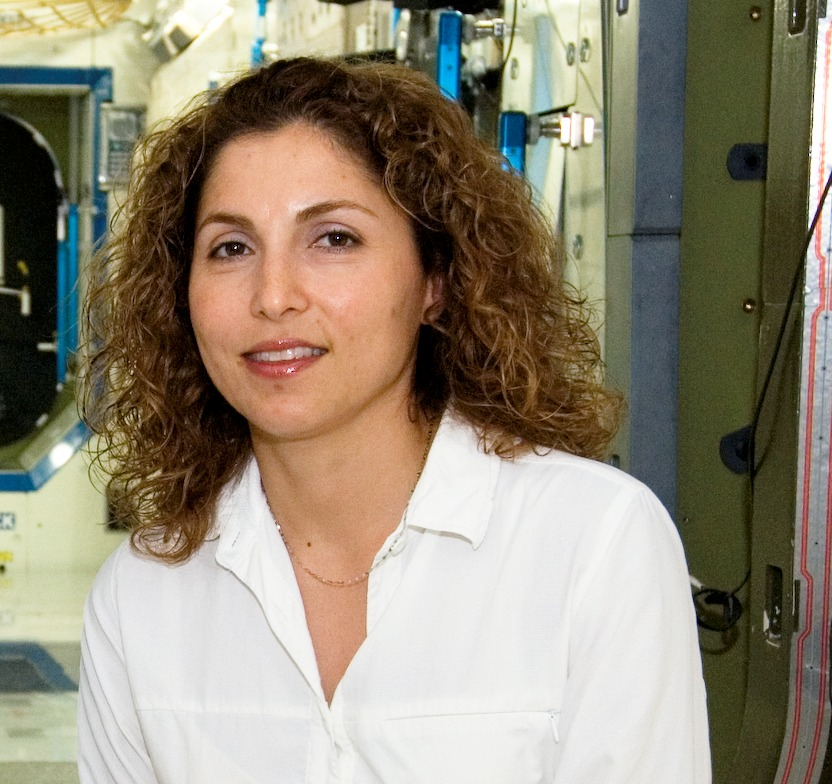
Anousheh Ansari, 449ª persona, prima turista spaziale donna e prima iraniana nello spazio

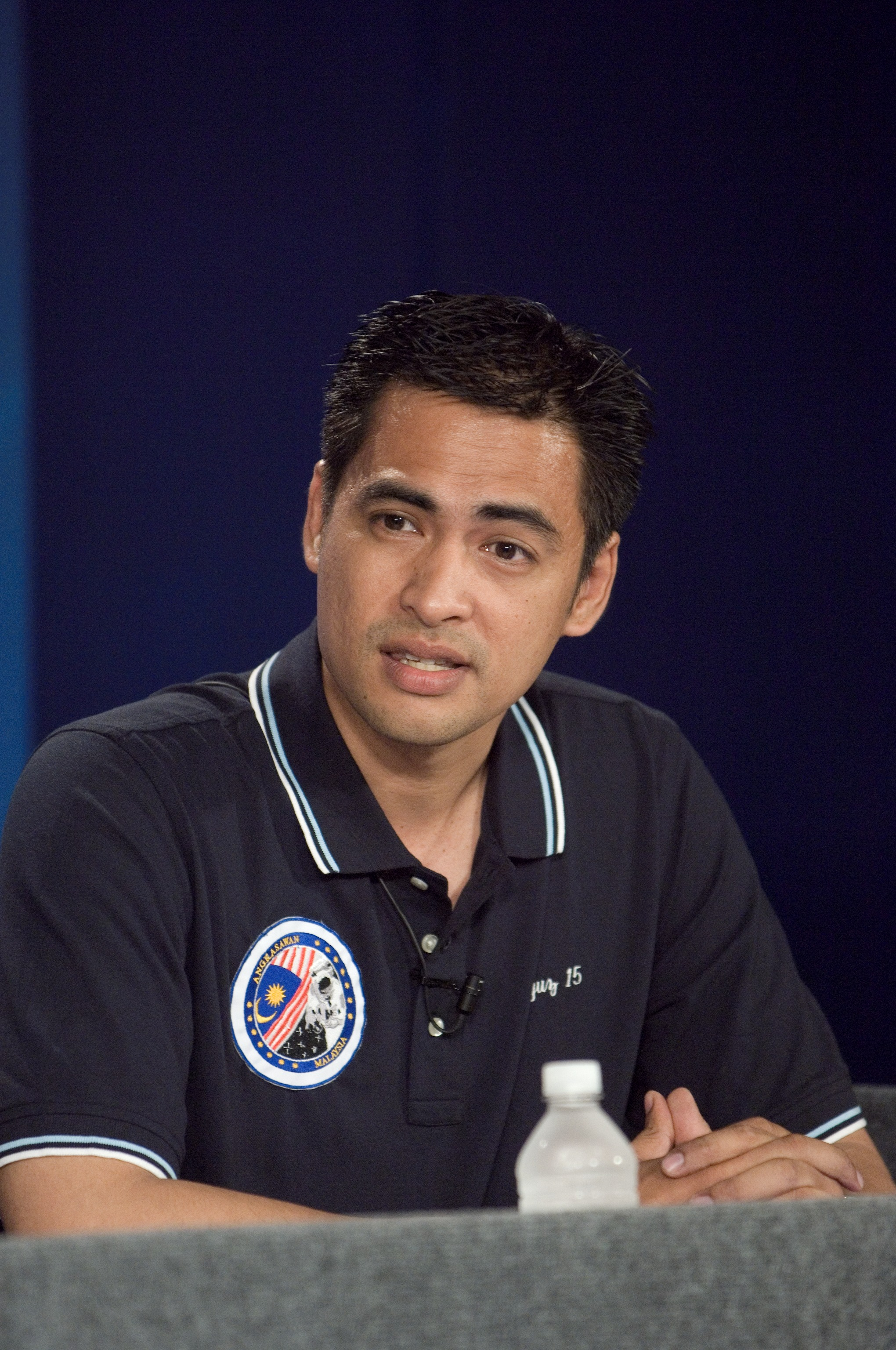
Sheikh Muszaphar Shukor, 464ª persona e primo malese nello spazio

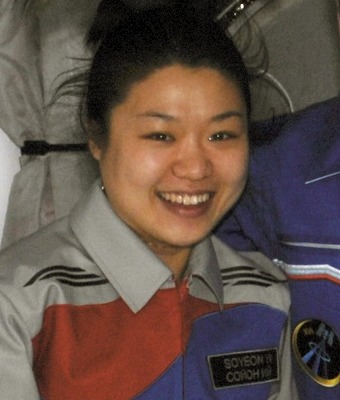
Yi So-yeon, 475ª persona e prima coreana nello spazio

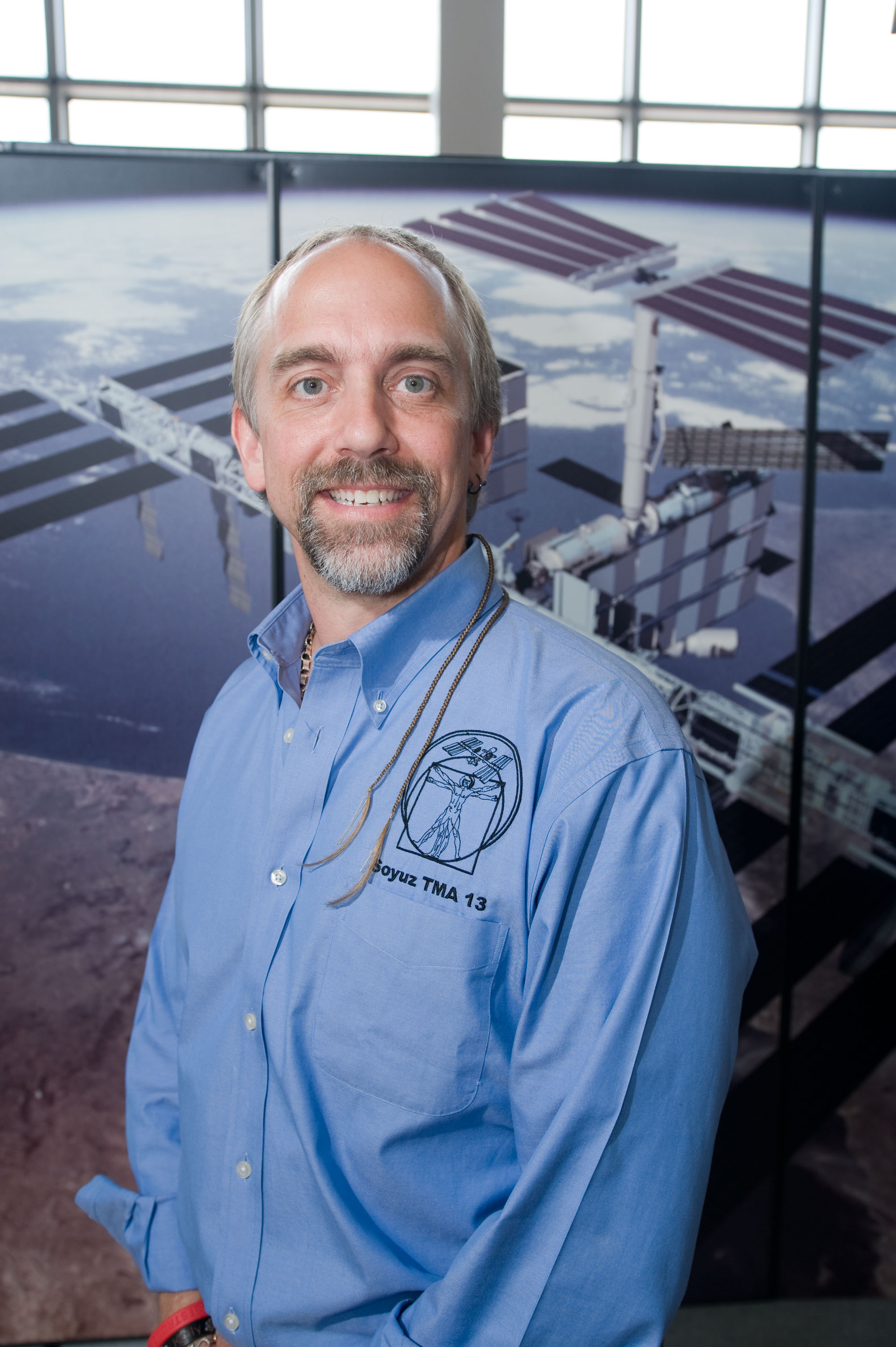
Richard Garriott, 486ª persona nello spazio e primo figlio di astronauta ad andare nello spazio

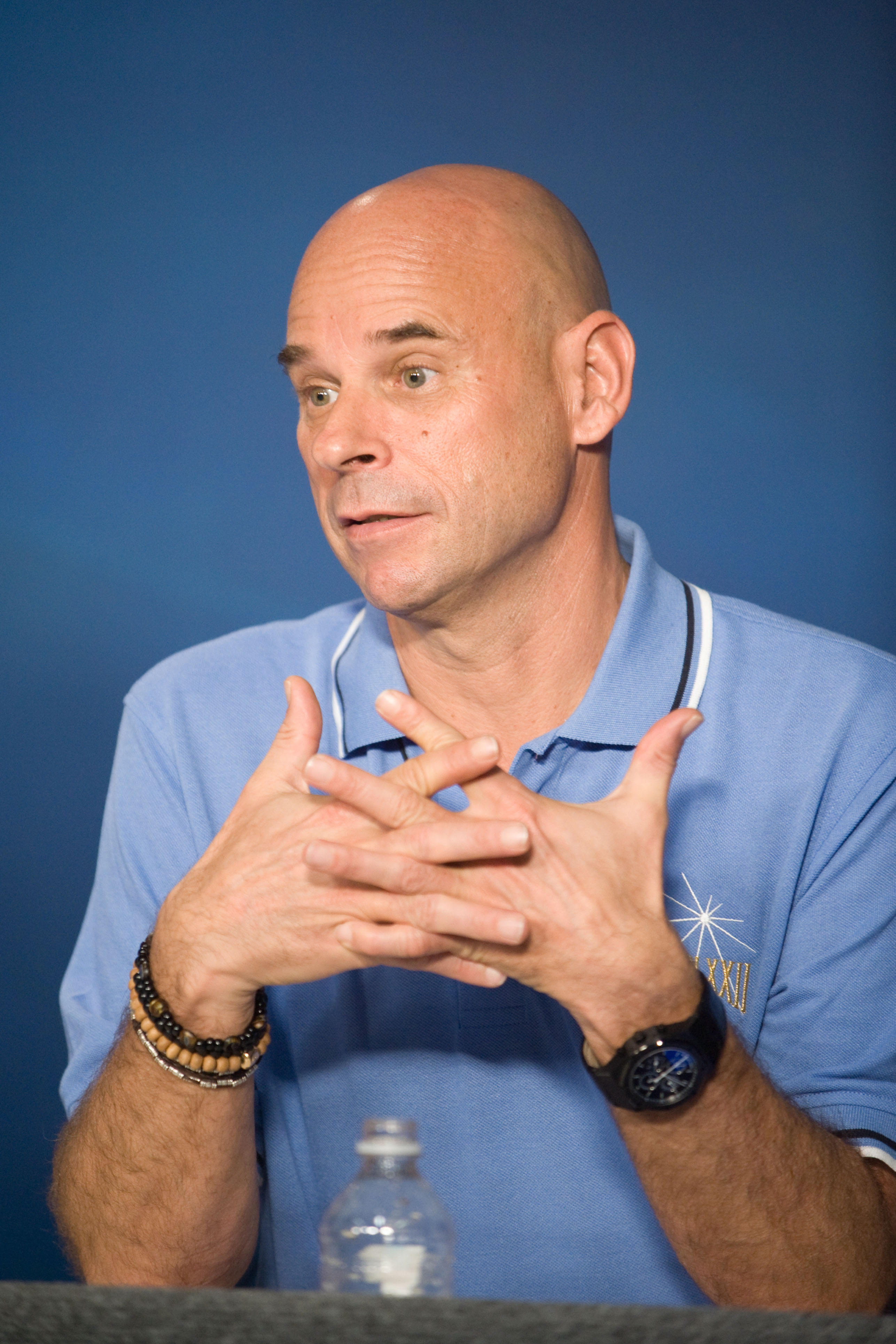
Guy Laliberté, 506ª persona nello spazio e primo canadese come turista spaziale

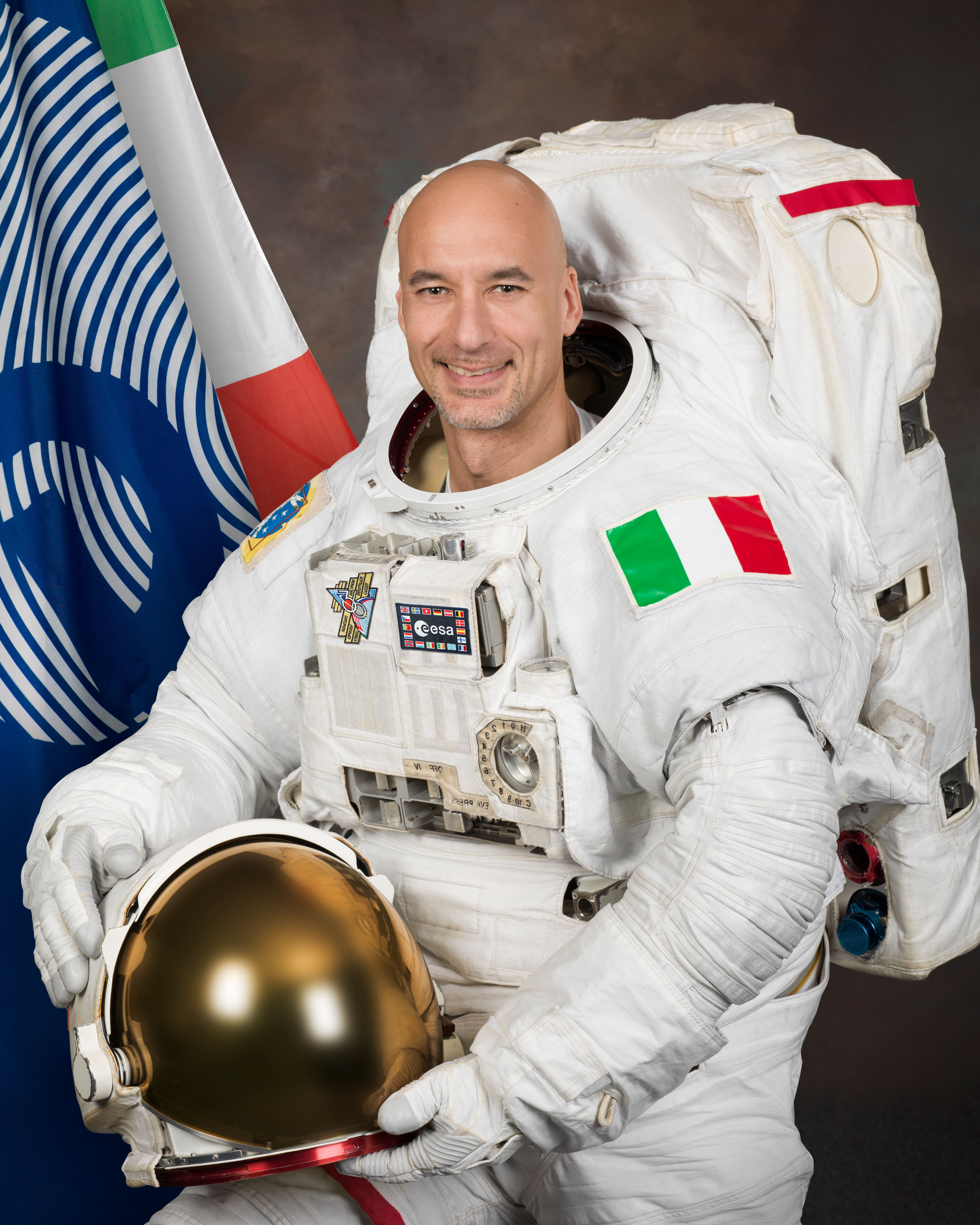
Luca Parmitano, 532ª persona nello spazio e primo italiano a comandare una spedizione ISS. Il più giovane ad aver compiuto una missione lunga. Primo astronauta siciliano

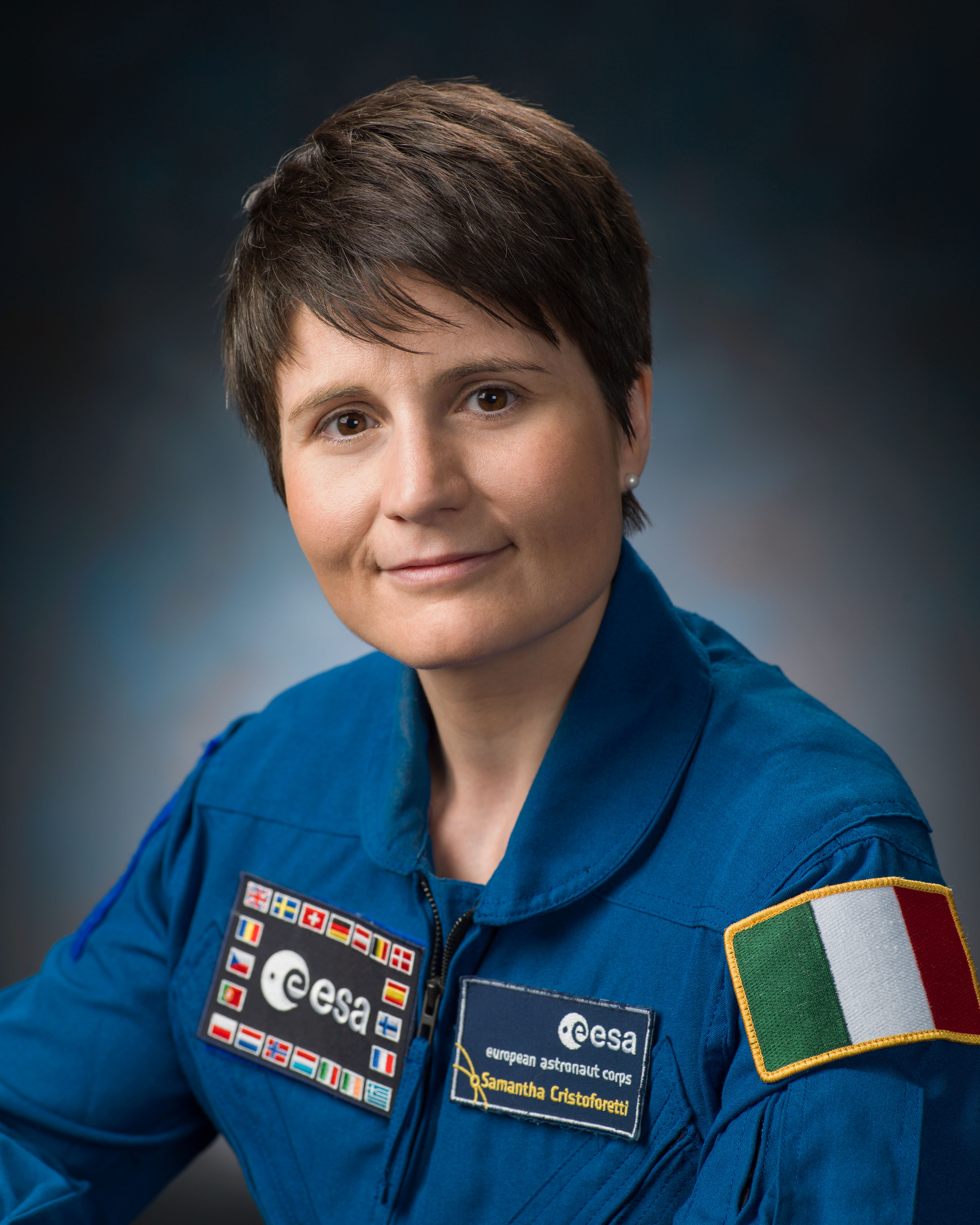
Samantha Cristoforetti, 541ª persona nello spazio, con il volo singolo più lungo effettuato da una donna (al 2015)

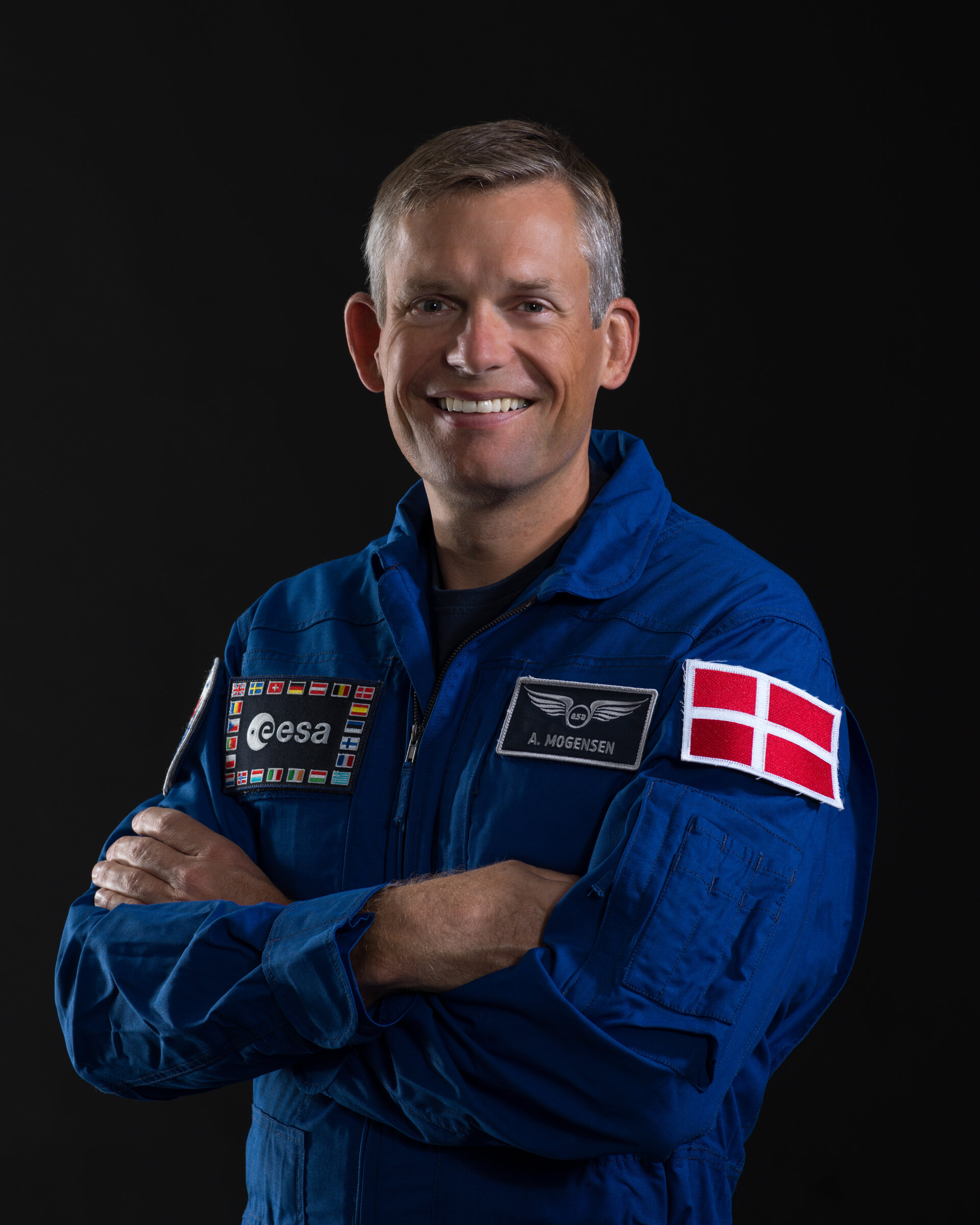
Andreas Mogensen, 544ª persona e primo danese nello spazio

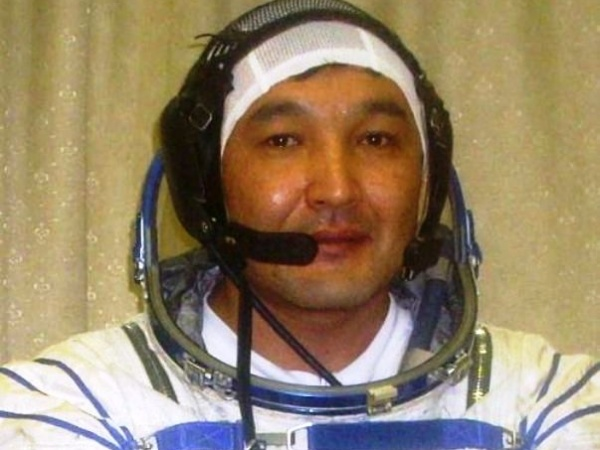
Ajdyn Aimbetov, 544ª persona e primo cosmonauta kazako indipendente

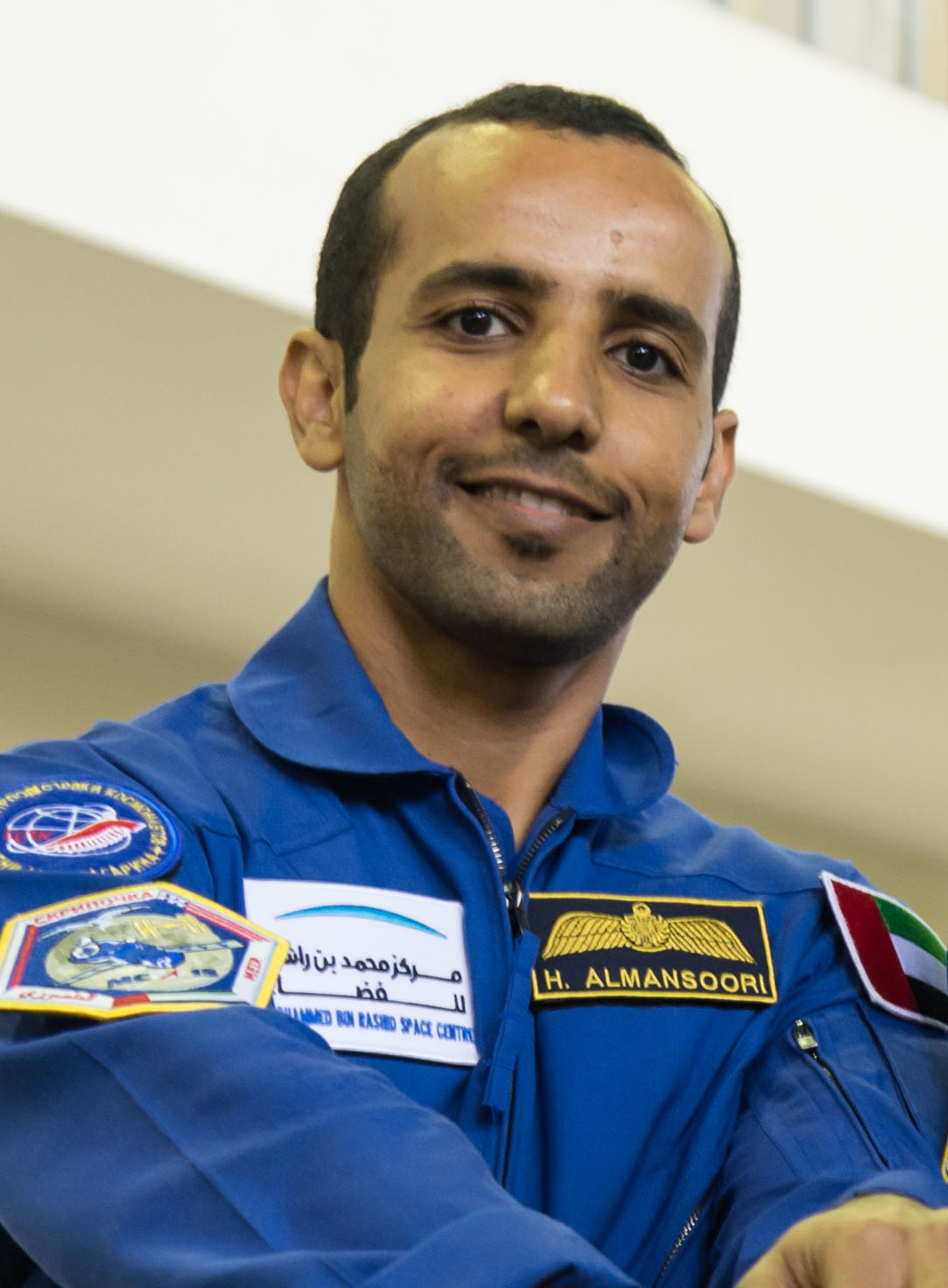
Hazza Al Mansouri, 564ª persona e primo degli Emirati Arabi Uniti nello spazio

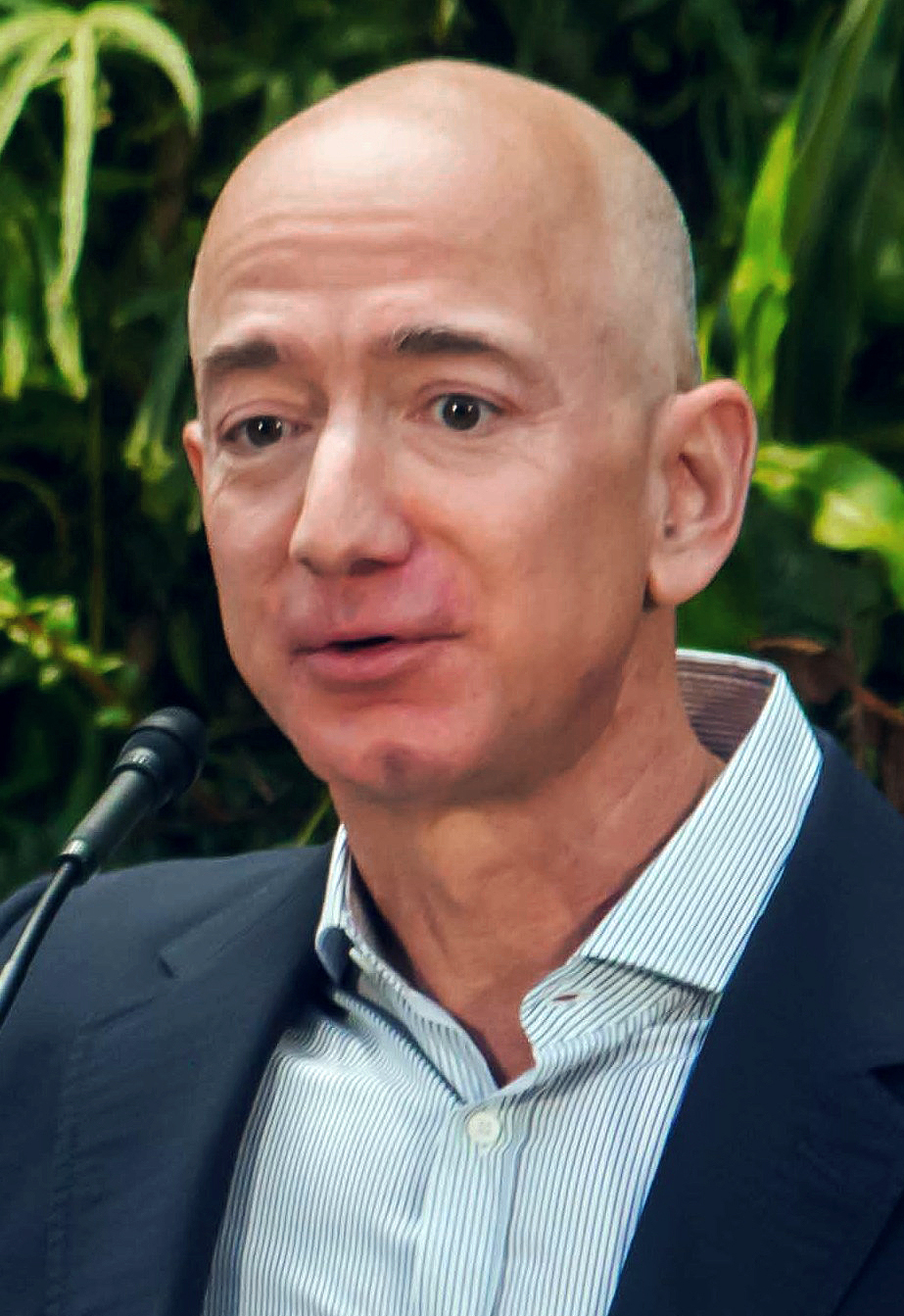
Jeff Bezos, 571ª persona e fondatore della compagnia spaziale Blue Origin

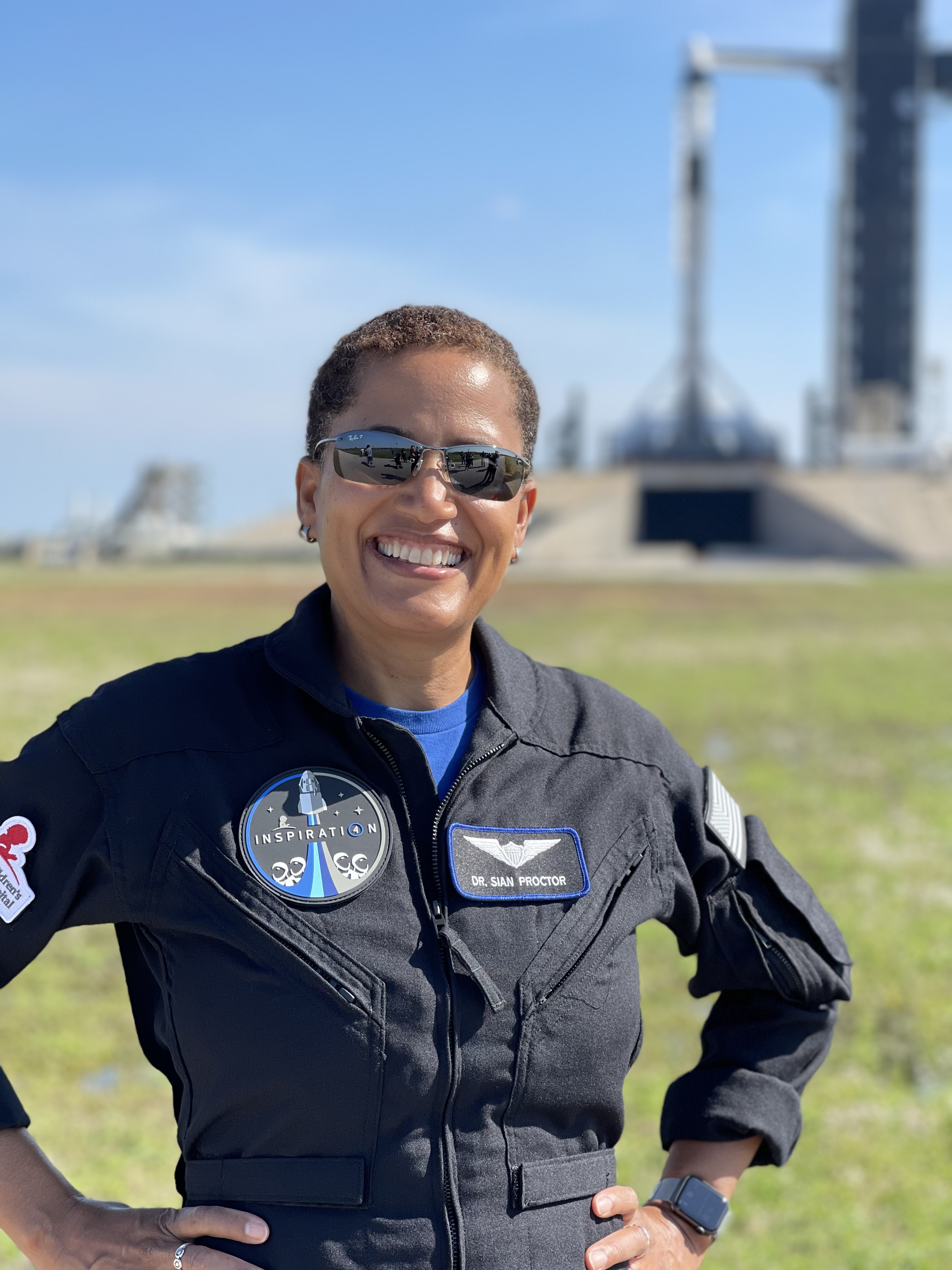
Sian Proctor, 575ª persona e prima donna pilota commerciale di un’astronave spaziale

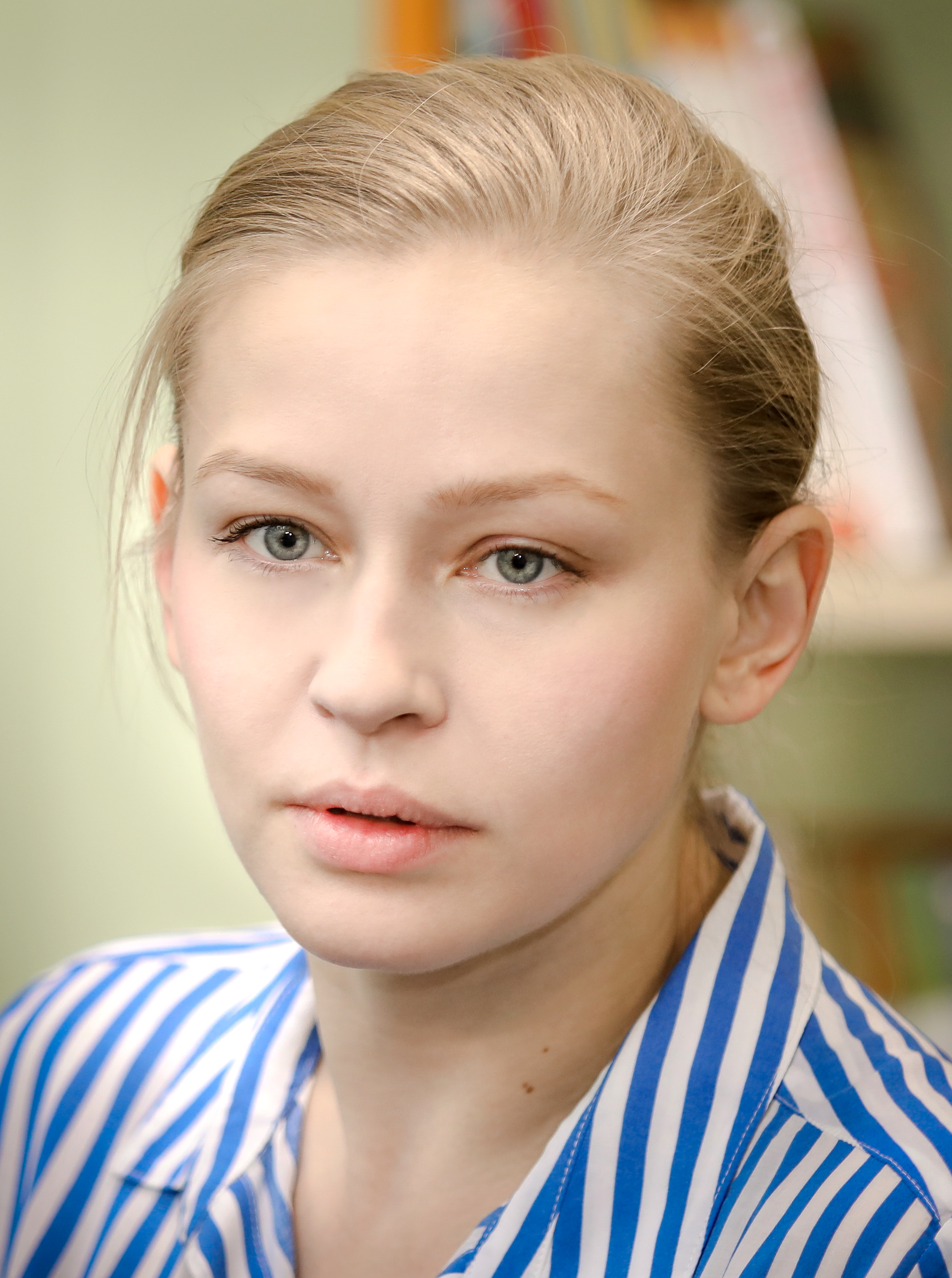
Julija Peresil'd, 579ª persona e prima attrice professionista a recitare nello spazio

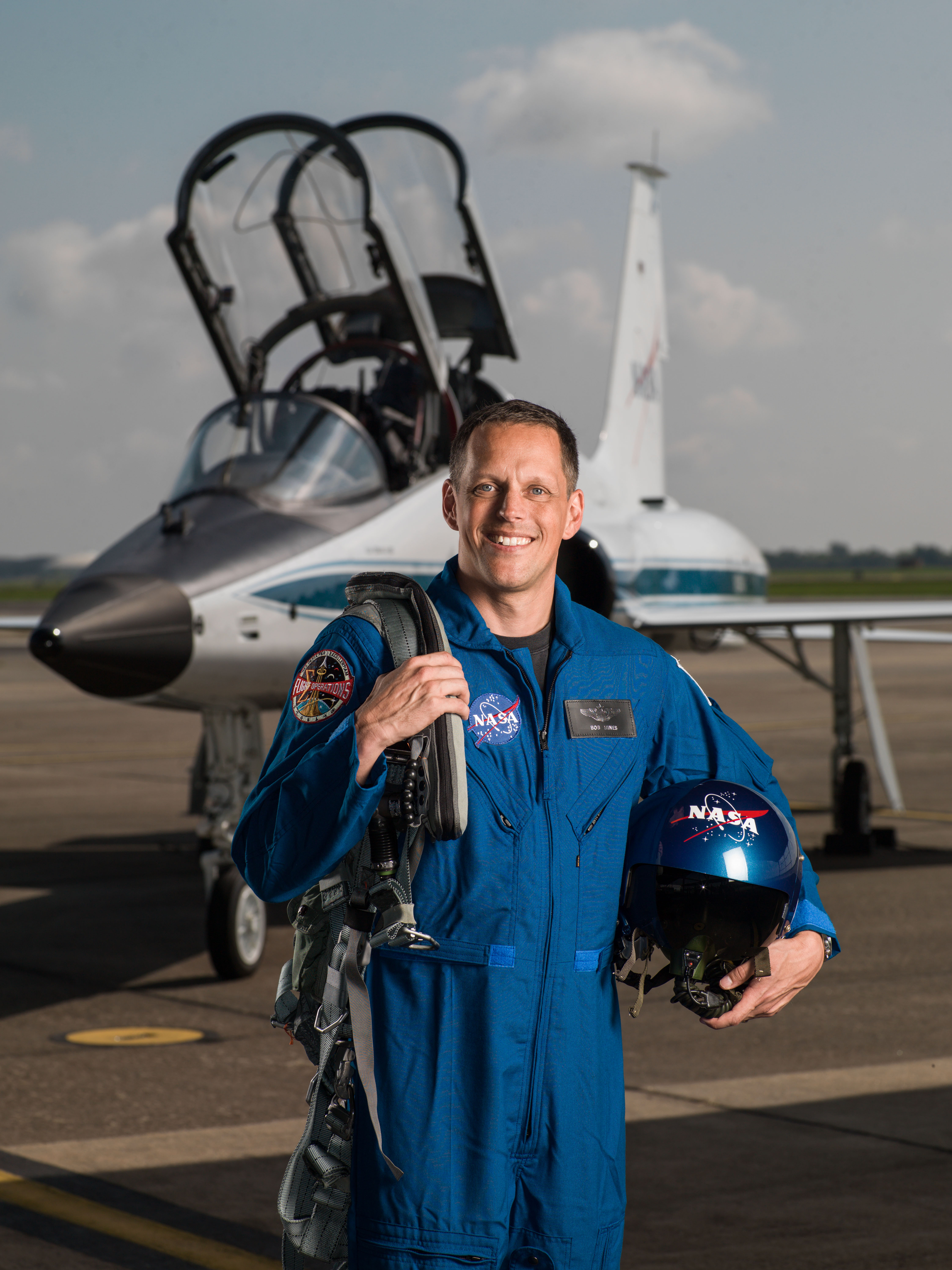
Robert Hines, 608ª persona nello spazio

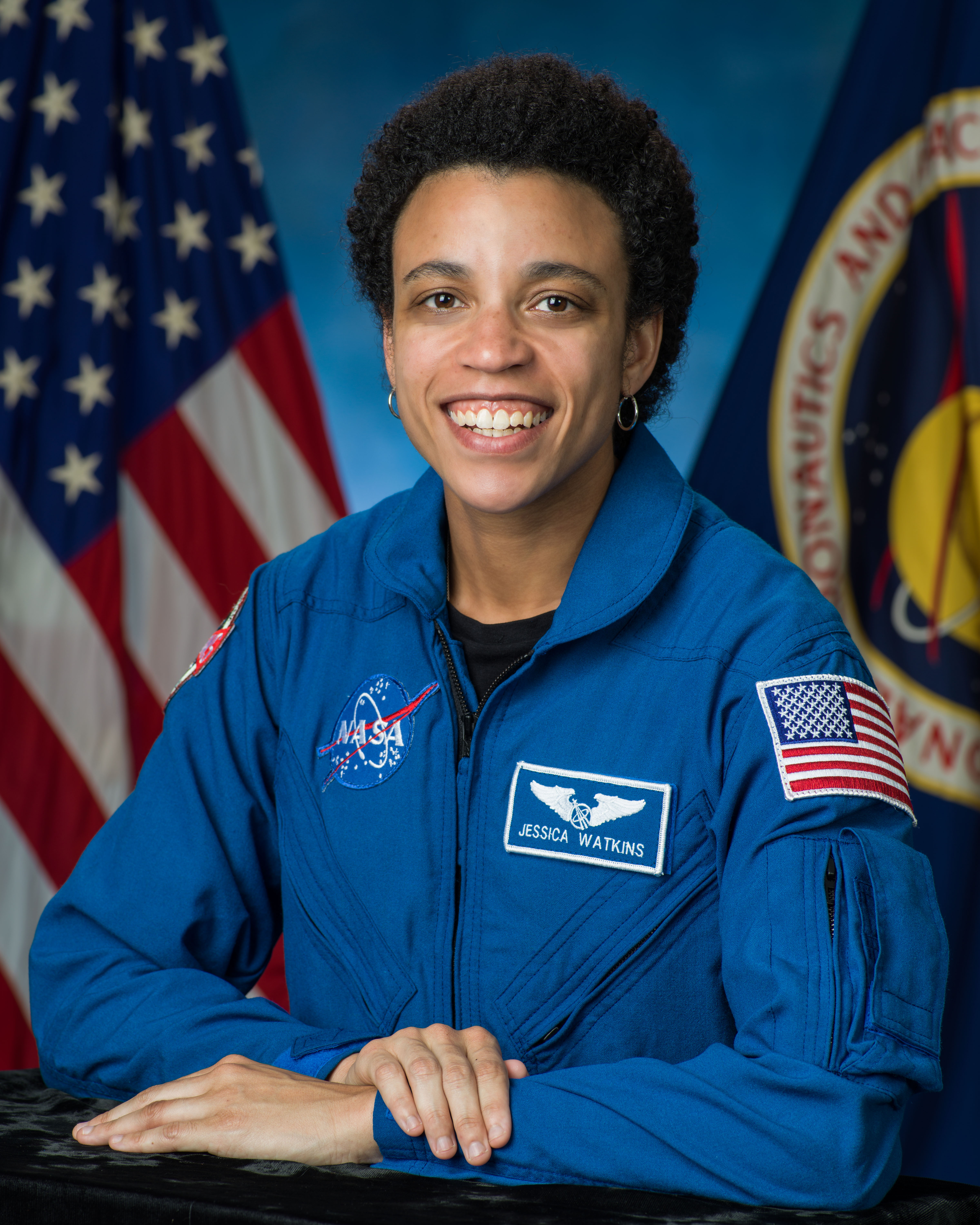
Jessica Watkins, 608ª persona e prima donna nera a partecipare a una missione di lunga durata sulla ISS

| #   | Nome                         | Nationalità            | Data              | Volo              | Note                             |
| --- | ---------------------------- | ---------------------- | ----------------- | ----------------- | -------------------------------- |
| 1   | Jurij Gagarin                | Unione Sovietica       | 12 aprile 1961    | Vostok 1          | [ 1 ] [ 2 ] [ 3 ] [ 4 ] [ nb 5 ] |
| 2   | Alan Shepard ◉▲              | Stati Uniti            | 5 maggio 1961     | Freedom 7         | [ 5 ] [ 6 ]                      |
| 3   | Virgil Grissom ◉             | Stati Uniti            | 21 luglio 1961    | Liberty Bell 7    | [ 7 ] [ 8 ]                      |
| 4   | German Stepanovič Titov      | Unione Sovietica       | 6 agosto 1961     | Vostok 2          | [ 9 ]                            |
| 5   | John Glenn                   | Stati Uniti            | 20 febbraio 1962  | Friendship 7      | [ 10 ] [ 11 ]                    |
| 6   | Scott Carpenter              | Stati Uniti            | 24 maggio 1962    | Aurora 7          | [ 12 ]                           |
| 7   | Andrijan Nikolaev            | Unione Sovietica       | 11 agosto 1962    | Vostok 3          | [ 13 ] [ 14 ]                    |
| 8   | Pavel Popovič                | Unione Sovietica       | 12 agosto 1962    | Vostok 4          | [ 13 ] [ 15 ]                    |
| 9   | Walter Schirra               | Stati Uniti            | 3 ottobre 1962    | Sigma 7           | [ 16 ]                           |
| 10  | Gordon Cooper                | Stati Uniti            | 15 maggio 1963    | Faith 7           | [ 17 ]                           |
| 11  | Valerij Bykovskij            | Unione Sovietica       | 14 giugno 1963    | Vostok 5          | [ 18 ]                           |
| 12  | Valentina Tereškova          | Unione Sovietica       | 16 giugno 1963    | Vostok 6          | [ 19 ]                           |
| 13  | Joseph Walker                | Stati Uniti            | 19 luglio 1963    | X-15 Flight 90    | [ 20 ]                           |
| 14  | Konstantin Feoktistov        | Unione Sovietica       | 12 ottobre 1964   | Voskhod 1         | [ 21 ]                           |
| 14  | Vladimir Komarov †           | Unione Sovietica       | 12 ottobre 1964   | Voskhod 1         | [ 21 ] [ nb 6 ]                  |
| 14  | Boris Egorov                 | Unione Sovietica       | 12 ottobre 1964   | Voskhod 1         | [ 21 ]                           |
| 17  | Pavel Beljaev                | Unione Sovietica       | 18 marzo 1965     | Voskhod 2         | [ 22 ]                           |
| 17  | Aleksej Leonov               | Unione Sovietica       | 18 marzo 1965     | Voskhod 2         | [ 22 ]                           |
| 19  | John Young △▲                | Stati Uniti            | 23 marzo 1965     | Gemini 3          | [ 23 ]                           |
| 20  | James McDivitt               | Stati Uniti            | 3 giugno 1965     | Gemini 4          | [ 24 ]                           |
| 20  | Edward White                 | Stati Uniti            | 3 giugno 1965     | Gemini 4          | [ 24 ]                           |
| 22  | Pete Conrad ▲                | Stati Uniti            | 21 agosto 1965    | Gemini 5          | [ 25 ]                           |
| 23  | Frank Borman △               | Stati Uniti            | 4 dicembre 1965   | Gemini 7          | [ 26 ]                           |
| 23  | Jim Lovell △△                | Stati Uniti            | 4 dicembre 1965   | Gemini 7          | [ 26 ]                           |
| 25  | Thomas Stafford △            | Stati Uniti            | 15 dicembre 1965  | Gemini 6A         | [ 27 ]                           |
| 26  | Neil Armstrong ▲             | Stati Uniti            | 16 marzo 1966     | Gemini 8          | [ 28 ]                           |
| 26  | David Scott ▲                | Stati Uniti            | 16 marzo 1966     | Gemini 8          | [ 28 ]                           |
| 28  | Eugene Cernan △▲             | Stati Uniti            | 3 giugno 1966     | Gemini 9A         | [ 29 ]                           |
| 29  | Michael Collins △            | Stati Uniti            | 18 luglio 1966    | Gemini 10         | [ 30 ]                           |
| 30  | Richard Gordon △             | Stati Uniti            | 12 settembre 1966 | Gemini 11         | [ 31 ]                           |
| 31  | Edwin Aldrin ▲               | Stati Uniti            | 11 novembre 1966  | Gemini 12         | [ 32 ]                           |
| 32  | Walter Cunningham            | Stati Uniti            | 11 ottobre 1968   | Apollo 7          | [ 33 ]                           |
| 32  | Donn Eisele                  | Stati Uniti            | 11 ottobre 1968   | Apollo 7          | [ 33 ]                           |
| 34  | Georgij Beregovoj            | Unione Sovietica       | 26 ottobre 1968   | Sojuz 3           | [ 34 ]                           |
| 35  | William Anders △             | Stati Uniti            | 21 dicembre 1968  | Apollo 8          | [ 35 ]                           |
| 36  | Vladimir Šatalov             | Unione Sovietica       | 14 gennaio 1969   | Sojuz 4           | [ 36 ]                           |
| 37  | Evgenij Chrunov              | Unione Sovietica       | 15 gennaio 1969   | Sojuz 5           | [ 37 ]                           |
| 37  | Boris Volynov                | Unione Sovietica       | 15 gennaio 1969   | Sojuz 5           | [ 37 ]                           |
| 37  | Aleksej Eliseev              | Unione Sovietica       | 15 gennaio 1969   | Sojuz 5           | [ 37 ]                           |
| 40  | Russell Schweickart          | Stati Uniti            | 3 marzo 1969      | Apollo 9          | [ 38 ]                           |
| 41  | Valerij Kubasov              | Unione Sovietica       | 11 ottobre 1969   | Sojuz 6           | [ 39 ]                           |
| 41  | Georgij Šonin                | Unione Sovietica       | 11 ottobre 1969   | Sojuz 6           | [ 39 ]                           |
| 43  | Anatolij Filipčenko          | Unione Sovietica       | 12 ottobre 1969   | Sojuz 7           | [ 40 ]                           |
| 43  | Viktor Gorbatko              | Unione Sovietica       | 12 ottobre 1969   | Sojuz 7           | [ 40 ]                           |
| 43  | Vladislav Volkov †           | Unione Sovietica       | 12 ottobre 1969   | Sojuz 7           | [ 40 ] [ nb 7 ]                  |
| 46  | Alan Bean ▲                  | Stati Uniti            | 14 novembre 1969  | Apollo 12         | [ 41 ]                           |
| 47  | Fred Haise △                 | Stati Uniti            | 11 aprile 1970    | Apollo 13         | [ 42 ]                           |
| 47  | Jack Swigert △               | Stati Uniti            | 11 aprile 1970    | Apollo 13         | [ 42 ]                           |
| 49  | Vitalij Sevast'janov         | Unione Sovietica       | 1 giugno 1970     | Sojuz 9           | [ 43 ]                           |
| 50  | Edgar Mitchell ▲             | Stati Uniti            | 31 gennaio 1971   | Apollo 14         | [ 44 ]                           |
| 50  | Stuart Roosa △               | Stati Uniti            | 31 gennaio 1971   | Apollo 14         | [ 44 ]                           |
| 52  | Nikolaj Rukavišnikov         | Unione Sovietica       | 22 aprile 1971    | Sojuz 10          | [ 45 ]                           |
| 53  | Georgij Dobrovol'skij ‡      | Unione Sovietica       | 6 giugno 1971     | Sojuz 11          | [ 46 ] [ 46 ]                    |
| 53  | Viktor Pacaev ‡              | Unione Sovietica       | 6 giugno 1971     | Sojuz 11          | [ 46 ] [ 46 ]                    |
| 55  | James Irwin ▲                | Stati Uniti            | 26 luglio 1971    | Apollo 15         | [ 47 ]                           |
| 55  | Alfred Worden △              | Stati Uniti            | 26 luglio 1971    | Apollo 15         | [ 47 ]                           |
| 57  | Charles Duke ▲               | Stati Uniti            | 16 aprile 1972    | Apollo 16         | [ 48 ]                           |
| 57  | Ken Mattingly △              | Stati Uniti            | 16 aprile 1972    | Apollo 16         | [ 48 ]                           |
| 59  | Ron Evans △                  | Stati Uniti            | 7 dicembre 1972   | Apollo 17         | [ 49 ]                           |
| 59  | Harrison Schmitt ▲           | Stati Uniti            | 7 dicembre 1972   | Apollo 17         | [ 49 ]                           |
| 61  | Joseph Kerwin                | Stati Uniti            | 25 maggio 1973    | Skylab 2          | [ 50 ]                           |
| 61  | Paul Weitz                   | Stati Uniti            | 25 maggio 1973    | Skylab 2          | [ 50 ]                           |
| 63  | Owen Garriott                | Stati Uniti            | 28 luglio 1973    | Skylab 3          | [ 51 ]                           |
| 63  | Jack Lousma                  | Stati Uniti            | 28 luglio 1973    | Skylab 3          | [ 51 ]                           |
| 65  | Vasilij Lazarev              | Unione Sovietica       | 27 settembre 1973 | Sojuz 12          | [ 52 ]                           |
| 65  | Oleg Makarov                 | Unione Sovietica       | 27 settembre 1973 | Sojuz 12          | [ 52 ]                           |
| 67  | Gerald Carr                  | Stati Uniti            | 16 novembre 1973  | Skylab 4          | [ 53 ]                           |
| 67  | Edward Gibson                | Stati Uniti            | 16 novembre 1973  | Skylab 4          | [ 53 ]                           |
| 67  | William Pogue                | Stati Uniti            | 16 novembre 1973  | Skylab 4          | [ 53 ]                           |
| 70  | Pëtr Klimuk                  | Unione Sovietica       | 18 dicembre 1973  | Sojuz 13          | [ 54 ]                           |
| 70  | Valentin Lebedev             | Unione Sovietica       | 18 dicembre 1973  | Sojuz 13          | [ 54 ]                           |
| 72  | Jurij Artjuchin              | Unione Sovietica       | 3 luglio 1974     | Sojuz 14          | [ 55 ]                           |
| 73  | Lev Dëmin                    | Unione Sovietica       | 26 agosto 1974    | Sojuz 15          | [ 56 ]                           |
| 73  | Gennadij Sarafanov           | Unione Sovietica       | 26 agosto 1974    | Sojuz 15          | [ 56 ]                           |
| 75  | Georgij Grečko               | Unione Sovietica       | 10 gennaio 1975   | Sojuz 17          | [ 57 ]                           |
| 75  | Aleksej Gubarev              | Unione Sovietica       | 10 gennaio 1975   | Sojuz 17          | [ 57 ]                           |
| 77  | Vance Brand                  | Stati Uniti            | 15 luglio 1975    | ASTP              | [ 58 ]                           |
| 77  | Deke Slayton                 | Stati Uniti            | 15 luglio 1975    | ASTP              | [ 58 ]                           |
| 79  | Vitalij Žolobov              | Unione Sovietica       | 6 luglio 1976     | Sojuz 21          | [ 59 ]                           |
| 80  | Vladimir Aksënov             | Unione Sovietica       | 15 settembre 1976 | Sojuz 22          | [ 60 ]                           |
| 81  | Valerij Roždestvenskij       | Unione Sovietica       | 14 ottobre 1976   | Sojuz 23          | [ 61 ]                           |
| 81  | Vjačeslav Zudov              | Unione Sovietica       | 14 ottobre 1976   | Sojuz 23          | [ 61 ]                           |
| 83  | Jurij Glazkov                | Unione Sovietica       | 7 febbraio 1977   | Sojuz 24          | [ 62 ]                           |
| 84  | Uladzimir Kavalënak          | Unione Sovietica       | 9 ottobre 1977    | Sojuz 25          | [ 63 ]                           |
| 84  | Valerij Rjumin               | Unione Sovietica       | 9 ottobre 1977    | Sojuz 25          | [ 63 ]                           |
| 86  | Jurij Romanenko              | Unione Sovietica       | 10 dicembre 1977  | Sojuz 26          | [ 64 ]                           |
| 87  | Vladimir Džanibekov          | Unione Sovietica       | 10 gennaio 1978   | Sojuz 27          | [ 65 ]                           |
| 88  | Vladimír Remek               | Cecoslovacchia         | 2 marzo 1978      | Sojuz 28          | [ 66 ]                           |
| 89  | Aleksandr Ivančenkov         | Unione Sovietica       | 15 giugno 1978    | Sojuz 29          | [ 67 ]                           |
| 90  | Mirosław Hermaszewski        | Polonia                | 27 giugno 1978    | Sojuz 30          | [ 68 ]                           |
| 91  | Sigmund Jähn                 | Germania Est           | 26 agosto 1978    | Sojuz 31          | [ 69 ]                           |
| 92  | Vladimir Ljachov             | Unione Sovietica       | 25 febbraio 1979  | Sojuz 32          | [ 70 ]                           |
| 93  | Georgi Ivanov                | Bulgaria               | 10 aprile 1979    | Sojuz 33          | [ 71 ]                           |
| 94  | Leonid Popov                 | Unione Sovietica       | 9 aprile 1980     | Sojuz 35          | [ 72 ]                           |
| 95  | Bertalan Farkas              | Ungheria               | 26 maggio 1980    | Sojuz 36          | [ 73 ]                           |
| 96  | Jurij Malyšev                | Unione Sovietica       | 5 giugno 1980     | Sojuz T-2         | [ 74 ]                           |
| 97  | Phạm Tuân                    | Vietnam                | 23 luglio 1980    | Sojuz 37          | [ 75 ]                           |
| 98  | Arnaldo Méndez               | Cuba                   | 18 settembre 1980 | Sojuz 38          | [ 76 ]                           |
| 99  | Leonid Kizim                 | Unione Sovietica       | 27 novembre 1980  | Sojuz T-3         | [ 77 ]                           |
| 99  | Gennadij Strekalov           | Unione Sovietica       | 27 novembre 1980  | Sojuz T-3         | [ 77 ]                           |
| 101 | Viktor Savinych              | Unione Sovietica       | 12 marzo 1981     | Sojuz T-4         | [ 78 ]                           |
| 102 | Žùgdėrdėmidijn Gùrragčaa     | Mongolia               | 22 marzo 1981     | Sojuz 39          | [ 79 ]                           |
| 103 | Robert Crippen               | Stati Uniti            | 12 aprile 1981    | STS-1             | [ 80 ] [ 81 ]                    |
| 104 | Dumitru Prunariu             | Romania                | 14 maggio 1981    | Sojuz 40          | [ 82 ]                           |
| 105 | Joseph Engle                 | Stati Uniti            | 12 novembre 1981  | STS-2             | [ 83 ]                           |
| 105 | Richard Truly                | Stati Uniti            | 12 novembre 1981  | STS-2             | [ 83 ]                           |
| 107 | Gordon Fullerton             | Stati Uniti            | 22 marzo 1982     | STS-3             | [ 84 ]                           |
| 108 | Anatolij Berezovoj           | Unione Sovietica       | 13 maggio 1982    | Sojuz T-5         | [ 85 ]                           |
| 109 | Jean-Loup Chrétien           | Francia                | 24 giugno 1982    | Sojuz T-6         | [ 86 ]                           |
| 110 | Henry Hartsfield             | Stati Uniti            | 27 giugno 1982    | STS-4             | [ 87 ]                           |
| 111 | Svetlana Savickaja           | Unione Sovietica       | 19 agosto 1982    | Sojuz T-7         | [ 88 ]                           |
| 111 | Aleksandr Serebrov           | Unione Sovietica       | 19 agosto 1982    | Sojuz T-7         | [ 88 ]                           |
| 113 | Joseph Allen                 | Stati Uniti            | 11 novembre 1982  | STS-5             | [ 89 ]                           |
| 113 | William Lenoir               | Stati Uniti            | 11 novembre 1982  | STS-5             | [ 89 ]                           |
| 113 | Robert Overmyer              | Stati Uniti            | 11 novembre 1982  | STS-5             | [ 89 ]                           |
| 116 | Karol Bobko                  | Stati Uniti            | 4 aprile 1983     | STS-6             | [ 90 ]                           |
| 116 | Story Musgrave               | Stati Uniti            | 4 aprile 1983     | STS-6             | [ 90 ]                           |
| 116 | Donald Peterson              | Stati Uniti            | 4 aprile 1983     | STS-6             | [ 90 ]                           |
| 119 | Vladimir Titov               | Unione Sovietica       | 20 aprile 1983    | Sojuz T-8         | [ 91 ]                           |
| 120 | John Fabian                  | Stati Uniti            | 18 giugno 1983    | STS-7             | [ 92 ]                           |
| 120 | Frederick Hauck              | Stati Uniti            | 18 giugno 1983    | STS-7             | [ 92 ]                           |
| 120 | Sally Ride                   | Stati Uniti            | 18 giugno 1983    | STS-7             | [ 92 ]                           |
| 120 | Norman Thagard               | Stati Uniti            | 18 giugno 1983    | STS-7             | [ 92 ]                           |
| 124 | Aleksandr Aleksandrov        | Unione Sovietica       | 27 giugno 1983    | Sojuz T-9         | [ 93 ]                           |
| 125 | Guion Bluford                | Stati Uniti            | 30 agosto 1983    | STS-8             | [ 94 ]                           |
| 125 | Daniel Brandenstein          | Stati Uniti            | 30 agosto 1983    | STS-8             | [ 94 ]                           |
| 125 | Dale Gardner                 | Stati Uniti            | 30 agosto 1983    | STS-8             | [ 94 ]                           |
| 125 | William Thornton             | Stati Uniti            | 30 agosto 1983    | STS-8             | [ 94 ]                           |
| 129 | Byron Lichtenberg            | Stati Uniti            | 28 novembre 1983  | STS-9             | [ 95 ]                           |
| 129 | Robert Parker                | Stati Uniti            | 28 novembre 1983  | STS-9             | [ 95 ]                           |
| 129 | Brewster Shaw                | Stati Uniti            | 28 novembre 1983  | STS-9             | [ 95 ]                           |
| 129 | Ulf Merbold                  | Germania Est           | 28 novembre 1983  | STS-9             | [ 95 ]                           |
| 133 | Robert Gibson                | Stati Uniti            | 3 febbraio 1984   | STS-41-B          | [ 96 ]                           |
| 133 | Bruce McCandless             | Stati Uniti            | 3 febbraio 1984   | STS-41-B          | [ 96 ]                           |
| 133 | Ronald McNair †              | Stati Uniti            | 3 febbraio 1984   | STS-41-B          | [ 96 ] [ 97 ]                    |
| 133 | Robert Stewart               | Stati Uniti            | 3 febbraio 1984   | STS-41-B          | [ 96 ]                           |
| 137 | Oleg At'kov                  | Unione Sovietica       | 8 febbraio 1984   | Sojuz T-10        | [ 98 ]                           |
| 137 | Vladimir Solovëv             | Unione Sovietica       | 8 febbraio 1984   | Sojuz T-10        | [ 98 ]                           |
| 139 | Rakesh Sharma                | India                  | 3 aprile 1984     | Sojuz T-11        | [ 99 ]                           |
| 140 | Terry Hart                   | Stati Uniti            | 6 aprile 1984     | STS-41-C          | [ 100 ]                          |
| 140 | George Nelson                | Stati Uniti            | 6 aprile 1984     | STS-41-C          | [ 100 ]                          |
| 140 | Francis Scobee †             | Stati Uniti            | 6 aprile 1984     | STS-41-C          | [ 97 ] [ 100 ]                   |
| 140 | James van Hoften             | Stati Uniti            | 6 aprile 1984     | STS-41-C          | [ 100 ]                          |
| 144 | Igor' Volk                   | Unione Sovietica       | 17 luglio 1984    | Sojuz T-12        | [ 101 ]                          |
| 145 | Michael Coats                | Stati Uniti            | 30 agosto 1984    | STS-41-D          | [ 102 ]                          |
| 145 | Steven Hawley                | Stati Uniti            | 30 agosto 1984    | STS-41-D          | [ 102 ]                          |
| 145 | Mike Mullane                 | Stati Uniti            | 30 agosto 1984    | STS-41-D          | [ 102 ]                          |
| 145 | Judith Resnik †              | Stati Uniti            | 30 agosto 1984    | STS-41-D          | [ 97 ] [ 102 ]                   |
| 145 | Charles Walker               | Stati Uniti            | 30 agosto 1984    | STS-41-D          | [ 102 ]                          |
| 150 | Marc Garneau                 | Canada                 | 5 ottobre 1984    | STS-41-G          | [ 103 ]                          |
| 150 | David Leestma                | Stati Uniti            | 5 ottobre 1984    | STS-41-G          | [ 103 ]                          |
| 150 | Jon McBride                  | Stati Uniti            | 5 ottobre 1984    | STS-41-G          | [ 103 ]                          |
| 150 | Paul Scully-Power            | Stati Uniti            | 5 ottobre 1984    | STS-41-G          | [ 103 ]                          |
| 150 | Kathryn Sullivan             | Stati Uniti            | 5 ottobre 1984    | STS-41-G          | [ 103 ]                          |
| 155 | Anna Fisher                  | Stati Uniti            | 8 novembre 1984   | STS-51-A          | [ 104 ]                          |
| 155 | David Walker                 | Stati Uniti            | 8 novembre 1984   | STS-51-A          | [ 104 ]                          |
| 157 | James Buchli                 | Stati Uniti            | 24 gennaio 1985   | STS-51-C          | [ 105 ]                          |
| 157 | Ellison Onizuka †            | Stati Uniti            | 24 gennaio 1985   | STS-51-C          | [ 97 ] [ 105 ]                   |
| 157 | Gary Payton                  | Stati Uniti            | 24 gennaio 1985   | STS-51-C          | [ 105 ]                          |
| 157 | Loren Shriver                | Stati Uniti            | 24 gennaio 1985   | STS-51-C          | [ 105 ]                          |
| 161 | Edwin Garn                   | Stati Uniti            | 12 aprile 1985    | STS-51-D          | [ 106 ]                          |
| 161 | David Griggs                 | Stati Uniti            | 12 aprile 1985    | STS-51-D          | [ 106 ]                          |
| 161 | Jeffrey Hoffman              | Stati Uniti            | 12 aprile 1985    | STS-51-D          | [ 106 ]                          |
| 161 | Margaret Seddon              | Stati Uniti            | 12 aprile 1985    | STS-51-D          | [ 106 ]                          |
| 161 | Donald Williams              | Stati Uniti            | 12 aprile 1985    | STS-51-D          | [ 106 ]                          |
| 166 | Frederick Gregory            | Stati Uniti            | 29 aprile 1985    | STS-51-B          | [ 107 ]                          |
| 166 | Don Lind                     | Stati Uniti            | 29 aprile 1985    | STS-51-B          | [ 107 ]                          |
| 166 | Lodewijk van den Berg        | Stati Uniti            | 29 aprile 1985    | STS-51-B          | [ 107 ] [ 108 ]                  |
| 166 | Taylor Wang                  | Stati Uniti            | 29 aprile 1985    | STS-51-B          | [ 107 ]                          |
| 170 | Sultan bin Salman Al Sa'ud   | Arabia Saudita         | 17 giugno 1985    | STS-51-G          | [ 109 ]                          |
| 170 | Patrick Baudry               | Francia                | 17 giugno 1985    | STS-51-G          | [ 109 ]                          |
| 170 | John Creighton               | Stati Uniti            | 17 giugno 1985    | STS-51-G          | [ 109 ]                          |
| 170 | Shannon Lucid                | Stati Uniti            | 17 giugno 1985    | STS-51-G          | [ 109 ]                          |
| 170 | Steven Nagel                 | Stati Uniti            | 17 giugno 1985    | STS-51-G          | [ 109 ]                          |
| 175 | Loren Acton                  | Stati Uniti            | 29 luglio 1985    | STS-51-F          | [ 110 ]                          |
| 175 | John Bartoe                  | Stati Uniti            | 29 luglio 1985    | STS-51-F          | [ 110 ]                          |
| 175 | Roy Bridges                  | Stati Uniti            | 29 luglio 1985    | STS-51-F          | [ 110 ]                          |
| 175 | Anthony England              | Stati Uniti            | 29 luglio 1985    | STS-51-F          | [ 110 ]                          |
| 175 | Karl Henize                  | Stati Uniti            | 29 luglio 1985    | STS-51-F          | [ 110 ]                          |
| 180 | Richard Covey                | Stati Uniti            | 27 agosto 1985    | STS-51-I          | [ 111 ]                          |
| 180 | William Fisher               | Stati Uniti            | 27 agosto 1985    | STS-51-I          | [ 111 ]                          |
| 180 | John Lounge                  | Stati Uniti            | 27 agosto 1985    | STS-51-I          | [ 111 ]                          |
| 183 | Vladimir Vasjutin            | Unione Sovietica       | 17 settembre 1985 | Sojuz T-14        | [ 112 ]                          |
| 183 | Aleksandr Volkov             | Unione Sovietica       | 17 settembre 1985 | Sojuz T-14        | [ 112 ]                          |
| 185 | Ronald Grabe                 | Stati Uniti            | 3 ottobre 1985    | STS-51-J          | [ 113 ]                          |
| 185 | David Hilmers                | Stati Uniti            | 3 ottobre 1985    | STS-51-J          | [ 113 ]                          |
| 185 | William A. Pailes            | Stati Uniti            | 3 ottobre 1985    | STS-51-J          | [ 113 ]                          |
| 188 | Bonnie Dunbar                | Stati Uniti            | 30 ottobre 1985   | STS-61-A          | [ 114 ]                          |
| 188 | Reinhard Furrer              | Germania Est           | 30 ottobre 1985   | STS-61-A          | [ 114 ]                          |
| 188 | Ernst Messerschmid           | Germania Est           | 30 ottobre 1985   | STS-61-A          | [ 114 ]                          |
| 188 | Wubbo Ockels                 | Paesi Bassi            | 30 ottobre 1985   | STS-61-A          | [ 114 ]                          |
| 192 | Mary Cleave                  | Stati Uniti            | 27 novembre 1985  | STS-61-B          | [ 115 ]                          |
| 192 | Rodolfo Neri Vela            | Messico                | 27 novembre 1985  | STS-61-B          | [ 115 ]                          |
| 192 | Bryan O'Connor               | Stati Uniti            | 27 novembre 1985  | STS-61-B          | [ 115 ]                          |
| 192 | Jerry Ross                   | Stati Uniti            | 27 novembre 1985  | STS-61-B          | [ 115 ]                          |
| 192 | Sherwood Spring              | Stati Uniti            | 27 novembre 1985  | STS-61-B          | [ 115 ]                          |
| 197 | Charles Bolden               | Stati Uniti            | 12 gennaio 1986   | STS-61-C          | [ 116 ]                          |
| 197 | Robert Cenker                | Stati Uniti            | 12 gennaio 1986   | STS-61-C          | [ 116 ]                          |
| 197 | Franklin Chang-Diaz          | Stati Uniti            | 12 gennaio 1986   | STS-61-C          | [ 116 ] [ 117 ]                  |
| 197 | Bill Nelson                  | Stati Uniti            | 12 gennaio 1986   | STS-61-C          | [ 116 ]                          |
| —   | Michael Smith ‡ ⊗            | Stati Uniti            | 28 gennaio 1986   | STS-51-L          | [ 97 ] [ 118 ]                   |
| —   | Gregory Jarvis ‡ ⊗           | Stati Uniti            | 28 gennaio 1986   | STS-51-L          | [ 97 ] [ 119 ]                   |
| —   | Christa McAuliffe ‡ ⊗        | Stati Uniti            | 28 gennaio 1986   | STS-51-L          | [ 97 ] [ 120 ]                   |
| 201 | Aleksandr Lavejkin           | Unione Sovietica       | 5 febbraio 1987   | Sojuz TM-2        | [ 121 ]                          |
| 202 | Muhammed Faris               | Siria                  | 22 luglio 1987    | Sojuz TM-3        | [ 122 ]                          |
| 202 | Aleksandr Viktorenko         | Unione Sovietica       | 22 luglio 1987    | Sojuz TM-3        | [ 122 ]                          |
| 204 | Anatolij Levčenko            | Unione Sovietica       | 21 dicembre 1987  | Sojuz TM-4        | [ 123 ]                          |
| 204 | Musa Manarov                 | Unione Sovietica       | 21 dicembre 1987  | Sojuz TM-4        | [ 123 ]                          |
| 206 | Aleksandăr Aleksandrov       | Bulgaria               | 7 giugno 1988     | Sojuz TM-5        | [ 124 ]                          |
| 206 | Anatolij Solov'ëv            | Unione Sovietica       | 7 giugno 1988     | Sojuz TM-5        | [ 124 ]                          |
| 208 | Abdul Ahad Momand            | Afghanistan            | 29 agosto 1988    | Sojuz TM-6        | [ 125 ]                          |
| 208 | Valerij Poljakov             | Unione Sovietica       | 29 agosto 1988    | Sojuz TM-6        | [ 125 ]                          |
| 210 | Sergej Krikalëv              | Unione Sovietica       | 26 novembre 1988  | Sojuz TM-7        | [ 126 ]                          |
| 211 | Guy Gardner                  | Stati Uniti            | 2 dicembre 1988   | STS-27            | [ 127 ]                          |
| 211 | William Shepherd             | Stati Uniti            | 2 dicembre 1988   | STS-27            | [ 127 ]                          |
| 213 | James Bagian                 | Stati Uniti            | 13 marzo 1989     | STS-29            | [ 128 ]                          |
| 213 | John Blaha                   | Stati Uniti            | 13 marzo 1989     | STS-29            | [ 128 ]                          |
| 213 | Robert Springer              | Stati Uniti            | 13 marzo 1989     | STS-29            | [ 128 ]                          |
| 216 | Mark Lee                     | Stati Uniti            | 4 maggio 1989     | STS-30            | [ 129 ]                          |
| 217 | James Adamson                | Stati Uniti            | 8 agosto 1989     | STS-28            | [ 130 ]                          |
| 217 | Mark Brown                   | Stati Uniti            | 8 agosto 1989     | STS-28            | [ 130 ]                          |
| 217 | Richard Richards             | Stati Uniti            | 8 agosto 1989     | STS-28            | [ 130 ]                          |
| 220 | Ellen Baker                  | Stati Uniti            | 18 ottobre 1989   | STS-34            | [ 131 ]                          |
| 220 | Michael McCulley             | Stati Uniti            | 18 ottobre 1989   | STS-34            | [ 131 ]                          |
| 222 | Sonny Carter                 | Stati Uniti            | 23 novembre 1989  | STS-33            | [ 132 ]                          |
| 222 | Kathryn Thornton             | Stati Uniti            | 23 novembre 1989  | STS-33            | [ 132 ]                          |
| 224 | Marsha Ivins                 | Stati Uniti            | 9 gennaio 1990    | STS-32            | [ 133 ]                          |
| 224 | George Low                   | Stati Uniti            | 9 gennaio 1990    | STS-32            | [ 133 ]                          |
| 224 | James Wetherbee              | Stati Uniti            | 9 gennaio 1990    | STS-32            | [ 133 ]                          |
| 227 | Aleksandr Balandin           | Unione Sovietica       | 11 febbraio 1990  | Sojuz TM-9        | [ 134 ]                          |
| 228 | John Casper                  | Stati Uniti            | 28 febbraio 1990  | STS-36            | [ 135 ]                          |
| 228 | Pierre Thuot                 | Stati Uniti            | 28 febbraio 1990  | STS-36            | [ 135 ]                          |
| 230 | Gennadij Manakov             | Unione Sovietica       | 1 agosto 1990     | Sojuz TM-10       | [ 136 ]                          |
| 231 | Thomas Akers                 | Stati Uniti            | 6 ottobre 1990    | STS-41            | [ 137 ]                          |
| 231 | Robert Cabana                | Stati Uniti            | 6 ottobre 1990    | STS-41            | [ 137 ]                          |
| 231 | Bruce Melnick                | Stati Uniti            | 6 ottobre 1990    | STS-41            | [ 137 ]                          |
| 234 | Frank Culbertson             | Stati Uniti            | 15 novembre 1990  | STS-38            | [ 138 ]                          |
| 234 | Charles Gemar                | Stati Uniti            | 15 novembre 1990  | STS-38            | [ 138 ]                          |
| 234 | Carl Meade                   | Stati Uniti            | 15 novembre 1990  | STS-38            | [ 138 ]                          |
| 237 | Samuel Durrance              | Stati Uniti            | 2 dicembre 1990   | STS-35            | [ 139 ]                          |
| 237 | Ronald Parise                | Stati Uniti            | 2 dicembre 1990   | STS-35            | [ 139 ]                          |
| 239 | Viktor Afanas'ev             | Unione Sovietica       | 2 dicembre 1990   | Sojuz TM-11       | [ 140 ]                          |
| 239 | Toyohiro Akiyama             | Giappone               | 2 dicembre 1990   | Sojuz TM-11       | [ 140 ]                          |
| 241 | Jerome Apt                   | Stati Uniti            | 5 aprile 1991     | STS-37            | [ 141 ]                          |
| 241 | Kenneth Cameron              | Stati Uniti            | 5 aprile 1991     | STS-37            | [ 141 ]                          |
| 241 | Linda Godwin                 | Stati Uniti            | 5 aprile 1991     | STS-37            | [ 141 ]                          |
| 244 | Blaine Hammond               | Stati Uniti            | 28 aprile 1991    | STS-39            | [ 142 ]                          |
| 244 | Gregory Harbaugh             | Stati Uniti            | 28 aprile 1991    | STS-39            | [ 142 ]                          |
| 244 | Richard Hieb                 | Stati Uniti            | 28 aprile 1991    | STS-39            | [ 142 ]                          |
| 244 | Donald McMonagle             | Stati Uniti            | 28 aprile 1991    | STS-39            | [ 142 ]                          |
| 244 | Charles Veach                | Stati Uniti            | 28 aprile 1991    | STS-39            | [ 142 ]                          |
| 249 | Anatolij Arcebarskij         | Unione Sovietica       | 18 maggio 1991    | Sojuz TM-12       | [ 143 ]                          |
| 249 | Helen Sharman                | Regno Unito            | 18 maggio 1991    | Sojuz TM-12       | [ 143 ]                          |
| 251 | Francis Gaffney              | Stati Uniti            | 5 giugno 1991     | STS-40            | [ 144 ]                          |
| 251 | Sidney Gutierrez             | Stati Uniti            | 5 giugno 1991     | STS-40            | [ 144 ]                          |
| 251 | Millie Hughes-Fulford        | Stati Uniti            | 5 giugno 1991     | STS-40            | [ 144 ]                          |
| 251 | Tamara Jernigan              | Stati Uniti            | 5 giugno 1991     | STS-40            | [ 144 ]                          |
| 255 | Michael Baker                | Stati Uniti            | 2 agosto 1991     | STS-43            | [ 145 ]                          |
| 256 | Kenneth Reightler            | Stati Uniti            | 12 settembre 1991 | STS-48            | [ 146 ]                          |
| 257 | Toqtar Äwbäkirov             | Unione Sovietica       | 2 ottobre 1991    | Sojuz TM-13       | [ 147 ] [ 148 ]                  |
| 257 | Franz Viehböck               | Austria                | 2 ottobre 1991    | Sojuz TM-13       | [ 147 ]                          |
| 259 | Thomas Hennen                | Stati Uniti            | 24 novembre 1991  | STS-44            | [ 149 ]                          |
| 259 | Terence Henricks             | Stati Uniti            | 24 novembre 1991  | STS-44            | [ 149 ]                          |
| 259 | Mario Runco                  | Stati Uniti            | 24 novembre 1991  | STS-44            | [ 149 ]                          |
| 259 | James Voss                   | Stati Uniti            | 24 novembre 1991  | STS-44            | [ 149 ]                          |
| 263 | Roberta Bondar               | Canada                 | 22 gennaio 1992   | STS-42            | [ 150 ]                          |
| 263 | Stephen Oswald               | Stati Uniti            | 22 gennaio 1992   | STS-42            | [ 150 ]                          |
| 263 | William Readdy               | Stati Uniti            | 22 gennaio 1992   | STS-42            | [ 150 ]                          |
| 266 | Klaus-Dietrich Flade         | Germania               | 17 marzo 1992     | Sojuz TM-14       | [ 151 ]                          |
| 266 | Aleksandr Kaleri             | Russia                 | 17 marzo 1992     | Sojuz TM-14       | [ 151 ]                          |
| 268 | Brian Duffy                  | Stati Uniti            | 24 marzo 1992     | STS-45            | [ 152 ]                          |
| 268 | Michael Foale                | Stati Uniti            | 24 marzo 1992     | STS-45            | [ 152 ] [ nb 8 ]                 |
| 268 | Dirk Frimout                 | Belgio                 | 24 marzo 1992     | STS-45            | [ 152 ]                          |
| 271 | Kevin Chilton                | Stati Uniti            | 7 maggio 1992     | STS-49            | [ 152 ]                          |
| 272 | Kenneth Bowersox             | Stati Uniti            | 25 giugno 1992    | STS-50            | [ 153 ]                          |
| 272 | Lawrence DeLucas             | Stati Uniti            | 25 giugno 1992    | STS-50            | [ 153 ]                          |
| 272 | Eugene Trinh                 | Stati Uniti            | 25 giugno 1992    | STS-50            | [ 153 ]                          |
| 275 | Sergej Avdeev                | Russia                 | 27 luglio 1992    | Sojuz TM-15       | [ 154 ]                          |
| 275 | Michel Tognini               | Francia                | 27 luglio 1992    | Sojuz TM-15       | [ 154 ]                          |
| 277 | Andrew Allen                 | Stati Uniti            | 31 luglio 1992    | STS-46            | [ 155 ]                          |
| 277 | Franco Malerba               | Italia                 | 31 luglio 1992    | STS-46            | [ 155 ]                          |
| 277 | Claude Nicollier             | Svizzera               | 31 luglio 1992    | STS-46            | [ 155 ]                          |
| 280 | Curtis Brown                 | Stati Uniti            | 12 settembre 1992 | STS-47            | [ 156 ]                          |
| 280 | Nancy Davis                  | Stati Uniti            | 12 settembre 1992 | STS-47            | [ 156 ]                          |
| 280 | Mae Jemison                  | Stati Uniti            | 12 settembre 1992 | STS-47            | [ 156 ]                          |
| 280 | Mamoru Mōri                  | Giappone               | 12 settembre 1992 | STS-47            | [ 156 ]                          |
| 284 | Steven MacLean               | Canada                 | 22 ottobre 1992   | STS-52            | [ 157 ]                          |
| 285 | Michael Clifford             | Stati Uniti            | 2 dicembre 1992   | STS-53            | [ 158 ]                          |
| 286 | Susan Helms                  | Stati Uniti            | 13 gennaio 1993   | STS-54            | [ 159 ]                          |
| 287 | Aleksandr Poleščuk           | Russia                 | 24 gennaio 1993   | Sojuz TM-16       | [ 160 ]                          |
| 288 | Kenneth Cockrell             | Stati Uniti            | 8 aprile 1993     | STS-56            | [ 161 ]                          |
| 288 | Ellen Ochoa                  | Stati Uniti            | 8 aprile 1993     | STS-56            | [ 161 ]                          |
| 290 | Bernard Harris               | Stati Uniti            | 26 aprile 1993    | STS-55            | [ 162 ]                          |
| 290 | Charles Precourt             | Stati Uniti            | 26 aprile 1993    | STS-55            | [ 162 ]                          |
| 290 | Hans Schlegel                | Germania               | 26 aprile 1993    | STS-55            | [ 162 ]                          |
| 290 | Ulrich Walter                | Germania               | 26 aprile 1993    | STS-55            | [ 162 ]                          |
| 294 | Nancy Currie                 | Stati Uniti            | 21 giugno 1993    | STS-57            | [ 163 ]                          |
| 294 | Janice Voss                  | Stati Uniti            | 21 giugno 1993    | STS-57            | [ 163 ]                          |
| 294 | Peter Wisoff                 | Stati Uniti            | 21 giugno 1993    | STS-57            | [ 163 ]                          |
| 297 | Jean-Pierre Haigneré         | Francia                | 1 luglio 1993     | Sojuz TM-17       | [ 164 ]                          |
| 297 | Vasilij Cibliev              | Russia                 | 1 luglio 1993     | Sojuz TM-17       | [ 164 ]                          |
| 299 | Daniel Bursch                | Stati Uniti            | 12 settembre 1993 | STS-51            | [ 165 ]                          |
| 299 | James Newman                 | Stati Uniti            | 12 settembre 1993 | STS-51            | [ 165 ]                          |
| 299 | Carl Walz                    | Stati Uniti            | 12 settembre 1993 | STS-51            | [ 165 ]                          |
| 302 | Martin Fettman               | Stati Uniti            | 18 ottobre 1993   | STS-58            | [ 166 ]                          |
| 302 | William McArthur             | Stati Uniti            | 18 ottobre 1993   | STS-58            | [ 166 ]                          |
| 302 | Richard Searfoss             | Stati Uniti            | 18 ottobre 1993   | STS-58            | [ 166 ]                          |
| 302 | David Wolf                   | Stati Uniti            | 18 ottobre 1993   | STS-58            | [ 166 ]                          |
| 306 | Jurij Usačëv                 | Russia                 | 8 gennaio 1994    | Sojuz TM-18       | [ 167 ]                          |
| 307 | Ronald Sega                  | Stati Uniti            | 3 febbraio 1994   | STS-60            | [ 168 ]                          |
| 308 | Thomas Jones                 | Stati Uniti            | 9 aprile 1994     | STS-59            | [ 169 ]                          |
| 309 | Jurij Malenčenko             | Russia                 | 1 luglio 1994     | Sojuz TM-19       | [ 170 ]                          |
| 309 | Talğat Mūsabaev              | Kazakistan             | 1 luglio 1994     | Sojuz TM-19       | [ 170 ]                          |
| 311 | Leroy Chiao                  | Stati Uniti            | 8 luglio 1994     | STS-65            | [ 171 ]                          |
| 311 | James Halsell                | Stati Uniti            | 8 luglio 1994     | STS-65            | [ 171 ]                          |
| 311 | Chiaki Mukai                 | Giappone               | 8 luglio 1994     | STS-65            | [ 171 ]                          |
| 311 | Donald Thomas                | Stati Uniti            | 8 luglio 1994     | STS-65            | [ 171 ]                          |
| 315 | Jerry Linenger               | Stati Uniti            | 9 settembre 1994  | STS-64            | [ 172 ]                          |
| 316 | Stephen Smith                | Stati Uniti            | 30 settembre 1994 | STS-68            | [ 173 ]                          |
| 316 | Terrence Wilcutt             | Stati Uniti            | 30 settembre 1994 | STS-68            | [ 173 ]                          |
| 318 | Elena Kondakova              | Russia                 | 3 ottobre 1994    | Sojuz TM-20       | [ 174 ]                          |
| 319 | Jean-François Clervoy        | Francia                | 3 novembre 1994   | STS-66            | [ 175 ]                          |
| 319 | Scott Parazynski             | Stati Uniti            | 3 novembre 1994   | STS-66            | [ 175 ]                          |
| 319 | Joseph Tanner                | Stati Uniti            | 3 novembre 1994   | STS-66            | [ 175 ]                          |
| 322 | Eileen Collins               | Stati Uniti            | 3 febbraio 1995   | STS-63            | [ 176 ]                          |
| 323 | William Gregory              | Stati Uniti            | 2 marzo 1995      | STS-67            | [ 177 ]                          |
| 323 | John Grunsfeld               | Stati Uniti            | 2 marzo 1995      | STS-67            | [ 177 ]                          |
| 323 | Wendy Lawrence               | Stati Uniti            | 2 marzo 1995      | STS-67            | [ 177 ]                          |
| 326 | Vladimir Dežurov             | Russia                 | 14 marzo 1995     | Sojuz TM-21       | [ nb 9 ]                         |
| 327 | Nikolaj Budarin              | Russia                 | 27 giugno 1995    | STS-71            | [ 178 ]                          |
| 328 | Kevin Kregel                 | Stati Uniti            | 13 luglio 1995    | STS-70            | [ 179 ]                          |
| 328 | Mary Weber                   | Stati Uniti            | 13 luglio 1995    | STS-70            | [ 179 ]                          |
| 330 | Jurij Gidzenko               | Russia                 | 3 settembre 1995  | Sojuz TM-22       | [ 180 ]                          |
| 330 | Thomas Reiter                | Germania               | 3 settembre 1995  | Sojuz TM-22       | [ 180 ]                          |
| 332 | Michael Gernhardt            | Stati Uniti            | 7 settembre 1995  | STS-69            | [ 181 ]                          |
| 333 | Catherine Coleman            | Stati Uniti            | 20 ottobre 1995   | STS-73            | [ 182 ]                          |
| 333 | Fred Leslie                  | Stati Uniti            | 20 ottobre 1995   | STS-73            | [ 182 ]                          |
| 333 | Michael López-Alegría        | Stati Uniti            | 20 ottobre 1995   | STS-73            | [ 182 ]                          |
| 333 | Kent Rominger                | Stati Uniti            | 20 ottobre 1995   | STS-73            | [ 182 ]                          |
| 333 | Albert Sacco                 | Stati Uniti            | 20 ottobre 1995   | STS-73            | [ 182 ]                          |
| 338 | Chris Hadfield               | Canada                 | 12 novembre 1995  | STS-74            | [ 183 ]                          |
| 339 | Daniel Barry                 | Stati Uniti            | 11 gennaio 1996   | STS-72            | [ 184 ]                          |
| 339 | Brent Jett                   | Stati Uniti            | 11 gennaio 1996   | STS-72            | [ 184 ]                          |
| 339 | Winston Scott                | Stati Uniti            | 11 gennaio 1996   | STS-72            | [ 184 ]                          |
| 339 | Koichi Wakata                | Giappone               | 11 gennaio 1996   | STS-72            | [ 184 ]                          |
| 343 | Jurij Onufrienko             | Russia                 | 21 febbraio 1996  | Sojuz TM-23       | [ 185 ]                          |
| 344 | Maurizio Cheli               | Italia                 | 22 febbraio 1996  | STS-75            | [ 186 ]                          |
| 344 | Umberto Guidoni              | Italia                 | 22 febbraio 1996  | STS-75            | [ 186 ]                          |
| 344 | Scott Horowitz               | Stati Uniti            | 22 febbraio 1996  | STS-75            | [ 186 ]                          |
| 347 | Andrew Thomas                | Stati Uniti            | 19 maggio 1996    | STS-77            | [ 187 ]                          |
| 348 | Charles Brady                | Stati Uniti            | 20 giugno 1996    | STS-78            | [ 188 ]                          |
| 348 | Jean-Jacques Favier          | Francia                | 20 giugno 1996    | STS-78            | [ 188 ]                          |
| 348 | Richard Linnehan             | Stati Uniti            | 20 giugno 1996    | STS-78            | [ 188 ]                          |
| 348 | Robert Thirsk                | Canada                 | 20 giugno 1996    | STS-78            | [ 188 ]                          |
| 352 | Claudie Haigneré             | Francia                | 17 agosto 1996    | Sojuz TM-24       | [ 189 ]                          |
| 352 | Valerij Korzun               | Russia                 | 17 agosto 1996    | Sojuz TM-24       | [ 189 ]                          |
| 354 | Reinhold Ewald               | Germania               | 10 febbraio 1997  | Sojuz TM-25       | [ 190 ]                          |
| 354 | Aleksandr Lazutkin           | Russia                 | 10 febbraio 1997  | Sojuz TM-25       | [ 190 ]                          |
| 356 | Roger Crouch                 | Stati Uniti            | 4 aprile 1997     | STS-83            | [ 191 ]                          |
| 356 | Gregory Linteris             | Stati Uniti            | 4 aprile 1997     | STS-83            | [ 191 ]                          |
| 356 | Susan Kilrain                | Stati Uniti            | 4 aprile 1997     | STS-83            | [ 191 ]                          |
| 359 | Edward Lu                    | Stati Uniti            | 15 maggio 1997    | STS-84            | [ 192 ]                          |
| 359 | Carlos Noriega               | Stati Uniti            | 15 maggio 1997    | STS-84            | [ 192 ]                          |
| 361 | Pavel Vinogradov             | Russia                 | 5 agosto 1997     | Sojuz TM-26       | [ 193 ]                          |
| 362 | Robert Curbeam               | Stati Uniti            | 7 agosto 1997     | STS-85            | [ 194 ]                          |
| 362 | Stephen Robinson             | Stati Uniti            | 7 agosto 1997     | STS-85            | [ 194 ]                          |
| 362 | Bjarni Tryggvason            | Canada                 | 7 agosto 1997     | STS-85            | [ 194 ]                          |
| 365 | Michael Bloomfield           | Stati Uniti            | 26 settembre 1997 | STS-86            | [ 195 ]                          |
| 366 | Kalpana Chawla †             | Stati Uniti            | 19 novembre 1997  | STS-87            | [ 196 ] [ nb 10 ]                |
| 366 | Takao Doi                    | Giappone               | 19 novembre 1997  | STS-87            | [ 196 ]                          |
| 366 | Leonid Kadenjuk              | Ucraina                | 19 novembre 1997  | STS-87            | [ 196 ]                          |
| 366 | Steven Lindsey               | Stati Uniti            | 19 novembre 1997  | STS-87            | [ 196 ]                          |
| 370 | Michael Anderson †           | Stati Uniti            | 23 gennaio 1998   | STS-89            | [ 197 ] [ nb 10 ]                |
| 370 | Joe Edwards                  | Stati Uniti            | 23 gennaio 1998   | STS-89            | [ 197 ]                          |
| 370 | James Reilly                 | Stati Uniti            | 23 gennaio 1998   | STS-89            | [ 197 ]                          |
| 370 | Saližan Šaripov              | Russia                 | 23 gennaio 1998   | STS-89            | [ 197 ]                          |
| 374 | Léopold Eyharts              | Francia                | 29 gennaio 1998   | Sojuz TM-27       | [ 198 ]                          |
| 375 | Scott Altman                 | Stati Uniti            | 17 aprile 1998    | STS-90            | [ 199 ]                          |
| 375 | Jay Buckey                   | Stati Uniti            | 17 aprile 1998    | STS-90            | [ 199 ]                          |
| 375 | Kathryn Hire                 | Stati Uniti            | 17 aprile 1998    | STS-90            | [ 199 ]                          |
| 375 | James Pawelczyk              | Stati Uniti            | 17 aprile 1998    | STS-90            | [ 199 ]                          |
| 375 | Dafydd Williams              | Canada                 | 17 aprile 1998    | STS-90            | [ 199 ]                          |
| 380 | Dominic Gorie                | Stati Uniti            | 2 giugno 1998     | STS-91            | [ 200 ]                          |
| 380 | Janet Kavandi                | Stati Uniti            | 2 giugno 1998     | STS-91            | [ 200 ]                          |
| 382 | Jurij Baturin                | Russia                 | 13 agosto 1998    | Sojuz TM-28       | [ 201 ]                          |
| 382 | Gennadij Padalka             | Russia                 | 13 agosto 1998    | Sojuz TM-28       | [ 201 ]                          |
| 384 | Pedro Duque                  | Spagna                 | 29 ottobre 1998   | STS-95            | [ 202 ]                          |
| 385 | Frederick Sturckow           | Stati Uniti            | 4 dicembre 1998   | STS-88            | [ 203 ]                          |
| 386 | Ivan Bella                   | Slovacchia             | 20 febbraio 1999  | Sojuz TM-29       | [ 204 ]                          |
| 387 | Rick Husband †               | Stati Uniti            | 27 maggio 1999    | STS-96            | [ 205 ] [ nb 10 ]                |
| 387 | Julie Payette                | Canada                 | 27 maggio 1999    | STS-96            | [ 205 ]                          |
| 387 | Valerij Tokarev              | Russia                 | 27 maggio 1999    | STS-96            | [ 205 ]                          |
| 390 | Jeffrey Ashby                | Stati Uniti            | 23 luglio 1999    | STS-93            | [ 206 ]                          |
| 391 | Scott Kelly                  | Stati Uniti            | 20 dicembre 1999  | STS-103           | [ 207 ]                          |
| 392 | Gerhard Thiele               | Germania               | 11 febbraio 2000  | STS-99            | [ 208 ]                          |
| 393 | Sergej Zalëtin               | Russia                 | 4 aprile 2000     | Sojuz TM-30       | [ 209 ]                          |
| 394 | Jeffrey Williams             | Stati Uniti            | 19 maggio 2000    | STS-101           | [ 210 ]                          |
| 395 | Daniel Burbank               | Stati Uniti            | 8 settembre 2000  | STS-106           | [ 211 ]                          |
| 395 | Richard Mastracchio          | Stati Uniti            | 8 settembre 2000  | STS-106           | [ 211 ]                          |
| 395 | Boris Morukov                | Russia                 | 8 settembre 2000  | STS-106           | [ 211 ]                          |
| 398 | Pamela Melroy                | Stati Uniti            | 11 ottobre 2000   | STS-92            | [ 212 ]                          |
| 399 | Mark Polansky                | Stati Uniti            | 7 febbraio 2001   | STS-98            | [ 213 ]                          |
| 400 | James Kelly                  | Stati Uniti            | 8 marzo 2001      | STS-102           | [ 214 ]                          |
| 400 | Paul Richards                | Stati Uniti            | 8 marzo 2001      | STS-102           | [ 214 ]                          |
| 402 | Jurij Lončakov               | Russia                 | 19 aprile 2001    | STS-100           | [ 215 ] [ 216 ]                  |
| 402 | John Phillips                | Stati Uniti            | 19 aprile 2001    | STS-100           | [ 216 ] [ 217 ]                  |
| 404 | Dennis Tito                  | Stati Uniti            | 28 aprile 2001    | Sojuz TM-32       | [ 218 ]                          |
| 405 | Charles Hobaugh              | Stati Uniti            | 12 luglio 2001    | STS-104           | [ 219 ]                          |
| 406 | Patrick Forrester            | Stati Uniti            | 10 agosto 2001    | STS-105           | [ 220 ]                          |
| 406 | Michail Tjurin               | Russia                 | 10 agosto 2001    | STS-105           | [ 220 ]                          |
| 408 | Konstantin Kozeev            | Russia                 | 21 ottobre 2001   | Sojuz TM-33       | [ 221 ]                          |
| 409 | Mark Kelly                   | Stati Uniti            | 5 dicembre 2001   | STS-108           | [ 222 ]                          |
| 409 | Daniel Tani                  | Stati Uniti            | 5 dicembre 2001   | STS-108           | [ 222 ]                          |
| 411 | Duane Carey                  | Stati Uniti            | 1 marzo 2002      | STS-109           | [ 223 ]                          |
| 411 | Michael Massimino            | Stati Uniti            | 1 marzo 2002      | STS-109           | [ 223 ]                          |
| 413 | Stephen Frick                | Stati Uniti            | 8 aprile 2002     | STS-110           | [ 224 ]                          |
| 413 | Lee Morin                    | Stati Uniti            | 8 aprile 2002     | STS-110           | [ 224 ]                          |
| 413 | Rex Walheim                  | Stati Uniti            | 8 aprile 2002     | STS-110           | [ 224 ]                          |
| 416 | Mark Shuttleworth            | Sudafrica              | 25 aprile 2002    | Sojuz TM-34       | [ 225 ]                          |
| 416 | Roberto Vittori              | Italia                 | 25 aprile 2002    | Sojuz TM-34       | [ 225 ]                          |
| 418 | Paul Lockhart                | Stati Uniti            | 5 giugno 2002     | STS-111           | [ 226 ]                          |
| 418 | Philippe Perrin              | Francia                | 5 giugno 2002     | STS-111           | [ 226 ]                          |
| 418 | Sergej Treščëv               | Russia                 | 5 giugno 2002     | STS-111           | [ 226 ]                          |
| 418 | Peggy Whitson                | Stati Uniti            | 5 giugno 2002     | STS-111           | [ 226 ]                          |
| 422 | Sandra Magnus                | Stati Uniti            | 7 ottobre 2002    | STS-112           | [ 227 ]                          |
| 422 | Piers Sellers                | Stati Uniti            | 7 ottobre 2002    | STS-112           | [ 227 ] [ nb 11 ]                |
| 422 | Fëdor Jurčichin              | Russia                 | 7 ottobre 2002    | STS-112           | [ 227 ]                          |
| 425 | Frank De Winne               | Belgio                 | 30 ottobre 2002   | Sojuz TMA-1       | [ 228 ]                          |
| 426 | John Herrington              | Stati Uniti            | 24 novembre 2002  | STS-113           | [ 229 ]                          |
| 426 | Donald Pettit                | Stati Uniti            | 24 novembre 2002  | STS-113           | [ 229 ]                          |
| 428 | David Brown ‡                | Stati Uniti            | 16 gennaio 2003   | STS-107           | [ 229 ] [ nb 10 ]                |
| 428 | Laurel Clark ‡               | Stati Uniti            | 16 gennaio 2003   | STS-107           | [ 229 ] [ nb 10 ]                |
| 428 | William McCool ‡             | Stati Uniti            | 16 gennaio 2003   | STS-107           | [ 229 ] [ nb 10 ]                |
| 428 | Ilan Ramon ‡                 | Israele                | 16 gennaio 2003   | STS-107           | [ 229 ] [ nb 10 ]                |
| 432 | Yang Liwei                   | Cina                   | 15 ottobre 2003   | Shenzhou 5        | [ 230 ]                          |
| 433 | Michael Fincke               | Stati Uniti            | 19 aprile 2004    | Sojuz TMA-4       | [ 231 ]                          |
| 433 | André Kuipers                | Paesi Bassi            | 19 aprile 2004    | Sojuz TMA-4       | [ 231 ]                          |
| 435 | Michael Melvill              | Stati Uniti            | 21 giugno 2004    | SpaceShipOne 15P  | [ 232 ] [ 233 ] [ 234 ]          |
| 436 | Brian Binnie                 | Stati Uniti            | 4 ottobre 2004    | SpaceShipOne 17P  | [ 234 ] [ 235 ] [ 236 ]          |
| 437 | Jurij Šargin                 | Russia                 | 14 ottobre 2004   | Sojuz TMA-5       | [ 237 ]                          |
| 438 | Charles Camarda              | Stati Uniti            | 26 luglio 2005    | STS-114           | [ 238 ]                          |
| 438 | Soichi Noguchi               | Giappone               | 26 luglio 2005    | STS-114           | [ 238 ]                          |
| 440 | Gregory Olsen                | Stati Uniti            | 1 ottobre 2005    | Sojuz TMA-7       | [ 239 ]                          |
| 441 | Fei Junlong                  | Cina                   | 12 ottobre 2005   | Shenzhou 6        | [ 240 ]                          |
| 441 | Niè Hǎishèng                 | Cina                   | 12 ottobre 2005   | Shenzhou 6        | [ 240 ]                          |
| 443 | Marcos Pontes                | Brasile                | 30 marzo 2006     | Sojuz TMA-8       | [ 241 ]                          |
| 444 | Michael Fossum               | Stati Uniti            | 4 luglio 2006     | STS-121           | [ 242 ]                          |
| 444 | Lisa Nowak                   | Stati Uniti            | 4 luglio 2006     | STS-121           | [ 242 ]                          |
| 444 | Stephanie Wilson             | Stati Uniti            | 4 luglio 2006     | STS-121           | [ 242 ]                          |
| 447 | Christopher Ferguson         | Stati Uniti            | 9 settembre 2006  | STS-115           | [ 243 ]                          |
| 447 | Heidemarie Stefanyshyn-Piper | Stati Uniti            | 9 settembre 2006  | STS-115           | [ 243 ]                          |
| 449 | Anousheh Ansari              | Stati Uniti            | 18 settembre 2006 | Sojuz TMA-9       | [ 244 ] [ nb 12 ]                |
| 450 | Christer Fuglesang           | Svezia                 | 10 dicembre 2006  | STS-116           | [ 245 ]                          |
| 450 | Joan Higginbotham            | Stati Uniti            | 10 dicembre 2006  | STS-116           | [ 245 ]                          |
| 450 | William Oefelein             | Stati Uniti            | 10 dicembre 2006  | STS-116           | [ 245 ]                          |
| 450 | Nicholas Patrick             | Stati Uniti            | 10 dicembre 2006  | STS-116           | [ 245 ] [ nb 13 ]                |
| 450 | Sunita Williams              | Stati Uniti            | 10 dicembre 2006  | STS-116           | [ 245 ]                          |
| 455 | Oleg Kotov                   | Russia                 | 7 aprile 2007     | Sojuz TMA-10      | [ 246 ]                          |
| 455 | Charles Simonyi              | Stati Uniti            | 7 aprile 2007     | Sojuz TMA-10      | [ 246 ]                          |
| 457 | Clayton Anderson             | Stati Uniti            | 8 giugno 2007     | STS-117           | [ 247 ]                          |
| 457 | Lee Archambault              | Stati Uniti            | 8 giugno 2007     | STS-117           | [ 247 ]                          |
| 457 | John Olivas                  | Stati Uniti            | 8 giugno 2007     | STS-117           | [ 247 ]                          |
| 457 | Steven Swanson               | Stati Uniti            | 8 giugno 2007     | STS-117           | [ 247 ]                          |
| 461 | Tracy Caldwell Dyson         | Stati Uniti            | 8 agosto 2007     | STS-118           | [ 248 ]                          |
| 461 | Benjamin Drew                | Stati Uniti            | 8 agosto 2007     | STS-118           | [ 248 ]                          |
| 461 | Barbara Morgan               | Stati Uniti            | 8 agosto 2007     | STS-118           | [ 248 ]                          |
| 464 | Sheikh Muszaphar Shukor      | Malaysia               | 10 ottobre 2007   | Sojuz TMA-11      | [ 249 ]                          |
| 465 | Paolo Nespoli                | Italia                 | 23 ottobre 2007   | STS-120           | [ 250 ]                          |
| 465 | Douglas Wheelock             | Stati Uniti            | 23 ottobre 2007   | STS-120           | [ 250 ]                          |
| 465 | George Zamka                 | Stati Uniti            | 23 ottobre 2007   | STS-120           | [ 250 ]                          |
| 468 | Stanley Love                 | Stati Uniti            | 7 febbraio 2008   | STS-122           | [ 251 ]                          |
| 468 | Leland Melvin                | Stati Uniti            | 7 febbraio 2008   | STS-122           | [ 251 ]                          |
| 468 | Alan Poindexter              | Stati Uniti            | 7 febbraio 2008   | STS-122           | [ 251 ]                          |
| 471 | Robert Behnken               | Stati Uniti            | 11 marzo 2008     | STS-123           | [ 252 ]                          |
| 471 | Michael Foreman              | Stati Uniti            | 11 marzo 2008     | STS-123           | [ 252 ]                          |
| 471 | Gregory Johnson              | Stati Uniti            | 11 marzo 2008     | STS-123           | [ 252 ]                          |
| 471 | Garrett Reisman              | Stati Uniti            | 11 marzo 2008     | STS-123           | [ 252 ]                          |
| 475 | Oleg Kononenko               | Russia                 | 8 aprile 2008     | Sojuz TMA-12      | [ 253 ]                          |
| 475 | Sergej Volkov                | Russia                 | 8 aprile 2008     | Sojuz TMA-12      | [ 253 ]                          |
| 475 | Yi So-yeon                   | Corea del Sud          | 8 aprile 2008     | Sojuz TMA-12      | [ 253 ]                          |
| 478 | Gregory Chamitoff            | Stati Uniti            | 31 maggio 2008    | STS-124           | [ 254 ]                          |
| 478 | Ronald Garan                 | Stati Uniti            | 31 maggio 2008    | STS-124           | [ 254 ]                          |
| 478 | Kenneth Ham                  | Stati Uniti            | 31 maggio 2008    | STS-124           | [ 254 ]                          |
| 478 | Akihiko Hoshide              | Giappone               | 31 maggio 2008    | STS-124           | [ 254 ]                          |
| 478 | Karen Nyberg                 | Stati Uniti            | 31 maggio 2008    | STS-124           | [ 254 ]                          |
| 483 | Jing Haipeng                 | Cina                   | 25 settembre 2008 | Shenzhou 7        | [ 255 ]                          |
| 483 | Liu Boming                   | Cina                   | 25 settembre 2008 | Shenzhou 7        | [ 255 ]                          |
| 483 | Zhai Zhigang                 | Cina                   | 25 settembre 2008 | Shenzhou 7        | [ 255 ]                          |
| 486 | Richard Garriott             | Stati Uniti            | 12 ottobre 2008   | Sojuz TMA-13      | [ 256 ]                          |
| 487 | Eric Boe                     | Stati Uniti            | 15 novembre 2008  | STS-126           | [ 257 ]                          |
| 487 | Stephen Bowen                | Stati Uniti            | 15 novembre 2008  | STS-126           | [ 257 ]                          |
| 487 | Robert Kimbrough             | Stati Uniti            | 15 novembre 2008  | STS-126           | [ 257 ]                          |
| 490 | Joseph Acaba                 | Stati Uniti            | 15 marzo 2009     | STS-119           | [ 258 ]                          |
| 490 | Dominic Antonelli            | Stati Uniti            | 15 marzo 2009     | STS-119           | [ 258 ]                          |
| 490 | Richard Arnold               | Stati Uniti            | 15 marzo 2009     | STS-119           | [ 258 ]                          |
| 493 | Michael Barratt              | Stati Uniti            | 26 marzo 2009     | Sojuz TMA-14      | [ 259 ]                          |
| 494 | Andrew Feustel               | Stati Uniti            | 11 maggio 2009    | STS-125           | [ 260 ]                          |
| 494 | Michael Good                 | Stati Uniti            | 11 maggio 2009    | STS-125           | [ 260 ]                          |
| 494 | Gregory Johnson              | Stati Uniti            | 11 maggio 2009    | STS-125           | [ 260 ]                          |
| 494 | Megan McArthur               | Stati Uniti            | 11 maggio 2009    | STS-125           | [ 260 ]                          |
| 498 | Roman Romanenko              | Russia                 | 27 maggio 2009    | Sojuz TMA-15      | [ 261 ]                          |
| 499 | Christopher Cassidy          | Stati Uniti            | 15 luglio 2009    | STS-127           | [ 262 ]                          |
| 499 | Douglas Hurley               | Stati Uniti            | 15 luglio 2009    | STS-127           | [ 262 ]                          |
| 499 | Timothy Kopra                | Stati Uniti            | 15 luglio 2009    | STS-127           | [ 262 ]                          |
| 499 | Thomas Marshburn             | Stati Uniti            | 15 luglio 2009    | STS-127           | [ 262 ]                          |
| 503 | Kevin Ford                   | Stati Uniti            | 29 agosto 2009    | STS-128           | [ 263 ]                          |
| 503 | José Hernández               | Stati Uniti            | 29 agosto 2009    | STS-128           | [ 263 ]                          |
| 503 | Nicole Stott                 | Stati Uniti            | 29 agosto 2009    | STS-128           | [ 263 ]                          |
| 506 | Guy Laliberté                | Canada                 | 30 settembre 2009 | Sojuz TMA-16      | [ 264 ]                          |
| 506 | Maksim Suraev                | Russia                 | 30 settembre 2009 | Sojuz TMA-16      | [ 264 ]                          |
| 508 | Randolph Bresnik             | Stati Uniti            | 12 novembre 2009  | STS-129           | [ 265 ]                          |
| 508 | Robert Satcher               | Stati Uniti            | 12 novembre 2009  | STS-129           | [ 265 ]                          |
| 508 | Barry Wilmore                | Stati Uniti            | 12 novembre 2009  | STS-129           | [ 265 ]                          |
| 511 | Timothy Creamer              | Stati Uniti            | 20 dicembre 2009  | Sojuz TMA-17      | [ 266 ]                          |
| 512 | Terry Virts                  | Stati Uniti            | 8 febbraio 2010   | STS-130           | [ 267 ]                          |
| 513 | Michail Kornienko            | Russia                 | 2 aprile 2010     | Sojuz TMA-18      | [ 268 ]                          |
| 513 | Aleksandr Skvorcov           | Russia                 | 2 aprile 2010     | Sojuz TMA-18      | [ 268 ]                          |
| 515 | James Dutton                 | Stati Uniti            | 5 aprile 2010     | STS-131           | [ 269 ]                          |
| 515 | Dorothy Metcalf-Lindenburger | Stati Uniti            | 5 aprile 2010     | STS-131           | [ 269 ]                          |
| 515 | Naoko Yamazaki               | Giappone               | 5 aprile 2010     | STS-131           | [ 269 ]                          |
| 518 | Shannon Walker               | Stati Uniti            | 15 giugno 2010    | Sojuz TMA-19      | [ 270 ]                          |
| 519 | Oleg Skripočka               | Russia                 | 7 ottobre 2010    | Sojuz TMA-01M     | [ 271 ]                          |
| 520 | Dmitrij Kondrat'ev           | Russia                 | 15 dicembre 2010  | Sojuz TMA-20      | [ 272 ]                          |
| 521 | Andrej Borisenko             | Russia                 | 4 aprile 2011     | Sojuz TMA-21      | [ 273 ]                          |
| 521 | Aleksandr Samokutjaev        | Russia                 | 4 aprile 2011     | Sojuz TMA-21      | [ 273 ]                          |
| 523 | Satoshi Furukawa             | Giappone               | 7 giugno 2011     | Sojuz TMA-02M     | [ 274 ]                          |
| 524 | Anatolij Ivanišin            | Russia                 | 14 novembre 2011  | Sojuz TMA-22      | [ 275 ]                          |
| 524 | Anton Škaplerov              | Russia                 | 14 novembre 2011  | Sojuz TMA-22      | [ 275 ]                          |
| 526 | Sergej Revin                 | Russia                 | 15 maggio 2012    | Sojuz TMA-04M     | [ 276 ]                          |
| 527 | Liu Wang                     | Cina                   | 16 giugno 2012    | Shenzhou 9        | [ 277 ]                          |
| 527 | Liu Yang                     | Cina                   | 16 giugno 2012    | Shenzhou 9        | [ 277 ]                          |
| 529 | Oleg Novickij                | Russia                 | 23 ottobre 2012   | Sojuz TMA-06M     | [ 278 ]                          |
| 529 | Evgenij Tarelkin             | Russia                 | 23 ottobre 2012   | Sojuz TMA-06M     | [ 278 ]                          |
| 531 | Aleksandr Misurkin           | Russia                 | 28 marzo 2013     | Sojuz TMA-08M     | [ 279 ]                          |
| 532 | Luca Parmitano               | Italia                 | 28 maggio 2013    | Sojuz TMA-09M     | [ 280 ]                          |
| 533 | Zhāng Xiǎoguāng              | Cina                   | 11 giugno 2013    | Shenzhou 10       | [ 281 ]                          |
| 533 | Wang Yaping                  | Cina                   | 11 giugno 2013    | Shenzhou 10       | [ 281 ]                          |
| 535 | Michael Hopkins              | Stati Uniti            | 25 settembre 2013 | Sojuz TMA-10M     | [ 282 ]                          |
| 535 | Sergej Rjazanskij            | Russia                 | 25 settembre 2013 | Sojuz TMA-10M     | [ 282 ]                          |
| 537 | Oleg Artem'ev                | Russia                 | 25 marzo 2014     | Sojuz TMA-12M     | [ 283 ]                          |
| 538 | Reid Wiseman                 | Stati Uniti            | 28 maggio 2014    | Sojuz TMA-13M     | [ 284 ]                          |
| 538 | Alexander Gerst              | Germania               | 28 maggio 2014    | Sojuz TMA-13M     | [ 284 ]                          |
| 540 | Elena Serova                 | Russia                 | 25 settembre 2014 | Sojuz TMA-14M     | [ 285 ]                          |
| 541 | Samantha Cristoforetti       | Italia                 | 23 novembre 2014  | Sojuz TMA-15M     | [ 286 ]                          |
| 542 | Kimiya Yui                   | Giappone               | 22 luglio 2015    | Sojuz TMA-17M     | [ 287 ]                          |
| 542 | Kjell Lindgren               | Stati Uniti            | 22 luglio 2015    | Sojuz TMA-17M     | [ 287 ]                          |
| 544 | Andreas Mogensen             | Danimarca              | 2 settembre 2015  | Sojuz TMA-18M     | [ 288 ]                          |
| 544 | Ajdyn Aimbetov               | Kazakistan             | 2 settembre 2015  | Sojuz TMA-18M     | [ 148 ] [ 288 ]                  |
| 546 | Timothy Peake                | Regno Unito            | 15 dicembre 2015  | Sojuz TMA-19M     | [ 289 ] [ 290 ]                  |
| 547 | Aleksej Ovčinin              | Russia                 | 18 marzo 2016     | Sojuz TMA-20M     | [ 291 ]                          |
| 548 | Takuya Ōnishi                | Giappone               | 7 luglio 2016     | Sojuz MS-01       | [ 292 ]                          |
| 548 | Kathleen Rubins              | Stati Uniti            | 7 luglio 2016     | Sojuz MS-01       | [ 292 ]                          |
| 550 | Chén Dōng                    | Cina                   | 17 ottobre 2016   | Shenzhou 11       | [ 293 ]                          |
| 551 | Sergej Ryžikov               | Russia                 | 19 ottobre 2016   | Sojuz MS-02       | [ 294 ]                          |
| 552 | Thomas Pesquet               | Francia                | 17 novembre 2016  | Sojuz MS-03       | [ 295 ]                          |
| 553 | Jack Fischer                 | Stati Uniti            | 20 aprile 2017    | Sojuz MS-04       | [ 296 ]                          |
| 554 | Mark Vande Hei               | Stati Uniti            | 12 settembre 2017 | Sojuz MS-06       | [ 297 ]                          |
| 555 | Norishige Kanai              | Giappone               | 17 dicembre 2017  | Sojuz MS-07       | [ 298 ] [ 299 ]                  |
| 555 | Scott Tingle                 | Stati Uniti            | 17 dicembre 2017  | Sojuz MS-07       | [ 298 ] [ 299 ]                  |
| 557 | Sergej Prokop'ev             | Russia                 | 6 giugno 2018     | Sojuz MS-09       | [ 300 ] [ 301 ]                  |
| 557 | Serena Auñón-Chancellor      | Stati Uniti            | 6 giugno 2018     | Sojuz MS-09       | [ 300 ] [ 301 ]                  |
| —   | Nick Hague ⊗                 | Stati Uniti            | 11 ottobre 2018   | Sojuz MS-10       | [ 302 ] [ nb 14 ] [ 303 ]        |
| 559 | David Saint-Jacques          | Canada                 | 3 dicembre 2018   | Sojuz MS-11       | [ 304 ]                          |
| 559 | Anne McClain                 | Stati Uniti            | 3 dicembre 2018   | Sojuz MS-11       | [ 304 ]                          |
| 561 | Nick Hague                   | Stati Uniti            | 14 marzo 2019     | Sojuz MS-12       | [ 305 ] [ nb 4 ]                 |
| 561 | Christina Koch               | Stati Uniti            | 14 marzo 2019     | Sojuz MS-12       | [ 305 ]                          |
| 563 | Andrew Morgan                | Stati Uniti            | 20 luglio 2019    | Sojuz MS-13       | [ 306 ]                          |
| 564 | Jessica Meir                 | Stati Uniti            | 25 settembre 2019 | Sojuz MS-15       | [ 307 ]                          |
| 564 | Hazza Al Mansouri            | Emirati Arabi Uniti    | 25 settembre 2019 | Sojuz MS-15       | [ 307 ]                          |
| 566 | Ivan Vagner                  | Russia                 | 9 aprile 2020     | Sojuz MS-16       | [ 308 ]                          |
| 567 | Sergej Kud'-Sverčkov         | Russia                 | 14 ottobre 2020   | Sojuz MS-17       | [ 309 ]                          |
| 568 | Victor Glover                | Stati Uniti            | 15 novembre 2020  | SpaceX Crew-1     | [ 310 ]                          |
| 569 | Pëtr Dubrov                  | Russia                 | 9 aprile 2021     | Sojuz MS-18       | [ 311 ]                          |
| 570 | Tang Hongbo                  | Cina                   | 17 giugno 2021    | Shenzhou 12       | [ 312 ]                          |
| 571 | Jeff Bezos                   | Stati Uniti            | 20 luglio 2021    | Blue Origin NS-16 | [ 313 ]                          |
| 571 | Wally Funk                   | Stati Uniti            | 20 luglio 2021    | Blue Origin NS-16 | [ 313 ]                          |
| 571 | Oliver Daemen                | Paesi Bassi            | 20 luglio 2021    | Blue Origin NS-16 | [ 313 ]                          |
| 571 | Mark Bezos                   | Stati Uniti            | 20 luglio 2021    | Blue Origin NS-16 | [ 313 ]                          |
| 575 | Jared Isaacman               | Stati Uniti            | 15 settembre 2021 | Inspiration4      | [ 314 ]                          |
| 575 | Sian Proctor                 | Stati Uniti            | 15 settembre 2021 | Inspiration4      | [ 314 ]                          |
| 575 | Hayley Arceneaux             | Stati Uniti            | 15 settembre 2021 | Inspiration4      | [ 314 ]                          |
| 575 | Christopher Sembroski        | Stati Uniti            | 15 settembre 2021 | Inspiration4      | [ 314 ]                          |
| 579 | Klim Šipenko                 | Russia                 | 5 ottobre 2021    | Sojuz MS-19       | [ 315 ]                          |
| 579 | Julija Peresil'd             | Russia                 | 5 ottobre 2021    | Sojuz MS-19       | [ 315 ]                          |
| 581 | Audrey Powers                | Stati Uniti            | 13 ottobre 2021   | Blue Origin NS-18 | [ 316 ]                          |
| 581 | Chris Boshuizen              | Australia              | 13 ottobre 2021   | Blue Origin NS-18 | [ 316 ]                          |
| 581 | Glen de Vries                | Stati Uniti            | 13 ottobre 2021   | Blue Origin NS-18 | [ 316 ]                          |
| 581 | William Shatner              | Canada                 | 13 ottobre 2021   | Blue Origin NS-18 | [ 316 ]                          |
| 585 | Ye Guangfu                   | Cina                   | 15 ottobre 2021   | Shenzhou 13       | [ 317 ]                          |
| 586 | Raja Chari                   | Stati Uniti            | 11 novembre 2021  | SpaceX Crew-3     | [ 318 ]                          |
| 586 | Kayla Barron                 | Stati Uniti            | 11 novembre 2021  | SpaceX Crew-3     | [ 318 ]                          |
| 586 | Matthias Maurer              | Germania               | 11 novembre 2021  | SpaceX Crew-3     | [ 318 ]                          |
| 589 | Yūsaku Maezawa               | Giappone               | 8 dicembre 2021   | Sojuz MS-20       | [ 319 ]                          |
| 589 | Yozo Hirano                  | Giappone               | 8 dicembre 2021   | Sojuz MS-20       | [ 319 ]                          |
| 591 | Laura Shepard Churchley      | Stati Uniti            | 11 dicembre 2021  | Blue Origin NS-19 | [ 320 ]                          |
| 591 | Michael Strahan              | Stati Uniti            | 11 dicembre 2021  | Blue Origin NS-19 | [ 320 ]                          |
| 591 | Dylan Taylor                 | Stati Uniti            | 11 dicembre 2021  | Blue Origin NS-19 | [ 320 ]                          |
| 591 | Evan Dick                    | Stati Uniti            | 11 dicembre 2021  | Blue Origin NS-19 | [ 320 ]                          |
| 591 | Lane Bess                    | Stati Uniti            | 11 dicembre 2021  | Blue Origin NS-19 | [ 320 ]                          |
| 591 | Cameron Bess                 | Stati Uniti            | 11 dicembre 2021  | Blue Origin NS-19 | [ 320 ]                          |
| 597 | Denis Matveev                | Russia                 | 18 marzo 2022     | Sojuz MS-21       | [ 321 ]                          |
| 597 | Sergej Korsakov              | Russia                 | 18 marzo 2022     | Sojuz MS-21       | [ 321 ]                          |
| 599 | Marty Allen                  | Stati Uniti            | 31 marzo 2022     | Blue Origin NS-20 | [ 322 ]                          |
| 599 | Sharon Hagle                 | Stati Uniti            | 31 marzo 2022     | Blue Origin NS-20 | [ 322 ]                          |
| 599 | Marc Hagle                   | Stati Uniti            | 31 marzo 2022     | Blue Origin NS-20 | [ 322 ]                          |
| 599 | Jim Kitchen                  | Stati Uniti            | 31 marzo 2022     | Blue Origin NS-20 | [ 322 ]                          |
| 599 | George Nield                 | Stati Uniti            | 31 marzo 2022     | Blue Origin NS-20 | [ 322 ]                          |
| 599 | Gary Lai                     | Stati Uniti            | 31 marzo 2022     | Blue Origin NS-20 | [ 322 ]                          |
| 605 | Larry Connor                 | Stati Uniti            | 8 aprile 2022     | Axiom Mission 1   | [ 317 ]                          |
| 605 | Mark Pathy                   | Canada                 | 8 aprile 2022     | Axiom Mission 1   | [ 317 ]                          |
| 605 | Eytan Stibbe                 | Israele                | 8 aprile 2022     | Axiom Mission 1   | [ 317 ]                          |
| 608 | Robert Hines                 | Stati Uniti            | 27 aprile 2022    | SpaceX Crew-4     | [ 323 ]                          |
| 608 | Jessica Watkins              | Stati Uniti            | 27 aprile 2022    | SpaceX Crew-4     | [ 323 ]                          |
| 610 | Katya Echazarreta            | Stati Uniti            | 4 giugno 2022     | Blue Origin NS-21 | [ 324 ]                          |
| 610 | Hamish Harding               | Regno Unito            | 4 giugno 2022     | Blue Origin NS-21 | [ 324 ]                          |
| 610 | Victor Correa Hespanha       | Brasile                | 4 giugno 2022     | Blue Origin NS-21 | [ 324 ]                          |
| 610 | Jaison Robinson              | Stati Uniti            | 4 giugno 2022     | Blue Origin NS-21 | [ 324 ]                          |
| 610 | Victor Vescovo               | Stati Uniti            | 4 giugno 2022     | Blue Origin NS-21 | [ 324 ]                          |
| 615 | Cai Xuzhe                    | Cina                   | 5 giugno 2022     | Shenzhou 14       | [ 325 ]                          |
| 616 | Coby Cotton                  | Stati Uniti            | 4 agosto 2022     | Blue Origin NS-22 | [ 326 ] [ nb 15 ]                |
| 616 | Mário Ferreira               | Portogallo             | 4 agosto 2022     | Blue Origin NS-22 | [ 326 ] [ nb 15 ]                |
| 616 | Vanessa O'Brien              | Regno Unito            | 4 agosto 2022     | Blue Origin NS-22 | [ 326 ] [ nb 15 ]                |
| 616 | Clint Kelly III              | Stati Uniti            | 4 agosto 2022     | Blue Origin NS-22 | [ 326 ] [ nb 15 ]                |
| 616 | Sara Sabry                   | Egitto                 | 4 agosto 2022     | Blue Origin NS-22 | [ 326 ] [ nb 15 ]                |
| 616 | Steve Young                  | Stati Uniti            | 4 agosto 2022     | Blue Origin NS-22 | [ 326 ] [ nb 15 ]                |
| 622 | Dmitrij Petelin              | Russia                 | 21 settembre 2022 | Sojuz MS-22       | [ 327 ]                          |
| 622 | Francisco Rubio              | Stati Uniti            | 21 settembre 2022 | Sojuz MS-22       | [ 327 ]                          |
| 624 | Nicole Mann                  | Stati Uniti            | 5 ottobre 2022    | SpaceX Crew-5     | [ 328 ]                          |
| 624 | Josh Cassada                 | Stati Uniti            | 5 ottobre 2022    | SpaceX Crew-5     | [ 328 ]                          |
| 624 | Anna Kikina                  | Russia                 | 5 ottobre 2022    | SpaceX Crew-5     | [ 328 ]                          |
| 627 | Deng Qingming                | Cina                   | 29 novembre 2022  | Shenzhou 15       | [ 329 ]                          |
| 627 | Zhang Lu                     | Cina                   | 29 novembre 2022  | Shenzhou 15       | [ 329 ]                          |
| 629 | Warren Hoburg                | Stati Uniti            | 2 marzo 2023      | SpaceX Crew-6     | [ 330 ]                          |
| 629 | Sultan Al Neyadi             | Emirati Arabi Uniti    | 2 marzo 2023      | SpaceX Crew-6     | [ 330 ]                          |
| 629 | Andrej Fedjaev               | Russia                 | 2 marzo 2023      | SpaceX Crew-6     | [ 330 ]                          |
| 632 | John Shoffner                | Stati Uniti            | 21 maggio 2023    | Axiom Mission 2   | [ 331 ]                          |
| 632 | Ali AlQarni                  | Arabia Saudita         | 21 maggio 2023    | Axiom Mission 2   | [ 331 ]                          |
| 632 | Rayyanah Barnawi             | Arabia Saudita         | 21 maggio 2023    | Axiom Mission 2   | [ 331 ]                          |
| 635 | Zhu Yangzhu                  | Cina                   | 30 maggio 2023    | Shenzhou 16       | [ 332 ]                          |
| 635 | Gui Haichao                  | Cina                   | 30 maggio 2023    | Shenzhou 16       | [ 332 ]                          |
| 637 | Jasmin Moghbeli              | Stati Uniti            | 26 agosto 2023    | SpaceX Crew-7     | [ 333 ] [ 334 ]                  |
| 637 | Konstantin Borisov           | Russia                 | 26 agosto 2023    | SpaceX Crew-7     | [ 333 ] [ 334 ]                  |
| 639 | Nikolaj Čub                  | Russia                 | 15 settembre 2023 | Sojuz MS-24       | [ 335 ]                          |
| 639 | Loral O'Hara                 | Stati Uniti            | 15 settembre 2023 | Sojuz MS-24       | [ 335 ]                          |
| 641 | Tang Shengjie                | Cina                   | 26 ottobre 2023   | Shenzhou 17       | [ 336 ]                          |
| 641 | Jiang Xinlin                 | Cina                   | 26 ottobre 2023   | Shenzhou 17       | [ 336 ]                          |
| 643 | Alper Gezeravcı              | Turchia                | 18 gennaio 2024   | Axiom Mission 3   | [ 337 ]                          |
| 643 | Walter Villadei              | Italia                 | 18 gennaio 2024   | Axiom Mission 3   | [ 337 ]                          |
| 643 | Marcus Wandt                 | Svezia                 | 18 gennaio 2024   | Axiom Mission 3   | [ 337 ]                          |
| 646 | Matthew Dominick             | Stati Uniti            | 4 marzo 2024      | SpaceX Crew-8     | [ 338 ]                          |
| 646 | Jeanette Epps                | Stati Uniti            | 4 marzo 2024      | SpaceX Crew-8     | [ 338 ]                          |
| 646 | Aleksandr Grebënkin          | Russia                 | 4 marzo 2024      | SpaceX Crew-8     | [ 338 ]                          |
| 649 | Marina Vasilevskaja          | Bielorussia            | 23 marzo 2024     | Sojuz MS-25       | [ 339 ]                          |
| 650 | Li Cong                      | Cina                   | 25 aprile 2024    | Shenzhou 18       | [ 340 ]                          |
| 650 | Li Guangsu                   | Cina                   | 25 aprile 2024    | Shenzhou 18       | [ 340 ]                          |
| 652 | Mason Angel                  | Stati Uniti            | 19 maggio 2024    | Blue Origin NS-25 | [ 341 ]                          |
| 652 | Sylvain Chiron               | Francia                | 19 maggio 2024    | Blue Origin NS-25 | [ 341 ]                          |
| 652 | Ed Dwight                    | Stati Uniti            | 19 maggio 2024    | Blue Origin NS-25 | [ 341 ]                          |
| 652 | Kenneth Hess                 | Stati Uniti            | 19 maggio 2024    | Blue Origin NS-25 | [ 341 ]                          |
| 652 | Carol Schaller               | Stati Uniti            | 19 maggio 2024    | Blue Origin NS-25 | [ 341 ]                          |
| 652 | Gopichand Thotakura          | India                  | 19 maggio 2024    | Blue Origin NS-25 | [ 341 ]                          |
| 658 | Nicolina Elrick              | Regno Unito/ Singapore | 29 agosto 2024    | Blue Origin NS-26 | [ 342 ]                          |
| 658 | Eugene Grin                  | Ucraina                | 29 agosto 2024    | Blue Origin NS-26 | [ 342 ]                          |
| 658 | Rob Ferl                     | Stati Uniti            | 29 agosto 2024    | Blue Origin NS-26 | [ 342 ]                          |
| 658 | Eiman Jahangir               | Iran/ Stati Uniti      | 29 agosto 2024    | Blue Origin NS-26 | [ 342 ]                          |
| 658 | Karsen Kitchen               | Stati Uniti            | 29 agosto 2024    | Blue Origin NS-26 | [ 342 ]                          |
| 658 | Ephraim Rabin                | Stati Uniti / Israele  | 29 agosto 2024    | Blue Origin NS-26 | [ 342 ]                          |
| 664 | Scott Poteet                 | Stati Uniti            | 10 settembre 2024 | Polaris Dawn      | [ 343 ]                          |
| 664 | Sarah Gillis                 | Stati Uniti            | 10 settembre 2024 | Polaris Dawn      | [ 343 ]                          |
| 664 | Anna Menon                   | Stati Uniti            | 10 settembre 2024 | Polaris Dawn      | [ 343 ]                          |
| 667 | Aleksandr Gorbunov           | Russia                 | 28 settembre 2024 | SpaceX Crew-9     | [ 344 ]                          |
| 668 | Song Lingdong                | Cina                   | 29 ottobre 2024   | Shenzhou 19       |                                  |
| 668 | Wang Haoze                   | Cina                   | 29 ottobre 2024   | Shenzhou 19       |                                  |
| 670 | Austin Litteral              | Stati Uniti            | 22 novembre 2024  | Blue Origin NS-28 | [ 345 ]                          |
| 670 | Emily Calandrelli            | Stati Uniti            | 22 novembre 2024  | Blue Origin NS-28 | [ 345 ]                          |
| 670 | James Russell                | Stati Uniti            | 22 novembre 2024  | Blue Origin NS-28 | [ 345 ]                          |
| 670 | Henry Wolfond                | Canada                 | 22 novembre 2024  | Blue Origin NS-28 | [ 345 ]                          |
| 674 | Richard Scott                | Stati Uniti            | 25 febbraio 2025  | Blue Origin NS-30 | [ 346 ]                          |
| 674 | Tushar Shah                  | Stati Uniti            | 25 febbraio 2025  | Blue Origin NS-30 | [ 346 ]                          |
| 674 | Russell Wilson               | Stati Uniti            | 25 febbraio 2025  | Blue Origin NS-30 | [ 346 ]                          |
| 674 | Elaine Chia Hyde             | Australia              | 25 febbraio 2025  | Blue Origin NS-30 | [ 346 ]                          |
| 674 | Jesús Calleja                | Spagna                 | 25 febbraio 2025  | Blue Origin NS-30 | [ 346 ]                          |
| 679 | Nichole Ayers                | Stati Uniti            | 14 marzo 2025     | SpaceX Crew-10    |                                  |
| 679 | Kirill Peskov                | Russia                 | 14 marzo 2025     | SpaceX Crew-10    |                                  |
| 681 | Chun Wang                    | Malta                  | 1 aprile 2025     | Fram2             | [ 348 ]                          |
| 681 | Jannicke Mikkelsen           | Norvegia               | 1 aprile 2025     | Fram2             | [ 348 ]                          |
| 681 | Rabea Rogge                  | Germania               | 1 aprile 2025     | Fram2             | [ 348 ]                          |
| 681 | Eric Philips                 | Australia              | 1 aprile 2025     | Fram2             | [ 348 ]                          |